# Verl

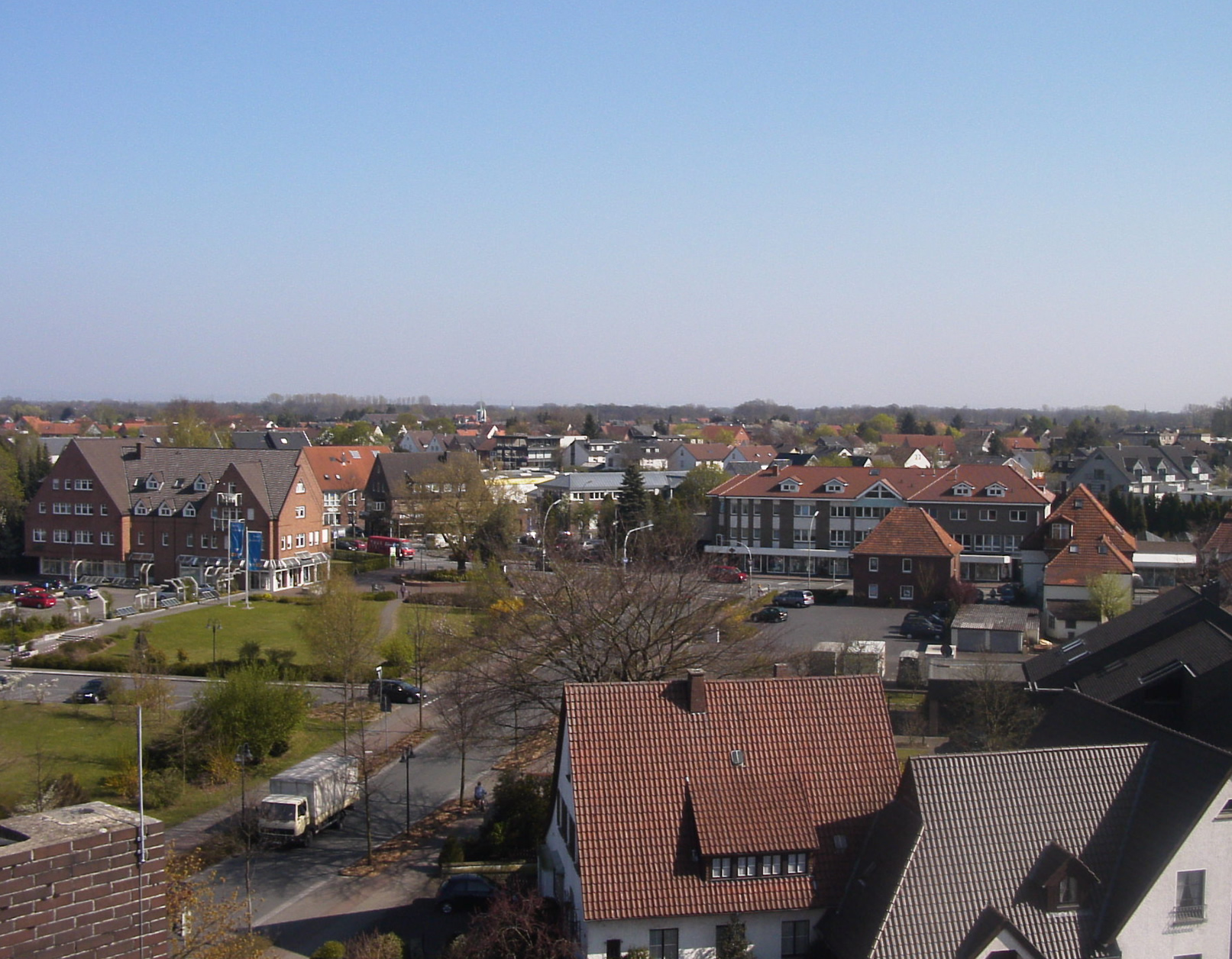
Blick über den Ortskern von Verl in südöstlicher Richtung

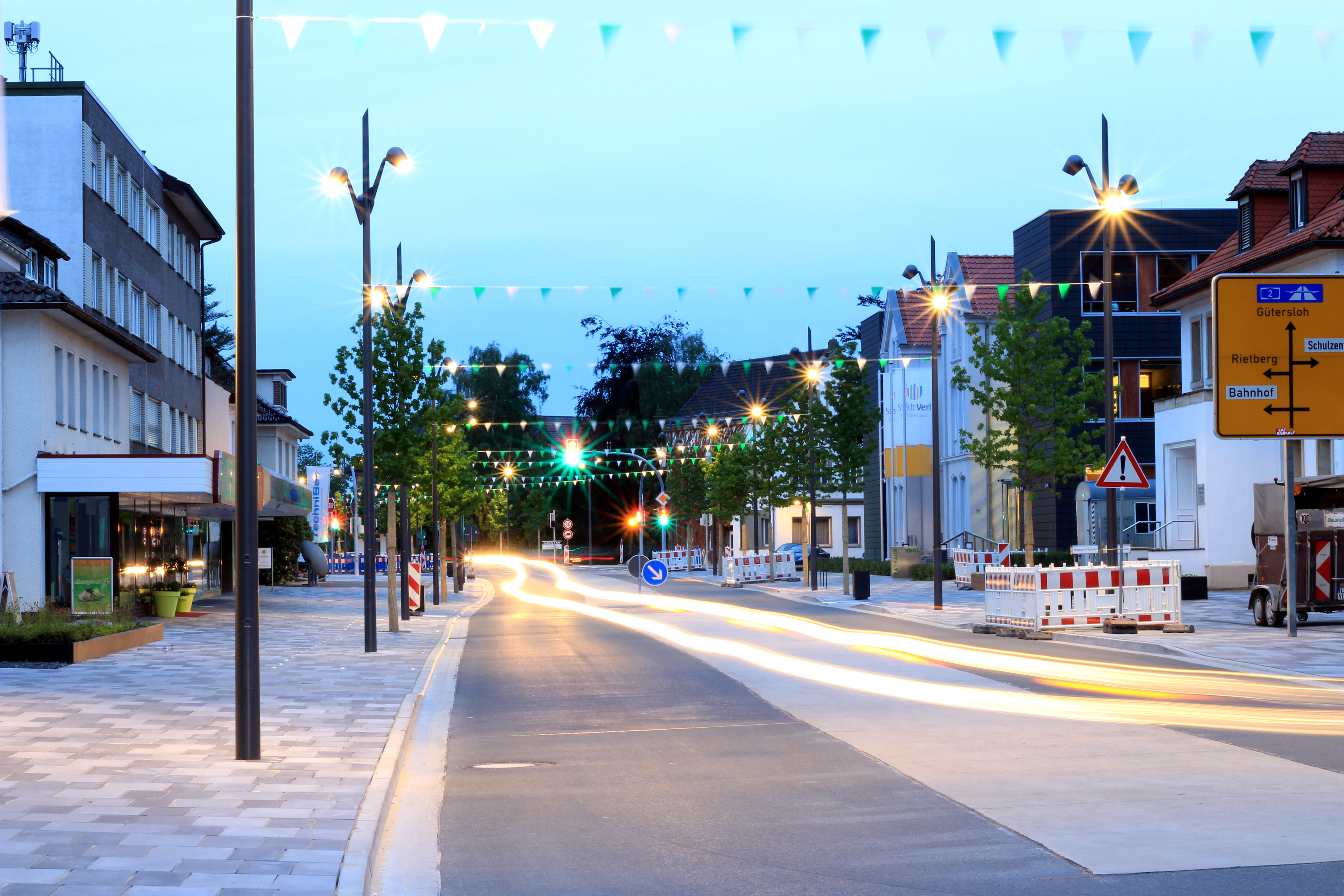
Die im Mai 2016 eröffnete neu gestaltete Ortsdurchfahrt von Verl

Verl [fɛʁl] ⓘ ist eine Stadt im Nordosten Nordrhein-Westfalens, die 15 Kilometer südlich von Bielefeld liegt. Die rund 26.000 Einwohner zählende Mittelstadt gehört zum ostwestfälischen Kreis Gütersloh im Regierungsbezirk Detmold.
Die Stadt Verl entstand 1970 durch Zusammenlegung mehrerer Teile der fünf Gemeinden des Amtes Verl. Die Besiedlung des heutigen Stadtgebietes in der Westfälischen Bucht wurde im Jahr 1088 erstmals schriftlich belegt. Verl wurde am 1. Januar 2010 zur mittleren kreisangehörigen Stadt erhoben.
Aufgrund der Lage direkt am Ölbach wird Verl häufig als Ölbachstadt (vor der Ernennung zur Stadt als Ölbachgemeinde) bezeichnet.
Über die Region hinaus bekannt ist sie vor allem durch den in der 3. Fußball-Liga spielenden SC Verl sowie durch die Ostwestfalenhalle im Ortsteil Kaunitz. Dort findet seit 1966 monatlich ein Hobbymarkt statt, der als größter Tier- und Trödelmarkt in NRW gilt.

## Geografie

### Geografische Lage
Verl liegt im Nordosten des Landes Nordrhein-Westfalen (Ostwestfalen-Lippe) südlich des Teutoburger Waldes im Süden des Kreises Gütersloh in einem Dreieck, dessen Ecken die Städte Gütersloh (9,2 km entfernt), Bielefeld (15,4 km) und Paderborn (25,1 km) bilden. Die Stadt gehört dem Regierungsbezirk Detmold an.
Das Stadtgebiet befindet sich in der Großlandschaft des norddeutschen Tieflandes im Teilbereich Östliches Sandmünsterland (Ostmünsterland) innerhalb der Westfälischen Bucht.
Verl wird von den Bächen Dalke, Menke-, Öl-, Senne-, Furl- und Wapelbach durchzogen. Zusammen mit den jeweiligen Zuflüssen sorgen sie für die Entwässerung der Stadt. Die Dalke hat als Zuflüsse den Hassel- und den Strothbach. Dem Ölbach fließt der Landerbach und der Wapel der Rodenbach zu. Sennebach und Furlbach entwässern direkt in die Ems, der letztendlich alle Verler Bäche bzw. Bachsysteme nahezu parallel in nordost-südwestlicher Richtung aus dem Teutoburger Wald zufließen.
Bekanntester See auf dem Gebiet der Stadt ist der Verler See im Ortsteil Sürenheide. Der größte See ist der so genannte A2-See, ein Baggersee, der bei Bau der Autobahn A2 entstanden ist. Er befindet sich im Ortsteil Sende.
Zum Hochwasserschutz der am Wapelbach flussabwärts liegenden Städte wurden im Jahr 2011 das Wapelbecken I in Betrieb genommen. 2023 folgte die Inbetriebnahme des Wapelbecken II.
Im Osten der Stadt liegt der Holter Wald, dessen größter Teil jedoch zur Stadt Schloß Holte-Stukenbrock gehört. Der höchste Punkt im Stadtgebiet befindet sich auf 111 m ü. NN (St.-Heinrich-Straße), der niedrigste auf 82 m ü. NN (Wiedenbrücker Straße).

Einige Verler Gewässer
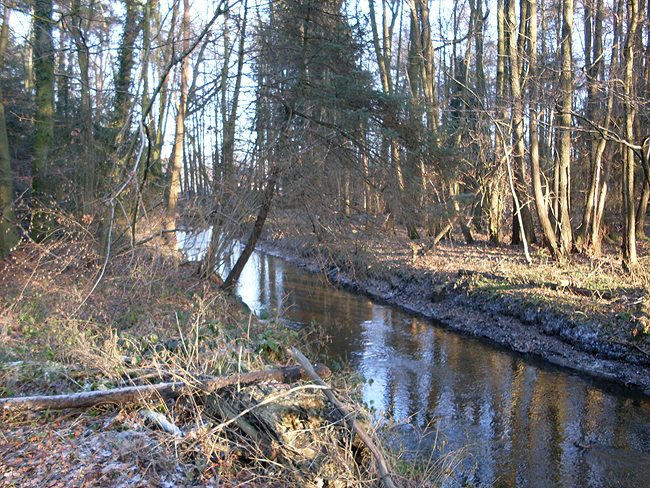
Dalke im Norden Verls
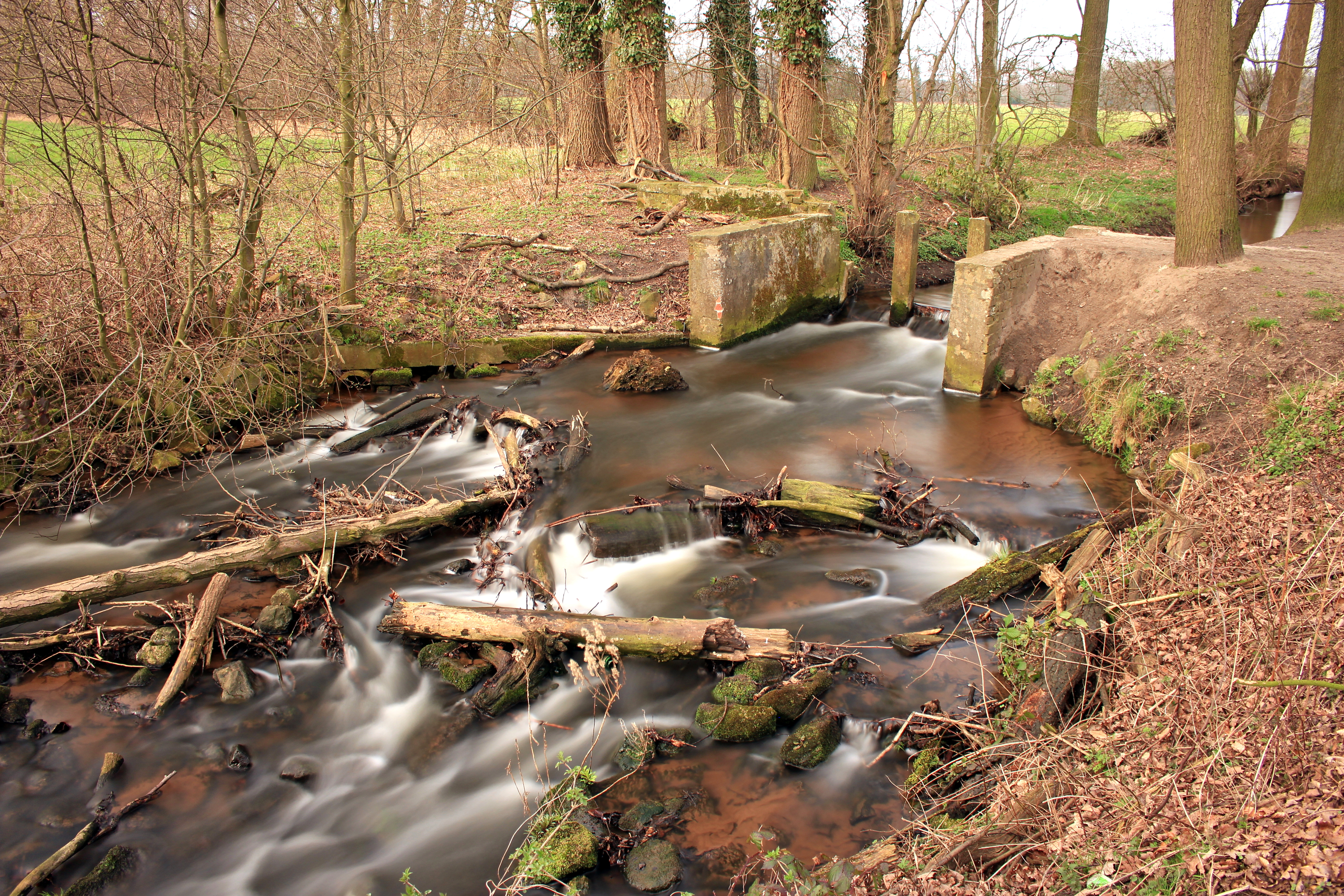
Landerbach im Ortsteil Sende
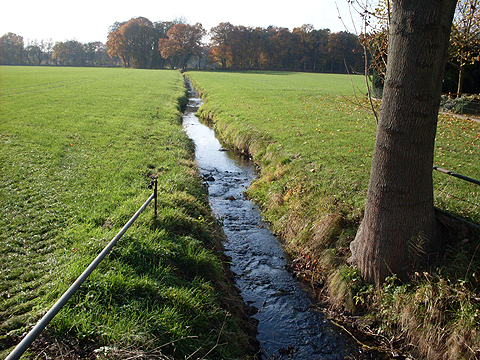
Menkebach im Ortsteil Sende
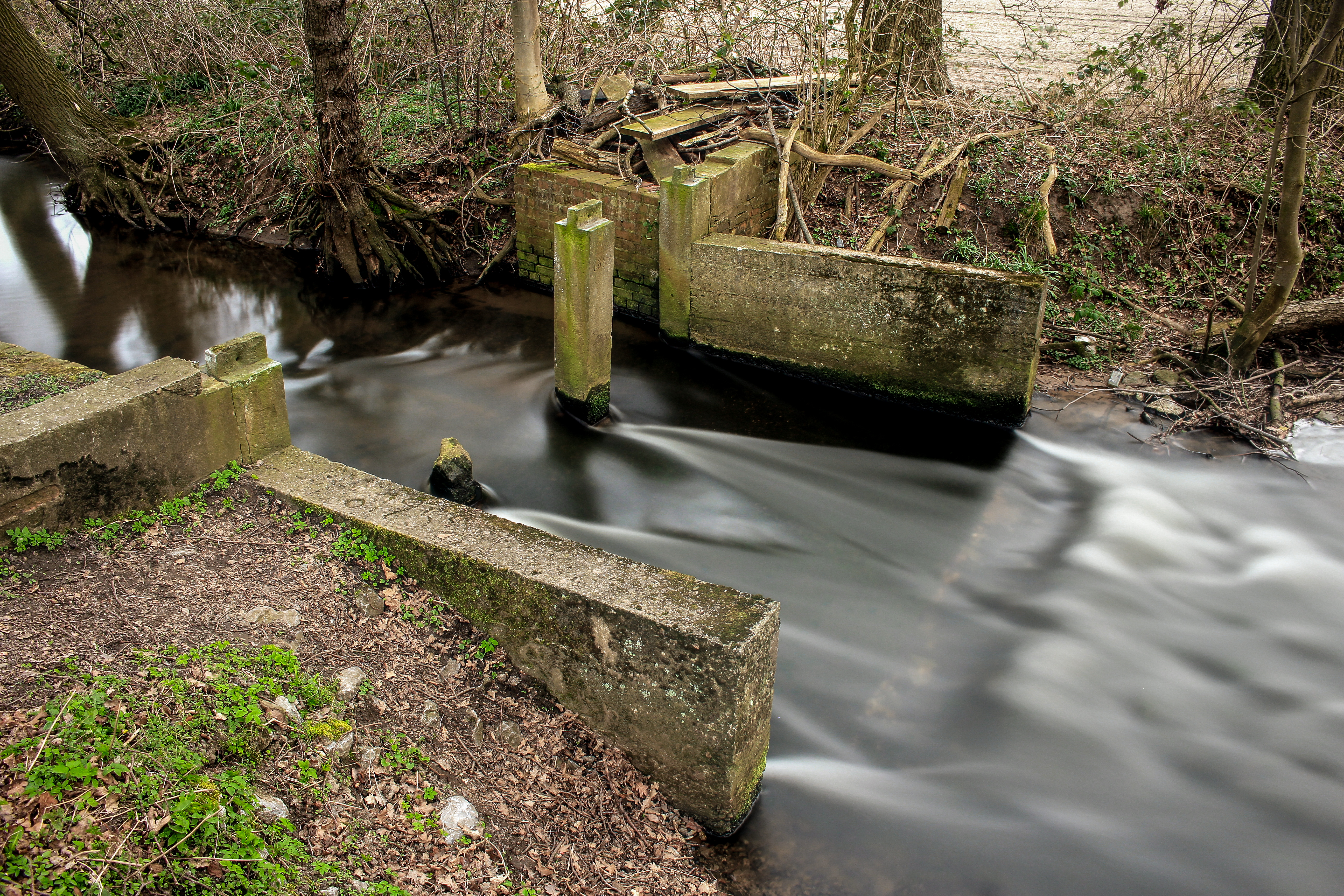
Ölbach mit historischem Stauwehr
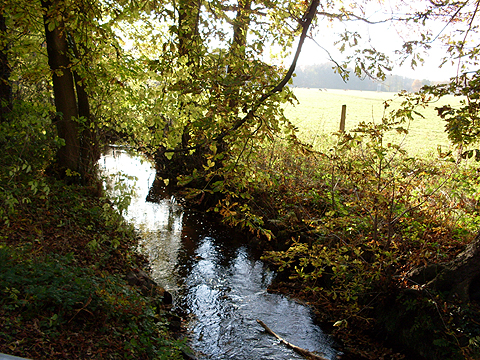
Rodenbach im Ortsteil Kaunitz
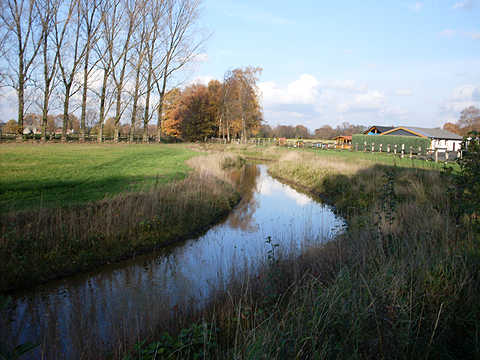
Sennebach im Süden Verls
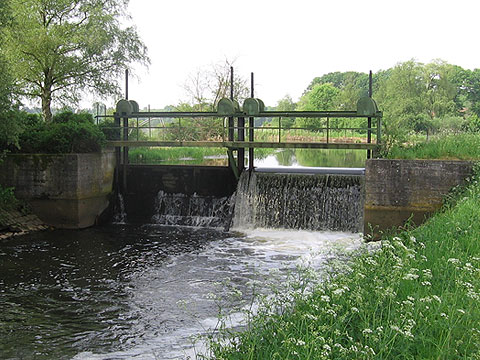
Wehr im Wapelbach in der Nähe des Gütersloher Ortsteils Kattenstroth
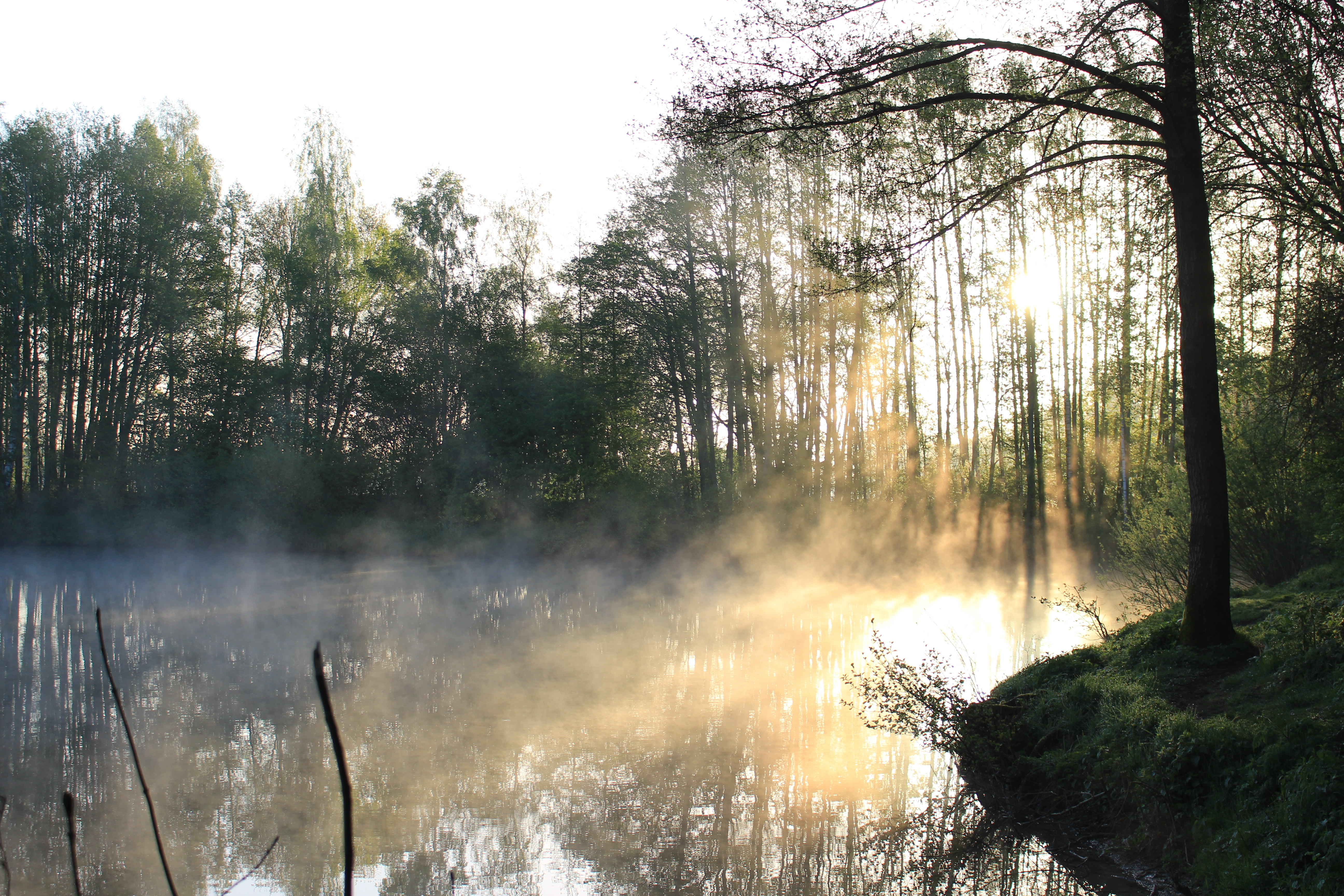
Verler See im Ortsteil Sürenheide

### Geologie

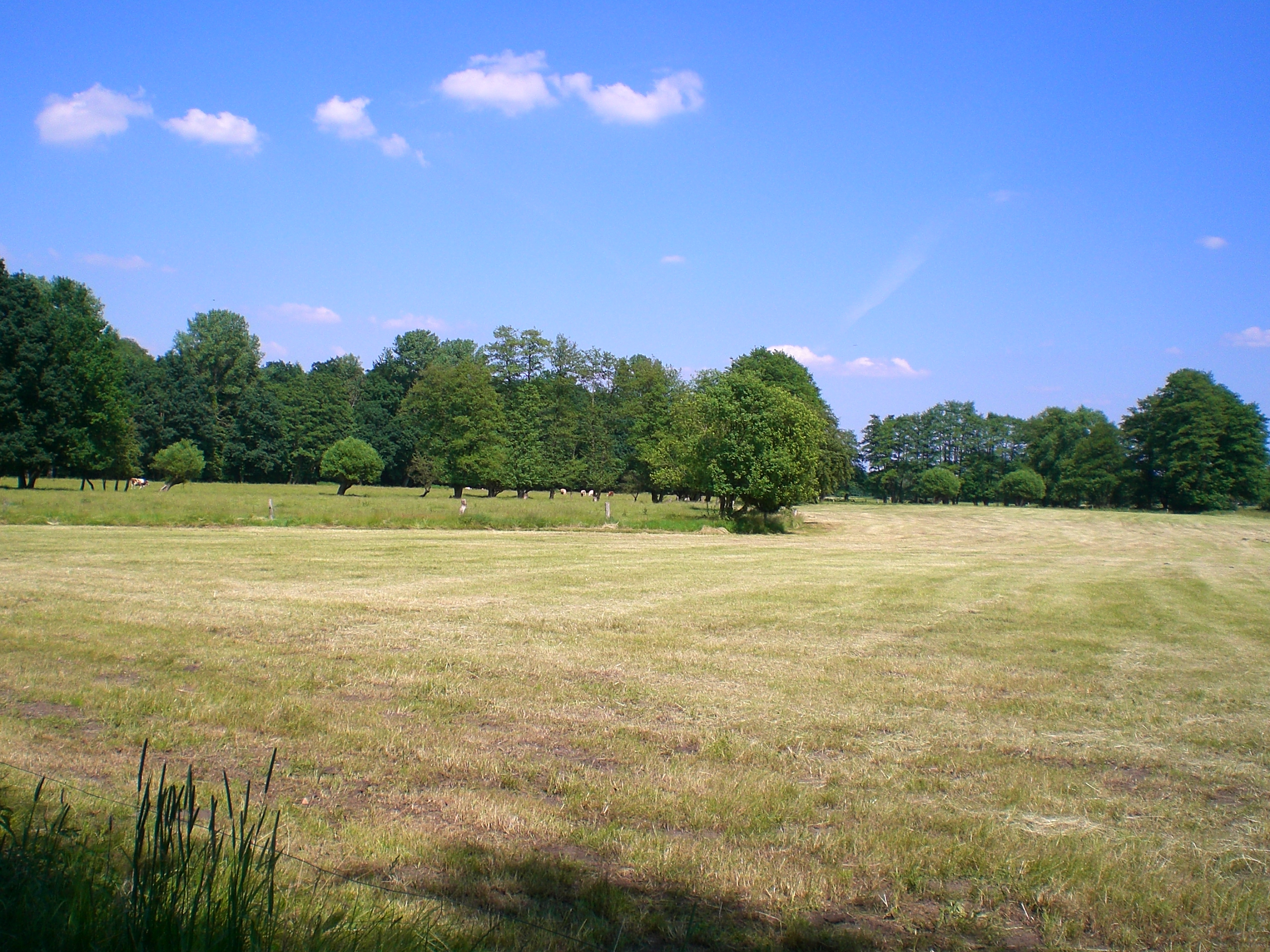
Verler Weiden- und Wiesenlandschaft

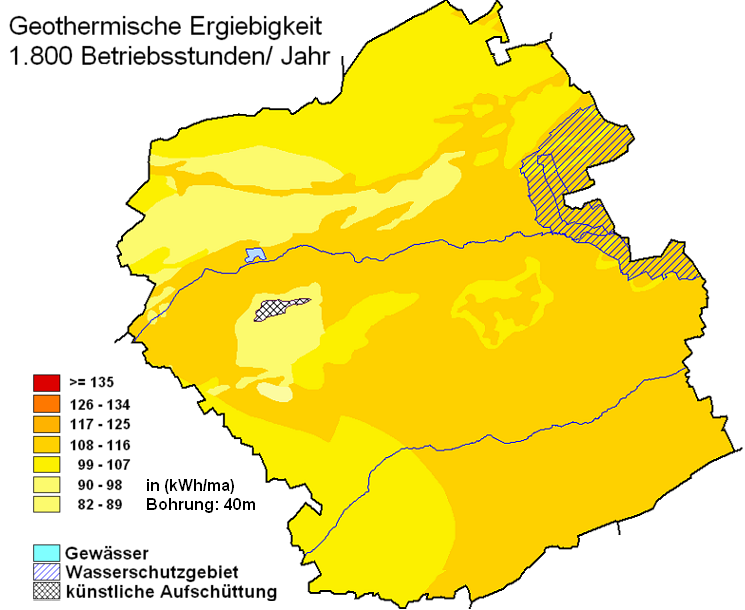
Geothermische Karte von Verl

Das Münsterländer Becken, zu dem Verl geologisch gehört, hat ungefähr die Gestalt einer Schüssel. Der tiefe Untergrund des Verler Gebiets besteht aus einem Sockel aus gefalteten Gesteinen des Erdaltertums (Devon und Karbon). Richtung Oberfläche schließt sich Festgesteinsuntergrund an, der vollständig aus mächtigen, tektonisch nur wenig gestörten Tonmergelsteinen des Erdmittelalters (Oberkreide) und älteren Kreide-Kalksteinschichten besteht. Sie sind schwach Richtung Osten geneigt.
Die Oberschicht des Gebiets besteht aus einer meist sandig-schluffig-tonigen Lockergesteinsschicht des Eiszeitalters (Quartär). Es finden sich junge, manchmal torfige Sedimente der Ems und ihrer Zuflüsse sowie ältere eiszeitliche Ablagerungen wie Grundmoränen oder Schmelzwassersande in der Oberschicht. Der oberflächennahe Bereich führt zum Teil reichlich Grundwasser. Das Grundwasser des tieferen Untergrundes ist versalzen.
Nährstoffarme und überwiegend sandige Böden mit geringer landwirtschaftlicher Ertragsleistung sowie geringer Wasserkapazität und Wasserdurchlässigkeit sind in Verl anzutreffen. Stellenweise haben sich Niedermoorböden gebildet.
Auf dem Gebiebt Verls finden sich durch einen Gletscher des Inlandeises geformte Drumlins. Der Lauf des an Gütersloh grenzenden Dalke-Bachs folgt streckenweise solchen Drumlins.
Obwohl Verl in der Emssandebene (Ostmünsterland) liegt, wird sein Landschaftsbild durch eine für das Münsterland charakteristische Parklandschaft geprägt. Deutlich wird dies durch den Wechsel von kleineren Acker- und Grünlandflächen sowie gliedernden Hecken und baumumstandenen Einzelhöfen.
Verl eignet sich gut bis sehr gut zur Nutzung von geothermischen Wärmequellen mittels Erdwärmesonde und Wärmegewinnung durch Wärmepumpenheizungen (vgl. dazu die nebenstehende Karte).

### Ausdehnung und Nutzung des Stadtgebiets
Die größte Ausdehnung der Stadtfläche in Nord-Süd-Richtung beträgt etwa 11 km und in Ost-West-Richtung etwa 10 km.
Die Gesamtfläche der Stadt Verl umfasst eine Fläche von 71,36 km². Der überwiegende Teil besteht aus landwirtschaftlich genutzten Flächen, Gebäude- und Freiflächen, zusammen etwa 86 %, gefolgt von Wald- und Verkehrsflächen mit zusammen etwa 8,5 %. Mit einem Waldanteil von 6,4 % ist das Gebiet im Vergleich zu Nordrhein-Westfalen, welches einen Waldanteil von 27 % hat, eher waldarm.
Die folgende Tabelle zeigt die detaillierte Flächennutzung:
| Fläche nach Nutzungsart | Landwirt- schafts- fläche | Gebäude- und Freifläche | Wald- fläche | Verkehrs- fläche | Wasser- fläche | Sport- und Grünfläche | Betriebs- fläche | sonstige Nutzung |
| ----------------------- | ------------------------- | ----------------------- | ------------ | ---------------- | -------------- | --------------------- | ---------------- | ---------------- |
| Fläche in km²           | 51,6                      | 9,88                    | 4,53         | 4,09             | 0,56           | 0,38                  | 0,18             | 0,13             |
| Anteil an Gesamtfläche  | 72,3 %                    | 13,9 %                  | 6,4 %        | 5,7 %            | 0,8 %          | 0,5 %                 | 0,3 %            | 0,1 %            |

ohne Berücksichtigung von Rundungsfehlern

### Nachbargemeinden
Im Norden grenzt Verl an die kreisfreie Stadt Bielefeld. Im Osten liegen die Stadt Schloß Holte-Stukenbrock und südöstlich die Gemeinde Hövelhof. Im Süden befinden sich die Stadt Delbrück, im Südwesten die Stadt Rietberg und im Westen die Kreisstadt Gütersloh.
Hövelhof und Delbrück gehören dem Kreis Paderborn an, Schloß Holte-Stukenbrock, Rietberg und Gütersloh dem Kreis Gütersloh.

### Stadtgliederung
Das aktuelle Stadtgebiet besteht seit der kommunalen Neugliederung und gliedert sich in fünf Ortsteile. Die genannte Gliederung wird nicht von der Hauptsatzung Verls geregelt; sie unterscheidet keine einzelnen Ortsteile. Daher existieren auch keine offiziellen Grenzen der einzelnen Ortsteile zueinander.

„Die am 01.01.1970 durch das Gesetz zur Neugliederung des Kreises Wiedenbrück und von Teilen des Kreises Bielefeld vom 04.12.1969 (GV NW S. 772) gebildete Gemeinde Verl, seit 01.01.2010 Stadt Verl, besteht aus den früheren Gemeinden Verl (mit Ausnahme des Gebietes um die Autobahnauffahrt), Bornholte, Österwiehe (mit Ausnahme der sogenannten "Union"), dem westlichen Teil der Gemeinde Sende, Teilen der Gemeinde Schloß Holte und Teilen der Gemeinde Varensell.“

„§ 1.1 der Hauptsatzung“

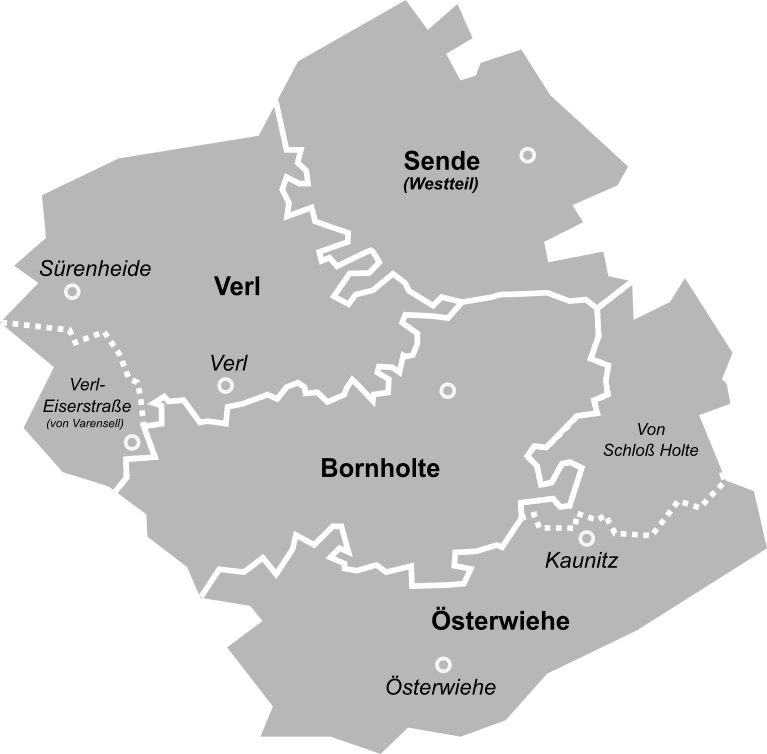
Ortsteile und Gebiete von Verl

Die Stadt besteht aus den drei Altgemeinden Bornholte, Österwiehe und Verl mit genauen Grenzen sowie dem westlichen Teil der ehemaligen Gemeinde Sende, der ebenfalls klar zu definieren ist. Teile von Sürenheide und der heute als "Verl-West oder Verl-Eiserstraße" bezeichnete Teil gehörte vorher zu Varensell. Österwiehe wird inzwischen Kaunitz zugesprochen, sowie „Verl-West“ der Kernstadt. Dadurch ergeben sich fünf Ortsteile. Die Karte zeigt die Ortsteile anhand historischer Grenzen.
Die Einwohner verteilen sich wie folgt auf die Ortsteile.
| Ortsteil         | Einwohnerstand | Einwohnerstand | Veränderung 2011 bis 2020 | Veränderung 2011 bis 2020 |
| Ortsteil         | 2011           | 2020           | absolut                   | relativ                   |
| ---------------- | -------------- | -------------- | ------------------------- | ------------------------- |
| Bornholte        | 2.420          | 2.528          | 108                       | 4,5 %                     |
| Kaunitz          | 3.827          | 3.899          | 72                        | 1,9 %                     |
| Sende            | 1.275          | 1.279          | 4                         | 0,3 %                     |
| Sürenheide       | 4.765          | 4.746          | −19                       | −0,4 %                    |
| Verl (Kernstadt) | 12.991         | 13.452         | 461                       | 3,5 %                     |
| Gesamt           | 25.278         | 25.904         | 626                       | 2,5 %                     |

### Klima
Verl gehört der gemäßigten Klimazone Mitteleuropas an. Es liegt im Bereich des subatlantischen Seeklimas. Die Winter sind unter atlantischem Einfluss meist mild und die Sommer mäßig warm. Dieser Einfluss führt zu einer mittel bis relativ gedämpften Jahrestemperaturamplitude von etwa 16 °C. Die Niederschlagssumme beträgt im langjährigen Mittel etwa 770 bis 830 mm. Die minimalen Niederschlagssummen sind im März (40–50 mm) und die maximalen im Juli und August (80–90 mm) zu verzeichnen. Die Stadt liegt in einer Talnebelzone mit häufig auftretendem Strahlungsnebel an 70 bis 100 Tagen im Jahr.
Siehe auch: Klima in Ostwestfalen-Lippe
Die folgenden Tabellen zeigen die charakteristischen Klimadaten der Stadt Verl, gemessen in einem 30-jährigen Zeitraum:
| Lufttemperatur (langjähriges Mittel) | Lufttemperatur (langjähriges Mittel) | Lufttemperatur (langjähriges Mittel) | Lufttemperatur | Lufttemperatur | Windgeschwindigkeit 1,5 m/s (mittlere Häufigkeit) |
| über das Jahr                        | im Januar                            | im Juli                              | absolutes Max. | absolutes Min. | Windgeschwindigkeit 1,5 m/s (mittlere Häufigkeit) |
| ------------------------------------ | ------------------------------------ | ------------------------------------ | -------------- | -------------- | ------------------------------------------------- |
| 9–9,5 °C                             | 1–2 °C                               | 17–18 °C                             | 36,0 °C        | −22,8 °C       | 20–25 %                                           |

| Heiße Tage (Max. > 30 °C) | Sommertage (Max. > 25 °C) | Frosttage (Min. < 0 °C) | Eistage (Max. < 0 °C) | Nebeltage     | Niederschlagssumme (jährliches Mittel) |
| ------------------------- | ------------------------- | ----------------------- | --------------------- | ------------- | -------------------------------------- |
| 5 Tage / Jahr             | 29 Tage / Jahr            | 57 Tage / Jahr          | 14 Tage / Jahr        | 70–100 / Jahr | etwa 770–830 mm                        |

|                       | Jan  | Feb  | Mär  | Apr  | Mai  | Jun  | Jul  | Aug  | Sep  | Okt  | Nov | Dez |   |      |
| Mittl. Tagesmax. (°C) | 5,0  | 6,0  | 10,0 | 14,0 | 19,0 | 21,0 | 23,0 | 23,0 | 20,0 | 15,0 | 9,0 | 6,0 | ⌀ | 14,3 |
| Mittl. Tagesmin. (°C) | −1,0 | −1,0 | 1,0  | 4,0  | 8,0  | 11,0 | 12,0 | 12,0 | 10,0 | 6,0  | 2,0 | 0,0 | ⌀ | 5,4  |
|                       |      |      |      |      |      |      |      |      |      |      |     |     |   |      |
| Sonnenstunden (h/d)   | 2    | 3    | 3    | 5    | 6    | 6    | 6    | 6    | 5    | 4    | 2   | 1   | ⌀ | 4,1  |
|                       |      |      |      |      |      |      |      |      |      |      |     |     |   |      |
| Regentage (d)         | 17   | 15   | 13   | 15   | 13   | 14   | 15   | 16   | 14   | 15   | 17  | 16  | Σ | 180  |

| −1,0 |

| −1,0 |

| 1,0 |

| 4,0 |

| 8,0 |

| 11,0 |

| 12,0 |

| 12,0 |

| 10,0 |

| 6,0 |

| 2,0 |

| 0,0 |

| −1,0 |

| −1,0 |

| 1,0 |

| 4,0 |

| 8,0 |

| 11,0 |

| 12,0 |

| 12,0 |

| 10,0 |

| 6,0 |

| 2,0 |

| 0,0 |

## Geschichte

### Erste Erwähnung und die Bedeutung des Namens
Die erste urkundliche Erwähnung eines Hofes aus den Bauerschaften des Verler Landes liegt im Jahr 1088 als Hofstelle Krax (crackashardt = Krähenwald) vor. Sie ist in der „Herzebrocker Heberolle“ erwähnt, die sich im Staatsarchiv Osnabrück befindet. In einer weiteren Urkunde im Landesarchiv Nordrhein-Westfalen Abteilung Westfalen in Münster aus dem Jahr 1153 werden vom Paderborner Bischof Bernhard I. von Oesede die Höfe Ebbinghaus („ebbekenhusen“) und Liemke („lindbike“) bezeugt.
Der Name Verl wurde erstmals im 13. Jahrhundert erwähnt. In einer Urkunde im Staatsarchiv Münster aus dem Jahre 1264 erscheint er mit der Erwähnung eines „Henricus de Verlo“. Zu diesem Namen existieren zwei Deutungen. Zum einen die Deutung als „vier Wälder“ und zum anderen wird „der weit weg liegende (‚ver‘) Wald (‚lo‘)“ im Sinne von „abseits gelegen“ oder „abgelegen“ vorgeschlagen.
1350 wird ebenfalls in einer Urkunde im Staatsarchiv Münster der Meierhof von Verl belegt. In der Urkunde heißt es: „curia dicta Verlo in parochia Nygenkerken prope Rethberge“ – „ein Haupthof namens Verlo in der Pfarrei Neuenkirchen nahe bei Rietberg“. Im Jahre 1370 ist in einer weiteren Urkunde die Rede von der Mühle und den „vier Häusern“ zu Verl.

### Neuzeit und Reformation
Die Grafschaft Rietberg bildete sich 1237 als eigenständige Landesherrschaft heraus. Zu ihrem Gebiet gehörten Bornholte, Sende, Österwiehe, Liemke sowie die Bauerschaft Gütersloh, die spätere Bauerschaft Verl.

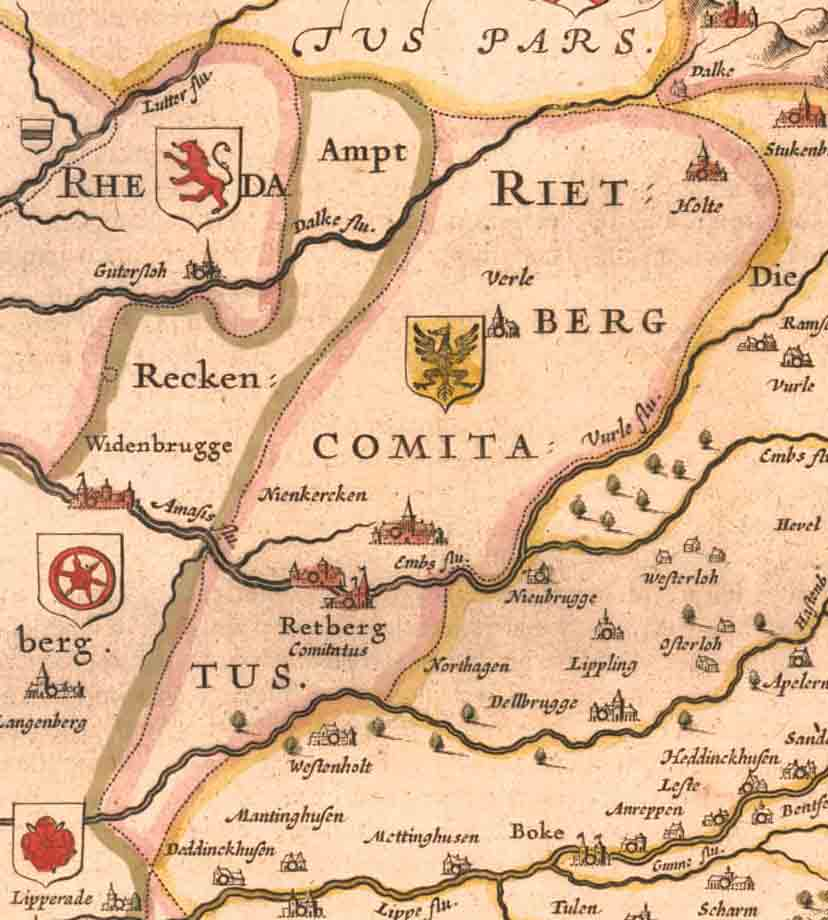
Grafschaft Rietberg, Karte erstellt 1645 bis 1662

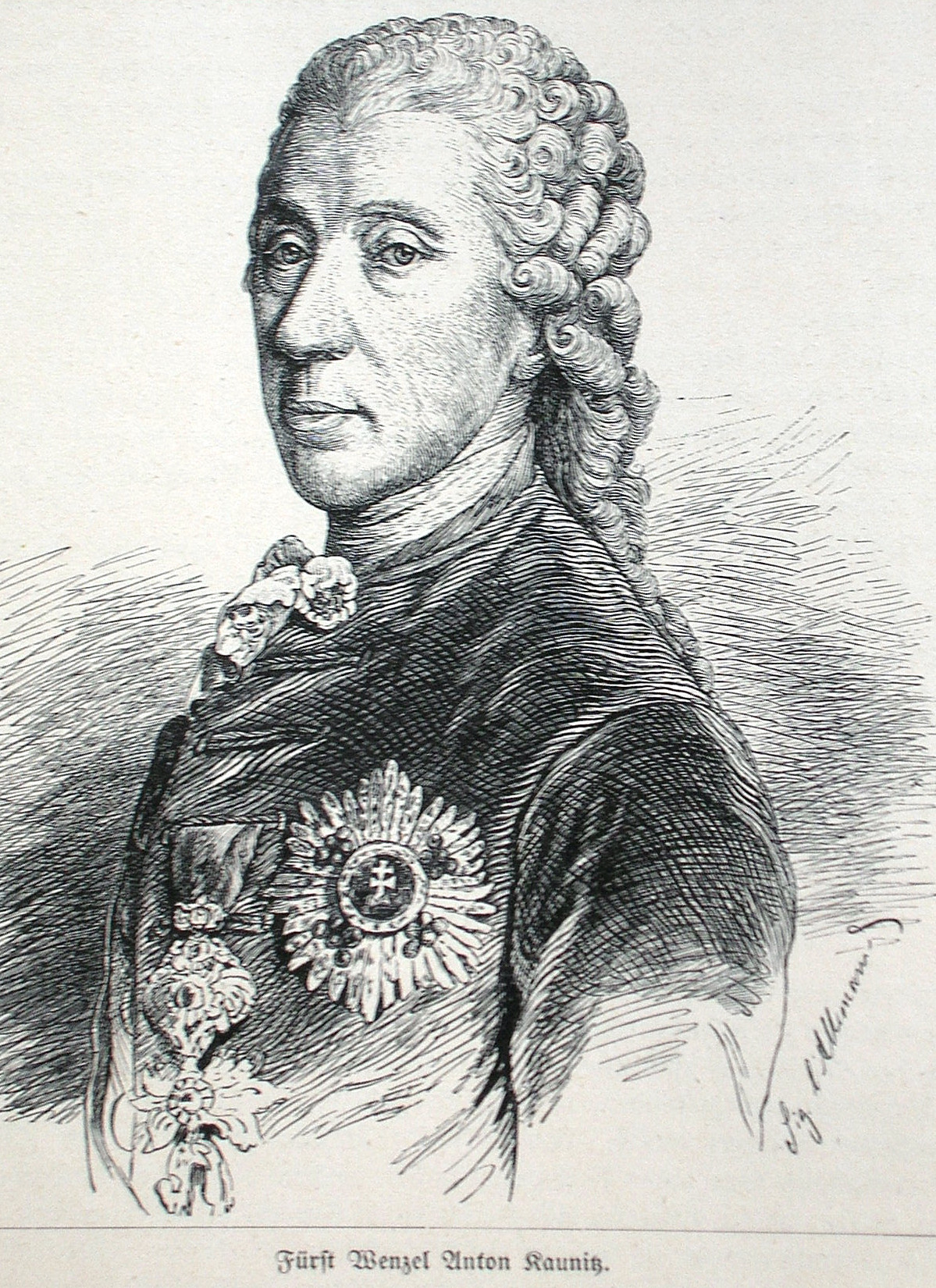
Fürst Wenzel Anton von Kaunitz-Rietberg war österreichischer Staatsmann und Diplomat

Im Jahr 1512 wurde in der Bauerschaft Verl eine Kapelle erbaut. Diese wurde um 1577 zur Pfarrkirche erhoben und bildete seitdem den Mittelpunkt des aus den Bauerschaften Verl, Sende und Bornholte bestehenden Kirchspiels Verl.
Der heutige überwiegend katholische Bevölkerungsanteil liegt in der Geschichte der ehemaligen Grafschaft Rietberg begründet. Das Grafenhaus war katholisch und die Einwohner hatten dem Glaubensbekenntnis der Landesherrschaft zu folgen (Cuius regio, eius religio). Die Reformation wurde 1537 nur vorübergehend, aufgrund einer Lehensabhängigkeit des Rietberger Grafenhauses von Hessen, eingeführt. Im Jahre 1610 kehrten die Grafenfamilie und mit ihr die Untertanen wieder zum katholischen Glauben zurück. Dies zeigt Wirkung bis heute, obwohl sich nach dem Ende des Zweiten Weltkrieges mit den Flüchtlingen und Vertriebenen in größerer Zahl evangelische Gläubige im damaligen Amt Verl ansiedelten.
In den ersten Jahren des Dreißigjährigen Krieges gingen die schlimmsten Ereignisse am Verler Land vorbei. Auch die in dieser Zeit weitverbreitete Pest verschonte weitestgehend die Verler Bevölkerung. Erst 1635 zogen lüneburgische Truppen, welche den Winter in Bielefeld verbrachten, plündernd durch das Land. Sie rückten auf der Suche nach Proviant in Richtung Rietberg vor und erbeuteten vor allem Kühe und Korn. Alles, was nicht geraubt wurde, wurde vernichtet. 1644 zogen hessische und drei Jahre später schwedische Soldaten erneut plündernd durch das Land. Nach dem Ende des Krieges 1648 konnte aufgrund allgegenwärtiger Not nur mühsam mit dem Wiederaufbau begonnen werden.
Im Jahre 1676 breitete sich die Rote Ruhr im Verler Land aus. Mehr als 125 Personen fielen ihr zum Opfer.
Am 6. September 1746 erfolgte die Grundsteinlegung der Kirche in Kaunitz (damals Neu-Kaunitz); sie sollte die Keimzelle des Dorfes bilden. Sie wurde auf Veranlassung des Landesherrn Graf Maximilian Ulrich von Kaunitz-Rietberg und seiner Frau Maria Ernestine auf dem Grenzgebiet zwischen Österwiehe und Liemke – „der Mayburg“ – errichtet. Wenzel Anton von Kaunitz-Rietberg veranlasste 1792 den Bau der St.-Anna-Kirche. Die klassizistische Hallenkirche ersetzte die dort 1512 errichtete Kapelle und wurde 1801 fertiggestellt.
Unter dem letzten Fürsten von Kaunitz verlor die Grafschaft Rietberg, zu der Verl seit dem 13. Jahrhundert gehörte, ihre Selbständigkeit, als sie im Jahr 1807 dem von Napoleon I. neu gebildeten Königreich Westphalen zugeschlagen wurde. Aus der Grafschaft wurden zwei Verwaltungsbezirke, die beiden Kantone Rietberg und Neuenkirchen, gebildet. Beide gehörten zum Distrikt Paderborn im Departement der Fulda. Verl wurde dem Kanton Neuenkirchen zugeteilt. Nach dem Wiener Kongress gelangte das Gebiet 1815 an Preußen und wurde 1816 in den neu gegründeten Kreis Wiedenbrück eingegliedert. 1822 verkaufte Fürst Alois von Kaunitz die Grafschaftsgüter an den Rittergutsbesitzer Friedrich Ludwig Tenge zu Niederbarkhausen.
Am 1. Juli 1838 wurde die Kantonsverwaltung von Neuenkirchen nach Verl verlagert und der Name des Kantons in Kanton Verl geändert. Als Folge der preußischen Landgemeindeordnung vom 31. Oktober 1841 wechselte am 16. Juni 1843 die Bezeichnung: Aus dem Kanton Verl wurde das Amt Verl.
1848 veranlasste große Not die Verler Bauern dazu, vor ihren Gutsherren Friedrich Ludwig Tenge nach Barkhausen zu ziehen, um eine Minderung der von ihm geforderten Abgaben zu erwirken. Zu den Verler Bauern gesellten sich Männer aus der Grafschaft Rietberg und dem Amt Delbrück. Insgesamt zogen wohl 4000 Mann nach Barkenhausen. Das Verler Land war zu dieser Zeit für seine Armut bekannt. Dies zeigte sich unter anderem dadurch, dass noch im Jahre 1856 Hungertyphus auftrat.

### Gründerzeit und Industrialisierung

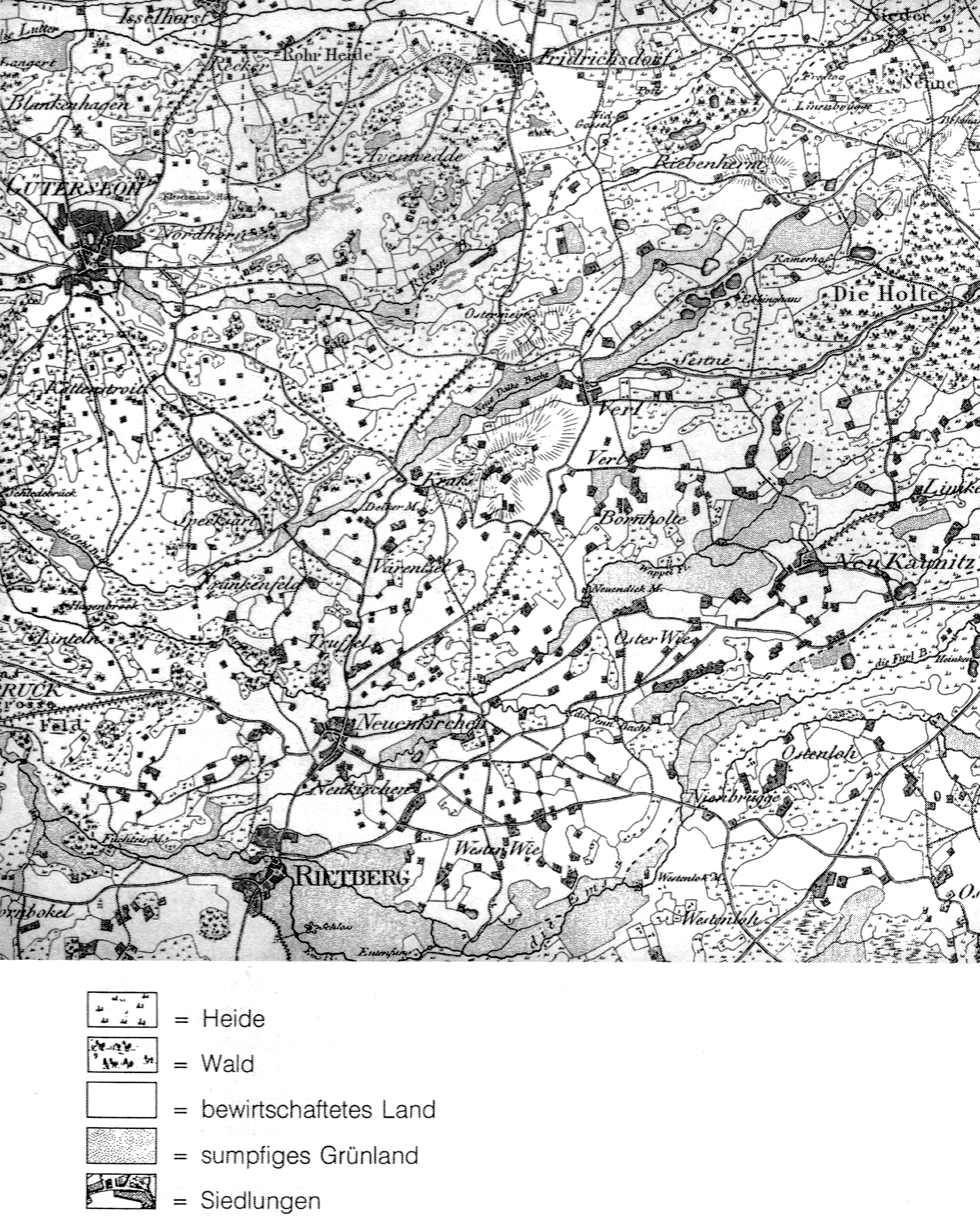
Karte des Verler Landes (Ausschnitt aus der Karte „Le Cog“ aus dem Jahre 1805)

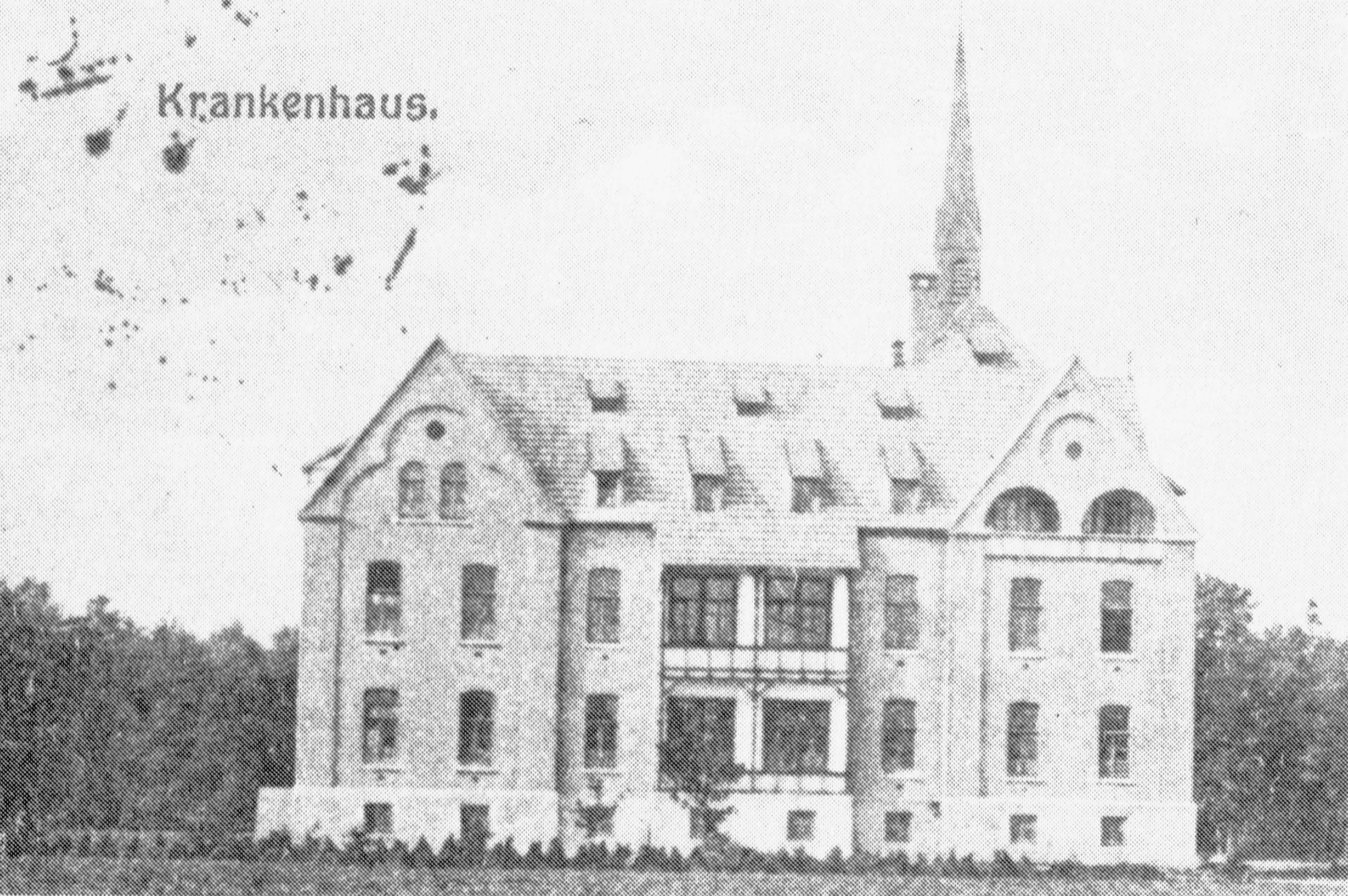
Verler Krankenhaus (um 1914)

Ab 1850 begründeten neu geregelte Besitzverhältnisse, neue Verfahren und Hilfsmittel sowie eine gezielte staatliche Förderung den Aufschwung der Landwirtschaft und der damit verbundenen Gewerbe im Amt Verl. Voraussetzung dieses Aufschwungs war der Bau der Straßen nach Bielefeld, Gütersloh, Neuenkirchen sowie nach Kaunitz und weiter nach Hövelhof. Diese Baumaßnahmen begannen im Jahre 1854 und wurden erst 1890 vollendet. Von 1901 bis 1902 errichtete die Teutoburger-Wald-Eisenbahn-Gesellschaft (TWE) die Eisenbahnstrecke Gütersloh–Verl–Kaunitz–Hövelhof. Diese wurde am 18. April 1903 eröffnet. Mit der Aufnahme des Betriebs am Folgetag erhielt Verl einen unmittelbaren Anschluss an die wirtschaftlich wichtige Bahnverbindung zwischen dem Ruhrgebiet und Hannover. Das Amt Verl förderte den Bau der Eisenbahn, indem es die Kosten des Grunderwerbs innerhalb sämtlicher Gemeinden des Amtes Verls und der Gemeinden Spexard und Hövelhof trug. Dies war für die damalige Zeit eine beachtliche Wirtschaftsförderung. Die Straßen und der Bahnverkehr erleichterten es den Verler Einwohnern, die in den Nachbarstädten entstandenen Arbeitsmöglichkeiten zu nutzen. Auch der Absatz von landwirtschaftlichen Produkten wurde so gefördert.
Zwischen 1907 und 1909 wurde das Verler Krankenhaus erbaut. Errichtet wurde es durch den Verler Domkapitular Ferdinand Kühlmann. Zu dieser Zeit lebten insgesamt 9811 Einwohner (Stand 1910) im Verler Land; davon 1844 in Verl, 1765 in Bornholte, 2410 in Sende und 2492 in Liemke.
Ab 1908 wurden in Verl insgesamt vier Außenstellen des Strafgefangenenlager Oberems eingerichtet. Das erste Lager befand sich an der heutige Adresse „Dalkeweg 27“ im heutigen Sürenheide. Vermutlich ab 1922 wurde in Bornholte (heute Paderborner Straße 185) ein weiteres Lager eingerichtet. 1933 kamen mit Sende (heute Im Bruch 31) und Sende-Süd (heute Am Ölbach 283) zwei weitere Lager auf dem heutigen Gemeindegebiet dazu.
1911 hatten bereits viele Häuser im Dorf Verl elektrischen Strom. Erzeugt wurde dieser durch die Westfälische Holzindustrie, welche ihren Betrieb am Standort der heutigen Post im Ortszentrum hatte. Nachdem dieser 1922 abgebrannt war, begann der allgemeine Netzausbau. Zwischen 1927 und 1929 fand der Ausbau von Stromnetzen auch in den Gemeinden Bornholte, Sende, Liemke und Österwiehe statt. 1938 wurden für das Amt und dessen Gemeinden Wappen eingeführt und die Autobahn Köln–Hannover fertiggestellt, die auch durch Verl führt.

### Erster Weltkrieg
Die ersten acht Männer aus Verl erhielten am 31. Juli 1914 den Gestellungsbefehl. Dem Ersten Weltkrieg fielen aus dem Amtsbezirk Verl mehr als 350 Bürger zum Opfer. Zudem kam es durch den Krieg zu einer wirtschaftlichen Notlage im Verler Land. Der wirtschaftliche Aufschwung aus der Gründerzeit kam zum Erliegen. Die Verler Schützenhalle wurde ab 1915 eine Außenstelle des Kriegsgefangenenlager Sennelager für 80 Gefangene.
Im Ortszentrum wurde 1923 ein Ehrenmal für die Gefallenen des Ersten Weltkrieges errichtet. Das Ehrenmal befindet sich auf dem ehemaligen Dorffriedhof und hat die Form eines Obelisken.

### Zeit des Nationalsozialismus
Bei der Reichstagswahl im September 1930 und 1932 erhielt die NSDAP nur relativ wenige Stimmen.
Die Zentrumspartei erhielt im Schnitt rund 66 % der Stimmen.
Kurz nach der Machtergreifung wurde der Ehrenplatz im Ortskern von Verl in „Hindenburg-Hitler-Platz“ umbenannt. Er behielt diesen Namen bis zum Ende der NS-Zeit.
Wie überall in Deutschland kam es auch in Verl während des Nationalsozialismus zu systematischer Ausgrenzung und Deportation der jüdischen Einwohner: Während der Novemberpogrome 1938 wurde das Haus der Verler Familie Hope verwüstet. Die meisten Familienangehörigen wurden ab 1941 schließlich in den Konzentrationslagern Auschwitz, Theresienstadt und im Ghetto Minsk ermordet.
Der Familie Wissbrun aus Kaunitz gelang es dagegen, 1937 in die Vereinigten Staaten zu emigrieren. Vorausgegangen war die mehrmonatige Inhaftierung Oskar Wissbruns aufgrund angeblich abfälliger Bemerkungen über das NS-Regime.
Neben den bereits seit 1908 bzw. 1922 bestehenden zwei Standorten wurden 1938 in Verl-Sende zwei zusätzliche Stellen des Strafgefangenenlagers Oberems als „besondere Vollzugsanstalten“ errichtet. In Verl misshandelten Wärter mehrere Gefangene so schwer, dass diese starben.
Das eigentliche Kriegsgeschehen wirkte sich nur wenig auf Verl aus. Die Einwohner blieben bis auf wenige Bombenabwürfe weitgehend verschont. Dennoch starben 550 Verler Bürger. Am 1. April 1945 erreichten US-Truppen das Amt und brachten ihm das Ende des Krieges und der NS-Zeit. Sie befreiten bei Kaunitz 800 jüdische Zwangsarbeiterinnen, die von den Lippstädter Außenstellen des KZ Buchenwald zum KZ Bergen-Belsen marschieren sollten. In der Folgezeit wurde für sie in Kaunitz ein DP-Lager eingerichtet.

### Nachkriegszeit bis heute
Da nach dem Krieg zahlreiche Vertriebene und Flüchtlinge aus den Ostprovinzen des ehemaligen Deutschen Reiches in Verl ansässig geworden waren, wurde an der Paul-Gerhardt-Straße 1951 die evangelische Erlöserkirche errichtet. Im Ortsteil Sürenheide entstand aus dem gleichen Grund zwei Jahre später die katholische Kirche St. Judas Thaddäus. Im Jahre 1960 hatten sich insgesamt 3.448 weitere Neubürger aus den Ostgebieten im Amt Verl angesiedelt. Diese geht aus einer Erhebung aus demselben Jahr hervor. Zur Behebung der Wohnungsnot der Heimatvertriebenen entstanden besonders in Sürenheide – aufgrund des preisgünstigen Baulandes – neue Siedlungen.
In Kaunitz führte das Zusammenleben der befreiten jüdischen Zwangsarbeiterinnen und der anderen Dorfbewohner in den Jahren nach Kriegsende indes zu Spannungen. Mehr als die Hälfte der Häuser war von Einquartierungen betroffen, wodurch es zu Konflikten mit der einheimischen Bevölkerung kam. Für die jüdischen DPs wurden in Kaunitz durch die Jewish Relief Unit und das Lagerkommittee  Ausbildungsmöglichkeiten sowie Sprachkurse, Kultur- und Sportveranstaltungen geschaffen. Nach und nach verließen in den Folgejahren die ehemaligen Zwangsarbeiterinnen das Lager in Richtung USA, Kanada, Australien und Israel. Zum Ende des Jahres 1949 wurden das DP-Camp offiziell aufgelöst.
1964 wurde die zum Amt Verl gehörende Gemeinde Liemke in das heutige Schloß Holte umbenannt. Am 31. Dezember 1969 wurde das Amt Verl infolge der Neugliederung des Kreises Wiedenbrück aufgelöst. Durch die kommunale Neugliederung mit dem Gesetz zur Neugliederung des Kreises Wiedenbrück und von Teilen des Kreises Bielefeld am 1. Januar 1970 ging das damalige Amt Verl mit den vormals eigenständigen Gemeinden Verl, Bornholte und Österwiehe sowie Teilen von Sende und Liemke in der Gemeinde Verl auf. 1978 stellte die Teutoburger-Wald-Eisenbahn aufgrund der wachsenden Zahl an privaten Kraftwagen den Personenzugverkehr auf der Strecke Gütersloh–Verl–Kaunitz–Hövelhof ein. Das Bahnhofsgebäude in Verl wurde verkauft und wird heute als Restaurant und Lagerhalle genutzt. Nach fast dreijähriger Renovierung wurde am 1. September 1986 das Heimathaus eröffnet. Zum Jahresende 1988 wurde das Verler Krankenhaus, trotz des Widerstandes der Bevölkerung, vom Land Nordrhein-Westfalen geschlossen und in ein Altenpflegeheim (St.-Anna-Haus) umgewandelt. Nach dem Fall der Mauer schloss Verl 1990 eine Städtefreundschaft mit der Stadt Annaburg in Sachsen-Anhalt. 1999 eröffnete die Gemeinde ihre Bibliothek und ging im selben Jahr mit der Stadt Delphos, Ohio, in den Vereinigten Staaten eine Städtepartnerschaft ein (Hauptartikel: Städtepartnerschaft Verl–Delphos).
Das ehemalige Bahnhofsgebäude in Kaunitz an der Strecke Ibbenbüren–Hövelhof wurde 2003 nach dessen Renovierung als Dorfgemeinschaftshaus wieder eröffnet. Von 2006 bis 2007 wurde das Rathaus der Stadt umgebaut und erweitert. Den Kern des neuen Rathauses bildet das Amtshaus aus dem Jahre 1885. Am 11. November 2008 beschloss die Landesregierung von Nordrhein-Westfalen, Verl mit Wirkung zum 1. Januar 2010 zu einer mittleren kreisangehörige Stadt zu erheben.
2020 traf die Stadt die Corona-Pandemie in besonderer Weise, denn am 21. Juni des Jahres wurde, nachdem zahlreiche Mitarbeiter des fleischverarbeitenden Unternehmens Tönnies positiv auf eine Infektion mit SARS-CoV-2 getestet worden waren, im Ortsteil Sürenheide eine Quarantänezone eingerichtet. In den betroffenen Straßenzügen wohnen insgesamt 668 Menschen. Davon waren etwa 250 Tönnies-Beschäftigte; über 100 waren mit Stand 21. Juni nachweislich infiziert.

### Eingemeindungen

Bevölkerungsentwicklung in Verl seit 1849 (rechte Linie: heutiger Gebietsstand,
linke Linie: Gebietsstand Amt Verl)

Von 1816 bis zum 31. Dezember 1972 gehörte Verl dem Kreis Wiedenbrück an. Der Kreis ging 1973 im Rahmen der nordrhein-westfälischen Gebietsreform im neu gegründeten Kreis Gütersloh auf.
Die kommunale Neuordnung des Landes Nordrhein-Westfalen, für die 1965 eine Sachverständigenkommission eingerichtet wurde, wurde damit begründet, dass durch den Abbau von Kleinstverwaltungen und Zweckverbänden der kommunale Leistungsstand verbessert werden könnte.
Für das damalige Amt Verl mit den Gemeinden Verl, Bornholte, Sende, Österwiehe und Schloß Holte schlug der Oberkreisdirektor die Bildung von zwei neuen Großgemeinden vor:
- eine Gemeinde Verl mit Verl, Bornholte, Österwiehe (mit dem Dorf Kaunitz und dem daran angrenzenden Gebietsteil Schloß Holtes) und dem westlichen Teil Sendes (ohne Eckardtsheim),
- eine Gemeinde Schloß Holte mit Schloß Holte (ohne den an Kaunitz grenzenden Gebietsteil) und dem östlichen Teil Sendes.

Dies entspräche der geographischen und siedlungsmäßigen Zweiteilung des Raumes, die durch die kulturellen und persönlichen Beziehungen der Bevölkerung beider Gebiete verstärkt würde, und den kirchlichen Beziehungen, wie sie die Grenzen der Pfarrbezirke zeigten.
Das Innenministerium des Landes griff den Vorschlag auf. Mit dem Inkrafttreten der kommunalen Neuordnung durch das Gesetz zur Neugliederung des Kreises Wiedenbrück und von Teilen des Kreises Bielefeld vom 4. Dezember 1969 entstand am 1. Januar 1970 die neue Gemeinde Verl.
Sie besteht aus der ehemaligen Gemeinde Verl (mit Ausnahme des Gebietes um die Autobahnauffahrt), der ehemaligen Gemeinde Bornholte, dem westlichen Teil der ehemaligen Gemeinde Sende (ohne Eckardtsheim), der ehemaligen Gemeinde Österwiehe (mit Ausnahme des südwestlichen Endes) und dem südöstlichen Teil der ehemaligen Gemeinde Schloß Holte. Außerdem wurden aus der ehemaligen Gemeinde Varensell (Rietberg) die Gebiete „Bahnhof“ und „Eiserstraße“ angegliedert.
Zum 1. Januar 1973 wurde Verl im Zuge der Umsetzung des Bielefeld-Gesetzes dem Kreis Gütersloh angegliedert.

### Einwohnerstatistik
Durch die kommunale Neuordnung wurden die bevölkerungsreicheren Teile von Sende und Liemke aus dem Amt ausgegliedert und gingen in der Gemeinde Schloß Holte-Stukenbrock oder in der Stadt Bielefeld auf. Im Vergleich zum ehemaligen Amt Verl verlor so die neugebildete Gemeinde knapp ein Drittel der Fläche und dadurch auch einen Teil der Bevölkerung.
Die folgenden Tabellen zeigen den Bevölkerungsstand des Amtes Verl und der Gemeinde/Stadt Verl sowie den Bevölkerungsstand der Gemeinde/Stadt Verl nach Altersgruppen für 2004 und eine Prognose für 2020.
Bei den Zahlen handelt es sich ab 1975 um amtliche Fortschreibungen des Landesbetriebs Information und Technik NRW, Geschäftsbereich Statistik. Die Zahlen von 1975 bis 1985 sind geschätzte Werte, die Angabe für 1987 ist ein Volkszählungsergebnis und ab 1990 folgen Fortschreibungen auf Basis der Ergebnisse der Volkszählung von 1987. Die Angaben beziehen sich ab 1985 auf die Bevölkerung am Ort der Hauptwohnung. Die neusten Daten in NRW werden jetzt über den Landesbetrieb IT.NRW bekanntgegeben.
| Einwohner Altersgruppen | Verl 2004 Bevölkerungsstand | Verl 2004 Bevölkerungsstand | Verl 2020 Prognose BKR | Verl 2020 Prognose BKR | Veränderung 2004–2020 | Veränderung 2004–2020 |
| ----------------------- | --------------------------- | --------------------------- | ---------------------- | ---------------------- | --------------------- | --------------------- |
| insgesamt               | 24.403                      | 100,0 %                     | 27.239                 | 100,0 %                | + 2.836               | + 11,6 %              |
| unter 3                 | 719                         | 2,9 %                       | 779                    | 2,9 %                  | + 60                  | + 8,4 %               |
| 3–6                     | 831                         | 3,4 %                       | 757                    | 2,8 %                  | − 74                  | − 8,9 %               |
| 6–10                    | 1.283                       | 5,3 %                       | 979                    | 3,6 %                  | − 304                 | − 23,7 %              |
| 10–16                   | 1.834                       | 7,5 %                       | 1.451                  | 5,3 %                  | − 383                 | − 20,9 %              |
| 16–18                   | 635                         | 2,6 %                       | 476                    | 1,7 %                  | − 159                 | − 25,0 %              |
| 18–25                   | 2.060                       | 8,4 %                       | 2.228                  | 8,2 %                  | + 168                 | + 8,1 %               |
| 25–30                   | 1.511                       | 6,2 %                       | 1.886                  | 6,9 %                  | + 375                 | + 24,8 %              |
| 30–50                   | 8.166                       | 33,5 %                      | 7.784                  | 28,6 %                 | − 382                 | − 4,7 %               |
| 50–65                   | 3.824                       | 15,7 %                      | 6.418                  | 23,6 %                 | + 2.594               | + 67,8 %              |
| 65–75                   | 2.240                       | 9,2 %                       | 2.223                  | 8,2 %                  | − 17                  | − 0,8 %               |
| über 75                 | 1.300                       | 5,3 %                       | 2.257                  | 8,3 %                  | + 957                 | + 73,6 %              |

| 0000Jahr0000 | Einwohner |
| ------------ | --------- |
| 1849         | 07.144    |
| 1871         | 07.245    |
| 1890         | 07.633    |
| 1910         | 09.811    |
| 1930         | 12.566    |
| 1938         | 14.324    |
| 1948         | 18.432    |
| 1956         | 20.396    |
| 1969         | 26.497    |

| 0000Jahr0000 | Einwohner |
| ------------ | --------- |
| 1849         | 07.144    |
| 1871         | 07.245    |
| 1890         | 07.633    |
| 1910         | 09.811    |
| 1930         | 12.566    |
| 1938         | 14.324    |
| 1948         | 18.432    |
| 1956         | 20.396    |
| 1969         | 26.497    |

| Datum      | Einwohner |
| ---------- | --------- |
| 01.01.1970 | 15.077    |
| 01.01.1980 | 18.799    |
| 01.01.1990 | 19.778    |
| 01.01.1995 | 21.266    |
| 01.01.2000 | 23.573    |
| 01.01.2010 | 25.084    |
| 01.01.2015 | 25.533    |
| 01.01.2020 | 25.976    |
| 01.01.2023 | 26.201    |

### Religion
Die drei katholischen Gemeinden Sankt Maria Immaculata in Kaunitz, Sankt Judas Thaddäus in Sürenheide und Sankt Anna in Verl haben sich am 1. Januar 2001 zu einem gemeinsamen Pastoralverbund zusammengeschlossen. Der Pastoralverbund gehört dem Dekanat Rietberg-Wiedenbrück im Erzbistum Paderborn an. Die evangelische Kirche ist mit der Auferstehungskirche in Sürenheide und der Erlöserkirche in Verl vertreten. Sie gehört zum Kirchenkreis Gütersloh innerhalb der Evangelischen Kirche von Westfalen.
Gemäß der Volkszählung 2011 waren 55,6 % römisch-katholisch, 19,3 % der Einwohner evangelisch und 25,1 waren konfessionslos, gehörten einer anderen Glaubensgemeinschaft an oder machten keine Angabe. Der Anteil der Protestanten und vor allem die der Katholiken an der Gesamtbevölkerung ist seitdem gesunken und derzeit gehört weniger als die Hälfte der Bevölkerung der römisch-katholischen Kirche an. Mit Stand 1. Januar 2025 waren von den Einwohnern 40 % katholisch, 15 % evangelisch und 45 % gehörten einer anderen Glaubensgemeinschaft an oder waren konfessionslos.
Zurzeit leben in Verl mehr als 120 aramäische Familien, die als Christen der syrisch-orthodoxen Kirche von Antiochien angehören. Der Kreis Gütersloh zählt mit den Nachbarstädten Verls (Gütersloh, Rheda-Wiedenbrück und Rietberg) zu den Hochburgen der Aramäer in Deutschland. Je nach Quelle leben ein Achtel bis ein Fünftel der deutschen Aramäer im Kreis (Stand 2007).
Muslimen steht mit der Mevlana Camii ein Gebetshaus zur Verfügung. Daneben gibt es noch die Christen-Brüder-Gemeinde Verl. Außerdem gibt es in Verl eine neuapostolische Kirche und ein baptistisches Gebetshaus.

Kirchengebäude in der Stadt
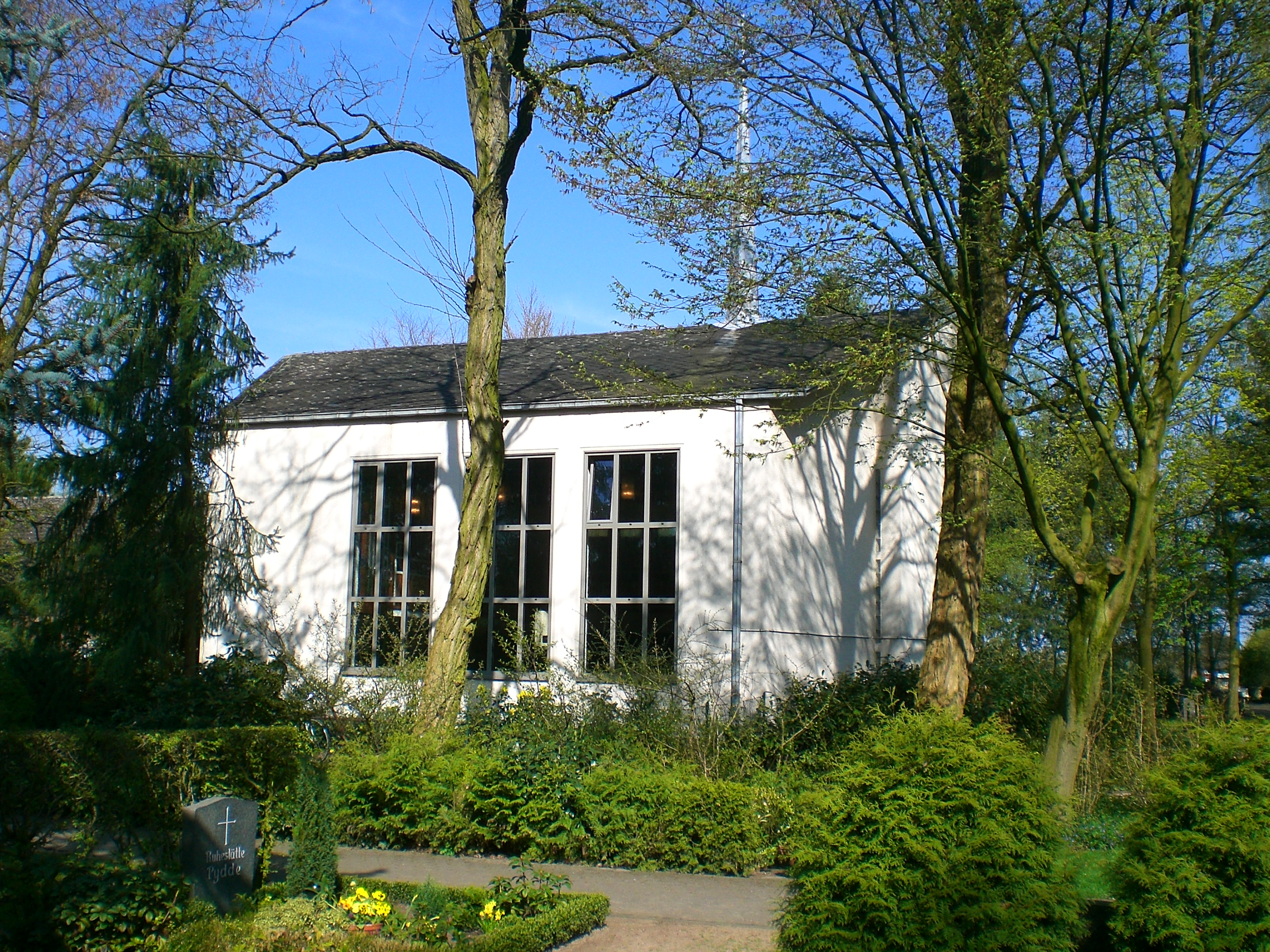
Evangelische Auferstehungskirche im Ortsteil Sürenheide
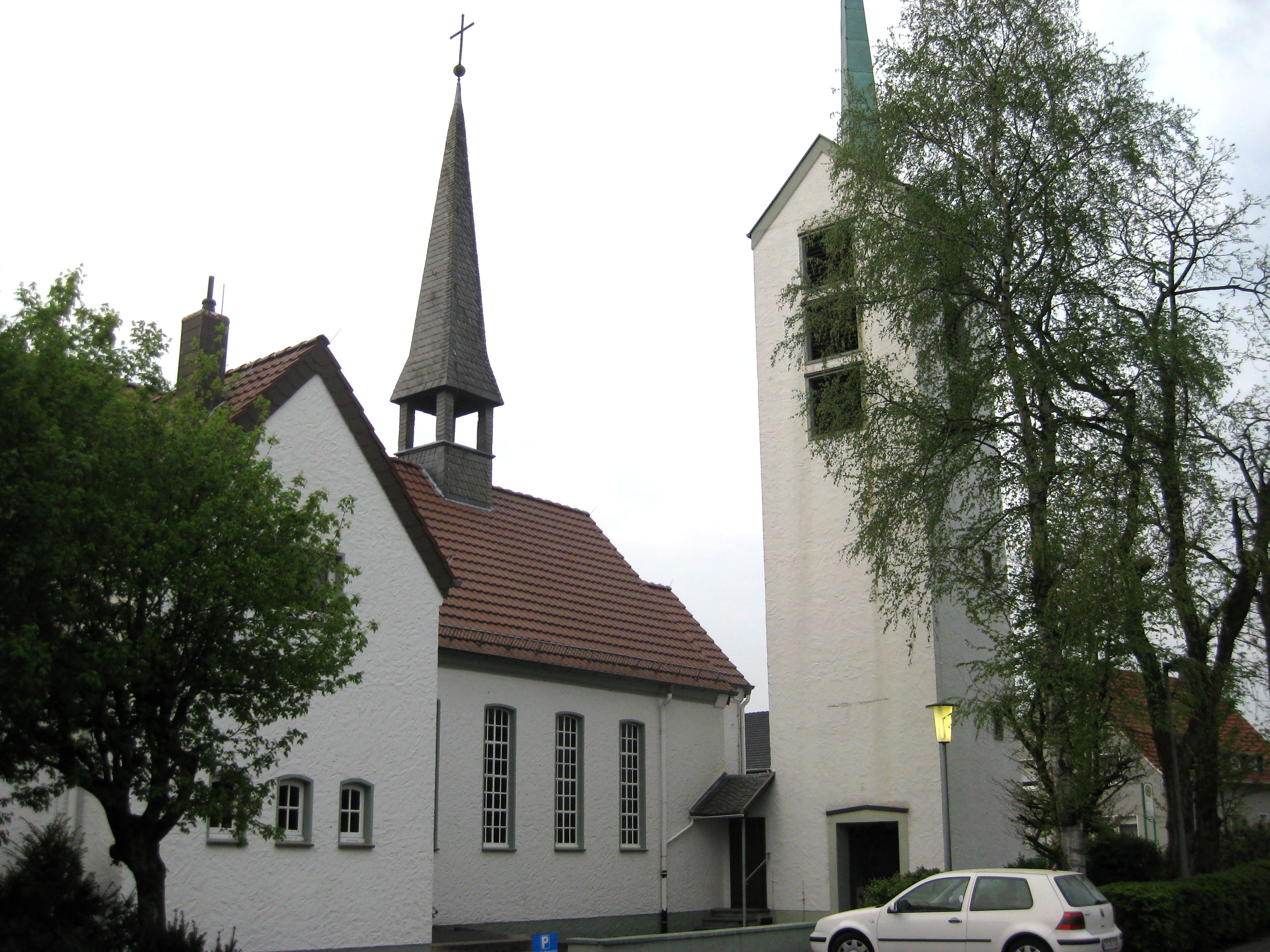
Evangelische Erlöserkirche in Verl
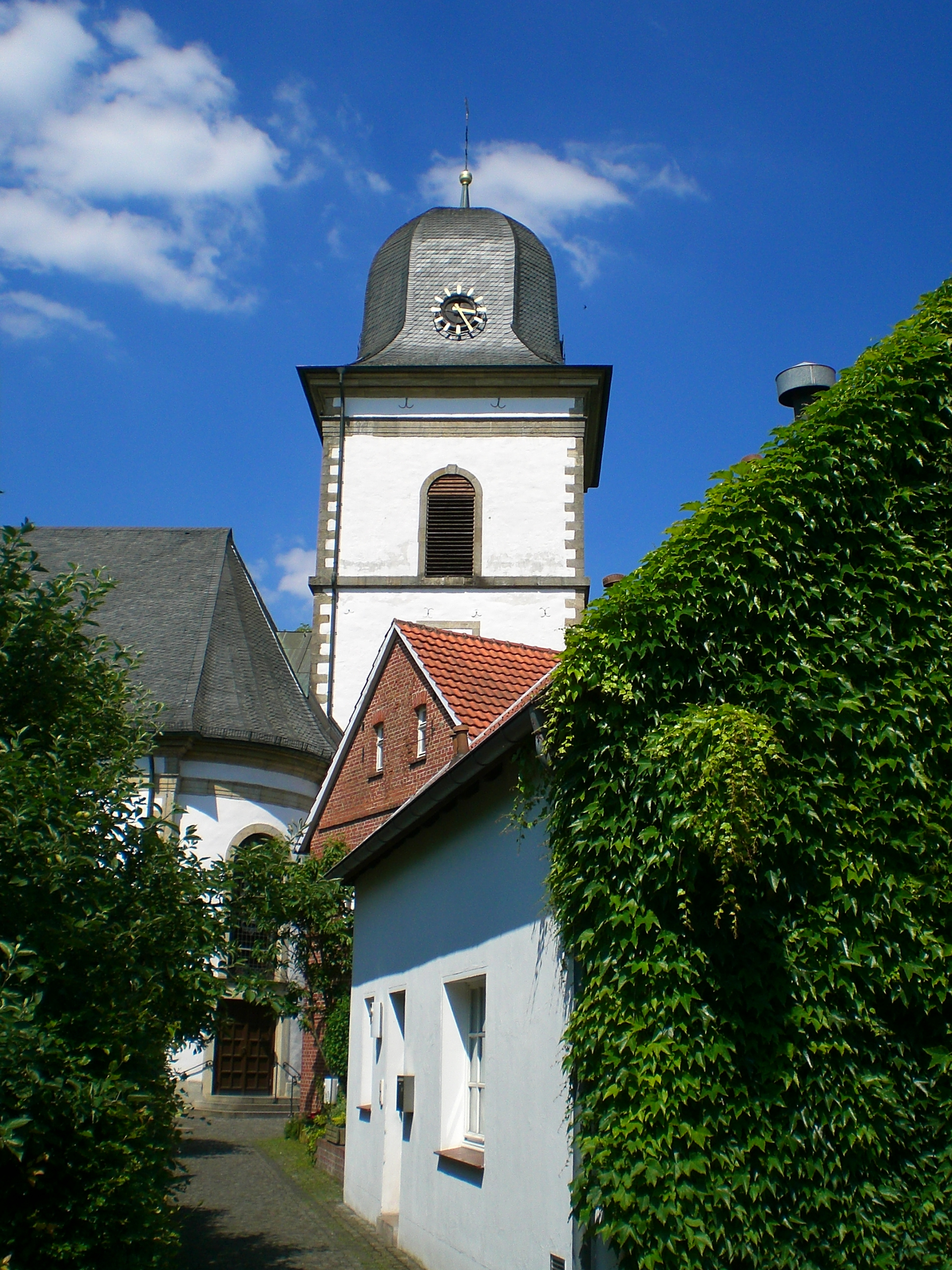
Katholische Kirche St. Anna in Verl
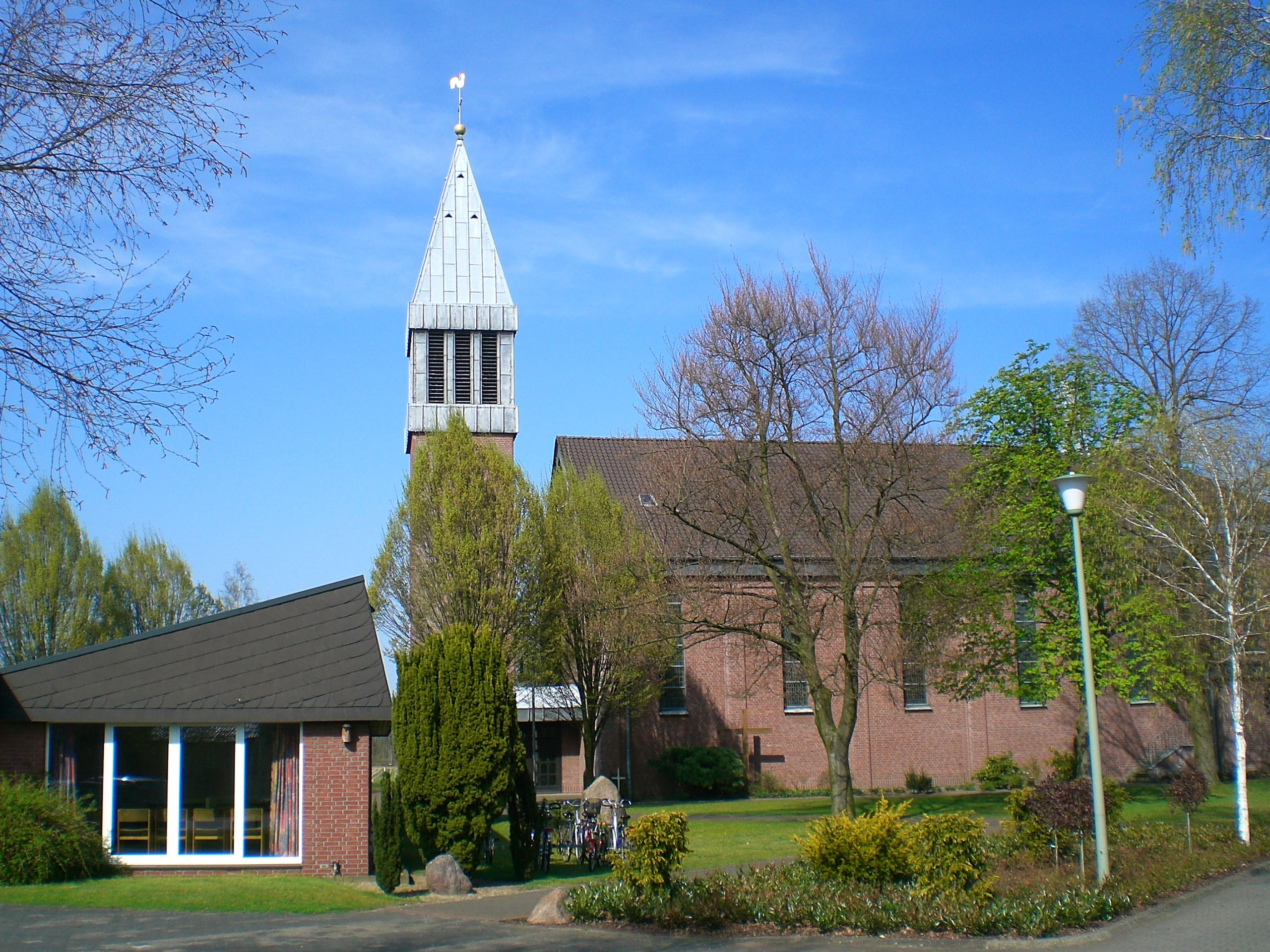
Katholische Kirche St. Judas Thaddäus in Sürenheide
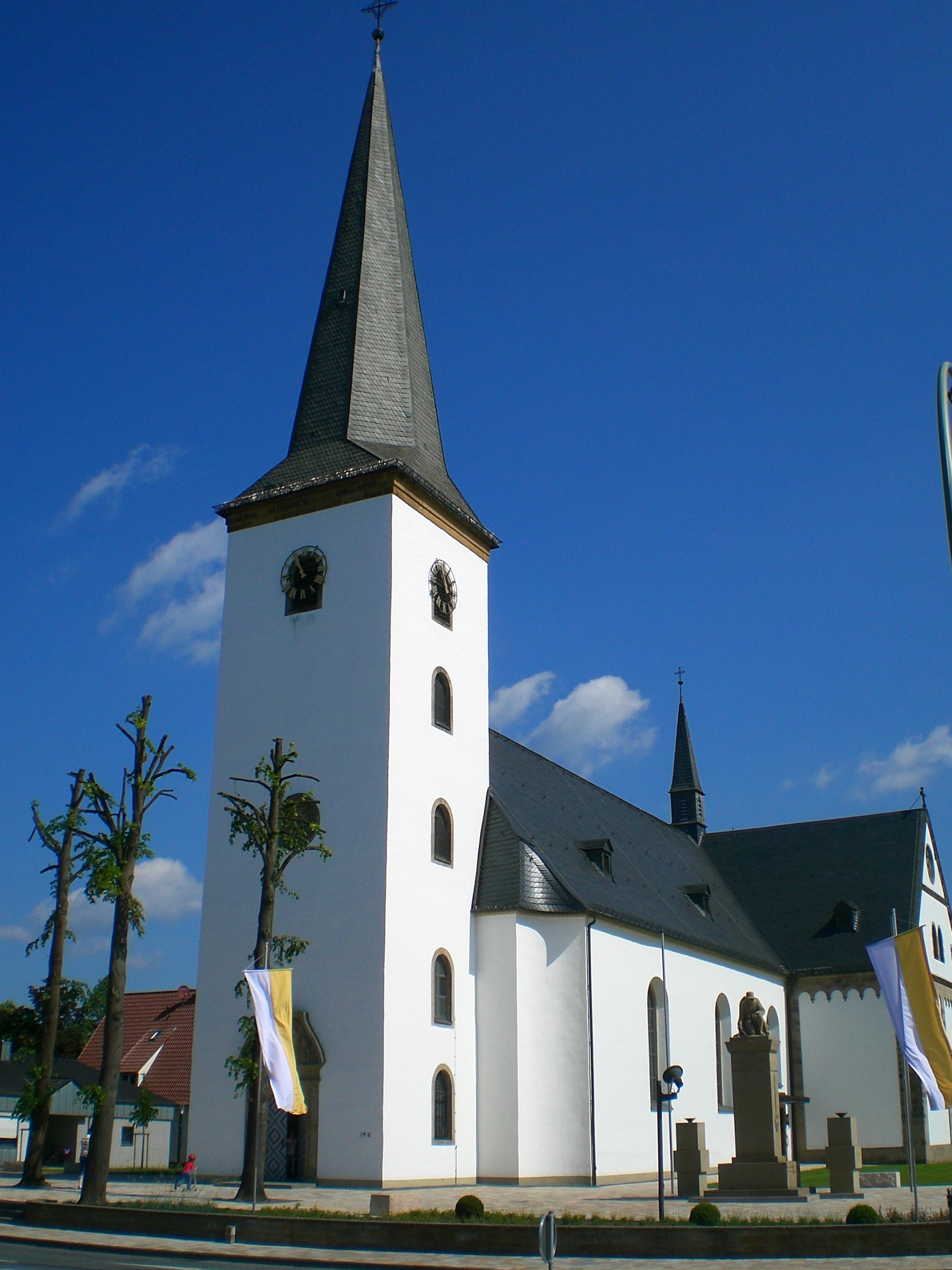
Katholische Kirche St. Maria Immaculata in Kaunitz

## Politik

### Stadtrat
Der Stadtrat hat gegenwärtig 38 Mitglieder aus fünf Parteien. Hinzu kommt der Bürgermeister als Ratsvorsitzender. Die folgende Tabelle zeigt die Sitzverteilung im Rat und die Wahlergebnisse seit 1975:
|                                                                                                  | CDU   | CDU     | SPD   | SPD     | FDP  | FDP     | FWG   | FWG     | ödp  | ödp     | Grüne | Grüne   | Gesamt1 | Gesamt1                       | Wahl- beteiligung |
| Wahlperiode                                                                                      | %     | Mandate | %     | Mandate | %    | Mandate | %     | Mandate | %    | Mandate | %     | Mandate | %       | Gesamtanzahl der Sitze im Rat | %                 |
| 1975–1979                                                                                        | 68,17 | 27      | 25,62 | 10      | 6,21 | 2       | –     | –       | –    | –       | –     | –       | 100     | 39                            | 88,95             |
| 1979–1984                                                                                        | 66,24 | 27      | 30,00 | 12      | 3,76 | 0       | –     | –       | –    | –       | –     | –       | 100     | 39                            | 72,59             |
| 1984–1989                                                                                        | 63,63 | 26      | 31,96 | 13      | 4,41 | 0       | –     | –       | –    | –       | –     | –       | 100     | 39                            | 69,55             |
| 1989–1994                                                                                        | 52,04 | 23      | 28,00 | 12      | 3,81 | 0       | 11,28 | 4       | –    | –       | 04,87 | 0       | 100     | 39                            | 70,72             |
| 1994–1999                                                                                        | 58,53 | 23      | 30,84 | 12      | –    | –       | 10,63 | 4       | –    | –       | –     | –       | 100     | 39                            | 83,68             |
| 1999–2004                                                                                        | 67,79 | 26      | 23,01 | 09      | 1,90 | 0       | 07,30 | 3       | –    | –       | –     | –       | 100     | 38                            | 56,52             |
| 2004–2009                                                                                        | 61,17 | 23      | 24,96 | 09      | 4,48 | 2       | 06,80 | 3       | 2,60 | 1       | –     | –       | 100     | 38                            | 57,64             |
| 2009–2014                                                                                        | 58,37 | 22      | 26,47 | 10      | 8,24 | 3       | 04,19 | 2       | 2,73 | 1       | –     | –       | 100     | 38                            | 56,02             |
| 2014–2020                                                                                        | 56,86 | 22      | 23,48 | 09      | 3,71 | 1       | 05,22 | 2       | –    | –       | 10,74 | 4       | 100     | 38                            | 50,62             |
| 2020–2025                                                                                        | 58,06 | 22      | 14,27 | 05      | 4,80 | 2       | 07,37 | 3       | –    | –       | 15,50 | 6       | 100     | 38                            | 57,44             |
| Prozentanteile gerundet. Quellen: Landesdatenbank NRW; Landesbetrieb Information und Technik NRW |       |         |       |         |      |         |       |         |      |         |       |         |         |                               |                   |

1ohne Berücksichtigung von Rundungsdifferenzen
Verl galt bis 2014 als die größte Stadt im Westen Deutschlands, in deren Stadtrat Bündnis 90/Die Grünen nicht vertreten waren. Bei den Kommunalwahlen erzielte die Partei, die erst am 15. Februar 2014 in Verl einen Ortsverband gegründet hatte, aus dem Stand einen Stimmenanteil von 10,74 % und bildet mit 4 Ratsmitgliedern die drittstärkste Fraktion.
- Grüne: 6
- SPD: 5
- FWG: 3
- FDP: 2
- CDU: 22

### Bürgermeister
Nach der kommunalen Neugliederung wurde aus dem Amts- der Gemeindedirektor als Leiter der Verwaltung und Vertreter der Gemeinde, mit dem ehrenamtlichen Bürgermeister als Vorsitzendem des Gemeinderates an seiner Seite. Diese sogenannte kommunale Doppelspitze gibt es seit 1999 in Nordrhein-Westfalen nicht mehr. Nun ist der Bürgermeister Leiter der Verwaltung und gleichzeitig Vorsitzender des Rates.
Bei der Kommunalwahl im Jahr 1999 wurde Klaus Hörsting (CDU) mit 76,7 % der Stimmen zum Bürgermeister gewählt. Sein Nachfolger wurde Paul Hermreck (CDU). Er erlangte 58,0 % der Stimmen bei der Kommunalwahl 2004.
Auch bei der Kommunalwahl 2009 konnte Hermreck die Mehrheit erlangen und wurde mit 64,76 % der Stimmen wiedergewählt. Sein einziger Gegenkandidat Peter Heethey (SPD) kam auf 35,24 %.
Bei der Bürgermeisterwahl am 13. September 2015 kandidierte Paul Hermreck nach einem Zerwürfnis mit der CDU als unabhängiger Bewerber gegen den von der CDU aufgestellten Bürgermeister der Stadt Hemer Michael Esken und Peter Heethey (SPD). Da keiner der Kandidaten bei der Wahl eine absolute Mehrheit erreichte, fand am 27. September 2015 eine Stichwahl zwischen Paul Hermreck und Michael Esken statt, aus der Esken als Sieger mit 55,5 Prozent der Stimmen hervorging. Bei der Bürgermeisterwahl am 13. September 2020 kandidierte Michael Esken (CDU) erneut. Bei dieser Wahl war Dieter Fleiter für die SPD angetreten. Michael Esken wurde mit 82,43 Prozent der Stimmen wiedergewählt.
Bei der vorgezogenen Bürgermeisterwahl am 21. Januar 2024 wurde mit 66,37 % Robin Rieksneuwöhner von der CDU zum Bürgermeister gewählt. Er trat gegen Jan Böttcher an, der von einem Parteibündnis aus Bündnis 90/Die Grünen, der SPD und der FWG als Kandidat aufgestellt wurde.
| Amtszeit                              | Bezeichnung                                | Name                       |
| ------------------------------------- | ------------------------------------------ | -------------------------- |
| 1961–1985                             | Amtsdirektor / Gemeindedirektor (ab 1970)  | Hans-Georg Klose           |
| 1985–2004                             | Gemeindedirektor / Bürgermeister (ab 1999) | Klaus Hörsting (CDU)       |
| 2004–2015                             | Bürgermeister                              | Paul Hermreck (CDU)        |
| 21. Oktober 2015 – 15. September 2023 | Bürgermeister                              | Michael Esken (CDU)        |
| seit 1. Februar 2024                  | Bürgermeister                              | Robin Rieksneuwöhner (CDU) |

| Amtszeit  | Bezeichnung                  | Name                   |
| --------- | ---------------------------- | ---------------------- |
| 1956–1971 | ehrenamtlicher Bürgermeister | Hermann Dreismann, CDU |
| 1971–1975 | ehrenamtlicher Bürgermeister | Hubert Hermwille, CDU  |
| 1975–2013 | ehrenamtlicher Bürgermeister | Josef Lakämper, CDU    |

Quelle: Archiv der Gemeinde Verl, Stand: 5. März 2009

### Wahlergebnisse

#### Landtagswahl
Verl gehört gemeinsam mit den Städten und Gemeinden Langenberg, Rheda-Wiedenbrück, Rietberg und Schloß Holte-Stukenbrock zum Landtagswahlkreis Gütersloh III.
Bei der Landtagswahl am 14. Mai 2017 hat das Direktmandat des Wahlkreises André Kuper (CDU) mit 56,18 % der Stimmen aus Verl erhalten. Mit 53,19 % konnte er bei der Landtagswahl 2022 erneut das Direktmandat holen.
| Parteien und Wählergemeinschaften | Ergebnis 2005 | Ergebnis 2010 | Ergebnis 2012 | Ergebnis 2017(Zweitstimmen): | Ergebnis 2022 (Zweitstimmen) |
| --------------------------------- | ------------- | ------------- | ------------- | ---------------------------- | ---------------------------- |
| CDU                               | 61,8 %        | 53,8 %        | 50,98 %       | 47,25 %                      | 48,02 %                      |
| SPD                               | 24,9 %        | 26,7 %        | 29,53 %       | 25,37 %                      | 19,00 %                      |
| Grüne                             | 03,9 %        | 08,5 %        | 07,65 %       | 05,32 %                      | 16,31 %                      |
| FDP                               | 05,5 %        | 04,8 %        | 03,99 %       | 11,50 %                      | 5,65 %                       |
| Die Linke                         | –             | 03,7 %        | 01,47 %       | 02,62 %                      | 0,96 %                       |
| Piratenpartei                     | –             | 01,5 %        | 05,82 %       | 00,77 %                      | 0,20 %                       |
| AfD                               | –             | –             | –             | 4,85 %                       | 5,12 %                       |
| Sonstige                          | 03,9 %        | 1 %,          | 3,36 %        | 2,31 %                       | 4,85 %                       |

#### Bundestagswahl
Die Stadt gehört dem Bundestagswahlkreis Gütersloh I (Wahlkreis 131) an. Er umfasst den gesamten Kreis Gütersloh ohne die Städte Werther und Schloß Holte-Stukenbrock.
Bei der Bundestagswahl 2009 hat das Direktmandat des Wahlkreises Ralph Brinkhaus (CDU) mit 51,0 % der Stimmen in Verl gewonnen, welches er bei der Bundestagswahl 2013 mit 50,2 % der Stimmen erneut gewinnen konnte. Bei der Bundestagswahl 2017 erreichte Ralph Brinkhaus 56,0 % der Stimmen in Verl und gewann erneut den Wahlkreis. Bei der Bundestagswahl 2021 konnte er mit 47,4 % und bei der Bundestagswahl 2025 mit 48,4 % erneut den Wahlkreis für sich entscheiden.
| Parteien und Wählergemeinschaften               | Ergebnisse | Ergebnisse | Ergebnisse | Ergebnisse | Ergebnisse | Ergebnisse |
| Parteien und Wählergemeinschaften               | 2005       | 2009       | 2013       | 2017       | 2021       | 2025       |
| ----------------------------------------------- | ---------- | ---------- | ---------- | ---------- | ---------- | ---------- |
| CDU                                             | 49,7 %     | 45,4 %     | 54,0 %     | 45,9 %     | 35,6 %     | 38,4 %     |
| SPD                                             | 28,8 %     | 21,9 %     | 23,4 %     | 18,8 %     | 22,5 %     | 14,5 %     |
| Grüne                                           | 05,0 %     | 07,5 %     | 06,4 %     | 06,8 %     | 14,5 %     | 11,3 %     |
| FDP                                             | 10,8 %     | 16,2 %     | 05,7 %     | 13,6 %     | 12,9 %     | 5,0 %      |
| Die Linke                                       | –          | 05,0 %     | 03,8 %     | 04,7 %     | 02,1 %     | 5,5 %      |
| Piratenpartei                                   | –          | –          | 01,7 %     | –          | –          | –          |
| AfD                                             | –          | –          | 02,6 %     | 07,5 %     | 07,0 %     | 18,2 %     |
| BSW                                             | –          | –          | –          | –          | –          | 4,0 %      |
| Sonstige                                        | 05,7 %     | 04,1 %     | 02,4 %     | 02,8 %     | 03,4 %     | 3,3 %      |
| Zweitstimmenergebnisse, Prozentanteile gerundet |            |            |            |            |            |            |

### Wappen
Der Rat der neu gebildeten Gemeinde beschloss am 16. April 1970, dass Verl ein Wappen und ein Banner führt. Im Wesentlichen übernahm die Gemeinde so, mit der Genehmigung vom 31. Januar 1973, das Wappen des ehemaligen Amtes Verl.
Blasonierung: „Im gevierten Schild im ersten und vierten Feld in Grün ein silberner (weißer) Eichbaum mit zwei goldenen (gelben) Eicheln, im zweiten und dritten Feld in Silber (Weiß) ein grüner Eichbaum mit goldenen (gelben) Eicheln. Ein goldener (gelber) Herzschild.“
Die Fläche des Wappenschilds ist in vier Felder unterteilt. In der Mitte des Wappens ist ein goldenes Herzschild eingelassen. Die Felder eins und vier haben einen grünen Hintergrund und zeigen je einen silbernen Eichenbaum mit zwei goldenen Eicheln. Auf den Feldern zwei und drei sind grüne Eichenbäume mit jeweils zwei goldenen Eicheln auf silbernem Grund zu sehen. Vorbild dieses Wappens war das Wappen des ehemaligen Amtes Verl. Dessen Herzschild war jedoch mit fünf grünen Rauten belegt. Die vier Eichenbäume beziehen sich darauf, dass Verl „vier Wälder“ bedeuten soll. In jüngerer Zeit wird diese Namensdeutung jedoch in Frage gestellt. Die fünf Rauten des Amtswappens versinnbildlichten die fünf Gemeinden (Verl, Bornholte, Sende, Liemke und Österwiehe), die dem Amt Verl angehörten. Verl wollte bei der Zugrundelegung des Amtswappens zum Ausdruck bringen, dass es durch den Zusammenschluss von vier dem ehemaligen Amt angehörenden Gemeinden und nicht durch Eingemeindungen gebildet wurde. Dieser Zusammenschluss wird durch das Weglassen der fünf Rauten auf dem Herzschild symbolisiert.
Die folgende Galerie bietet eine Übersicht über das Wappen der Stadt und dessen Einbindung als Banner und Flagge. Rechts befindet sich das Wappen des ehemaligen Amtes Verl.

Wappen und Banner
Das Wappen der Stadt Verl
Das Banner der Stadt Verl
Die Flagge der Stadt Verl
Das Wappen des Amtes Verl

### Logo

Das Logo der Stadt Verl

Seit dem Jahr 2014 führt die Stadt Verl ein Logo, mit dem sie sich öffentlich präsentiert und welches für die städtische Korrespondenz genutzt wird. Das Logo wurde im Rahmen eines Agenturwettbewerbs im Jahre 2013 durch die Stadt erstellen lassen.
Dem Logo gehört ein Slogan an: „Stadt Verl – Ein guter Grund“.

### Öffentliche Haushalte
Aufgrund fortwährend hoher Gewerbesteuereinnahmen ist Verl eine der finanzstärksten Kommunen des Landes. Zum 31. Dezember 2018 betrug das Eigenkapital im Haushalt 237,8 Mio. €. Im Jahr 2018 betrug das Gewerbesteueraufkommen 54,5 Mio. € oder 2.137 € / Einwohner (31. Dez. 2018: 25.498 Einwohner). Die Stadt Verl hat den zweitniedrigsten Hebesatz für die Gewerbesteuer aller Gemeinden in Nordrhein-Westfalen, er liegt bei 340 und damit um 51 unter dem Schnitt des Kreises Gütersloh. Der Hebesatz für die Grundsteuer ist mit 265 festgesetzt.

## Städtepartnerschaften und -freundschaften
Verl unterhält mit zwei Städten eine Städtepartnerschaft oder eine Städtefreundschaft:
- 1990: Annaburg, Sachsen-Anhalt, Deutschland (Städtefreundschaft)
- 1999: Delphos, Ohio, USA (Städtepartnerschaft)

Kurz nach der Maueröffnung im Jahre 1989 entstand eine Städtefreundschaft zwischen Verl und Annaburg in Sachsen-Anhalt. Zu Beginn gab es Kontakte zwischen dem damaligen Hegeringsvorsitzenden von Verl, Heinrich Meermeier, und seinem Pendant in Annaburg, in deren Folge sich weitere Kontakte anderer Einrichtungen und der Verwaltungen beider Kommunen anschlossen, die schließlich zu dem Beschluss führten, eine offizielle Städtefreundschaft miteinander einzugehen.
Am 2. November 1998 beschloss der Rat der Gemeinde Verl mit der Stadt Delphos (Ohio) in den USA eine Städtepartnerschaft einzugehen. Ferdinand Bredeick, Bruder des in Verl 1789 geborenen Pfarrers Johannes Otto Bredeick, gründete 1845 die Stadt Delphos. Wegen der damals herrschenden bitteren Not verließen viele Auswanderer Verl und umliegende Gemeinden und siedelten sich in Delphos und Umgebung an.

## Kultur und Sehenswürdigkeiten

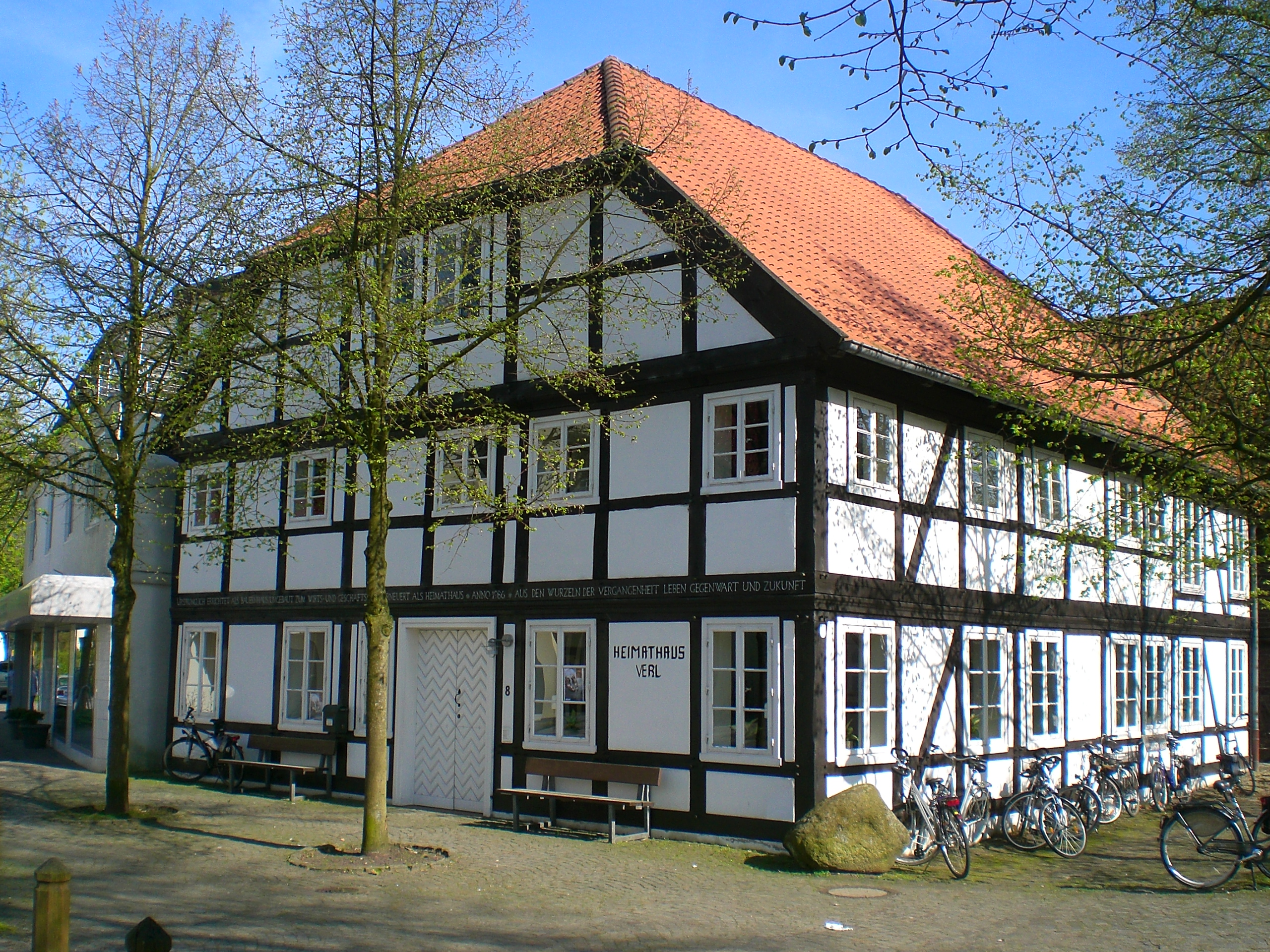
Heimathaus Verl

### Theater
Verl verfügt über kein eigenes Theater, jedoch wird die Aula der Gesamtschule einmal im Jahr vom Kolping-Theater Verl als solches genutzt. Ansonsten müssen die Einrichtungen der umliegenden Städte genutzt werden. Die nächstgelegenen Theater sind das Theater Gütersloh, das Theater Bielefeld und das Landestheater Detmold.

### Museen
Seit 1986 betreibt die Stadt zusammen mit dem Heimatverein Verl e. V. das Heimathaus Verl. Dort finden neben einer Ausstellung über die Siedlungsgeschichte des Verler Landes weitere kulturelle Veranstaltungen statt. Auch im Rathaus der Stadt können seit 2008 Kunstausstellungen besichtigt werden.
Der ehemalige Geschäftsführer der Bielefelder Union Knopf GmbH, Manfred Dolleschel, hat 2014 das Verler Knopfmuseum gegründet. Es befindet sich in einem ehemaligen Druckereigebäude namens „Heuerlingshaus“ an der Sender Straße. Die nach wie vor funktionstüchtigen Manufaktur-Maschinen aus der ersten Hälfte des 20. Jahrhunderts stammen aus dem französischen Städtchen Andeville nahe Paris. Sie wurden vom Fachexperten Dolleschel vor der Vernichtung gerettet und von ihm als sein Alters-Projekt in Verl neu aufgebaut.

### Musik
Der Musikverein Verl e. V. besteht aus den drei Blasorchestern Musikverein Verl, dem Jugendorchester Verl sowie dem Schülerorchester Verl. Darüber hinaus sind in Verl weitere Orchester beheimatet. Neben den Jagdhornbläserkorps oder auch dem Posaunenchor Verl ist vor allem das Westfalia Big Band Showorchester über die Grenzen der Stadt hinaus bekannt. Einige Chöre laden die Bevölkerung nicht nur zum Mitsingen, sondern auch zu diversen Konzerten ein. Zu den bekanntesten zählen der Männergesangverein „Liedertafel“, der Frauenchor „VerLady“ sowie der Gospelchor S(w)inging Voices.

### Bauwerke

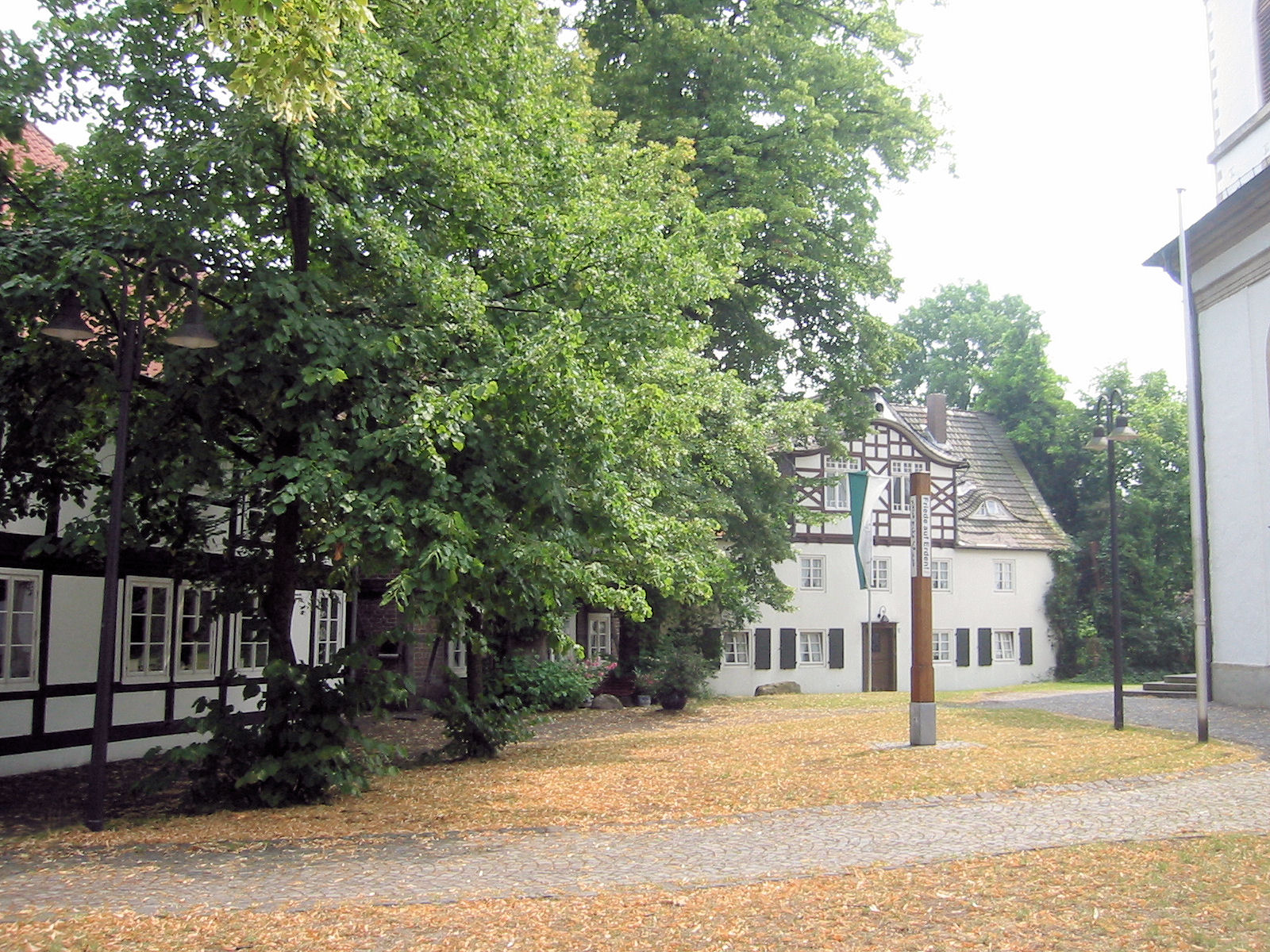
Blick auf den St.-Anna-Kirchplatz

Die katholische Pfarrkirche St. Anna wurde von 1792 bis 1801 unter dem Fürsten Wenzel Anton von Kaunitz-Rietberg erbaut. Es handelt sich um eine dreischiffige klassizistische Hallenkirche mit Ostturm. Die für Westfalen eher untypische Architektur geht auf den Erbauer zurück. Dieser war ein österreichischer Staatsmann und beauftragte den Wiener Architekten Johann Ferdinand Hetzendorf von Hohenberg mit dem Entwurf des Bauwerkes.
Im Ortskern blieben einige Fachwerkhäuser des 17. bis 19. Jahrhunderts erhalten. An der Bürmannstraße 10 befindet sich ein ehemaliges Heuerlingshaus, das 1741 errichtet wurde. Es wird heute als Café genutzt. Aus dem frühen 18. Jahrhundert stammt das Fachwerktraufenhaus am Kirchplatz 4. Es wurde im späten 19. Jahrhundert verputzt und in den Formen des barockisierenden Jugendstils umgebaut. Seit 1844 betreibt dort die Heinrich Schroeder KG eine Boonekamp- und Likörfabrik. Der Zweiständer-Fachwerkbau am Kirchplatz 5 ist am Dielentor 1698 inschriftlich datiert. Teile des Gerüstes sind vermutlich älter, worauf die auf einem Balken im Inneren angebrachte Jahreszahl „1586“ hindeutet. Das Gebäude wird heute als Restaurant genutzt. Der zweigeschossige Fachwerkbau an der Sender Straße 8 geht auf eine 1615 gegründete Kötterstelle zurück. Bei der 1985 durchgeführten Restaurierung wurden etliche Hölzer der maroden Fachwerkkonstruktion ausgetauscht. Am 1. September 1986 wurde das Gebäude als Heimathaus Verl offiziell eröffnet. Das um 1800 erbaute Quer-Dielenhaus mit Krüppelwalmdach und Utlucht an der Hauptstraße 15 wird heute von der Verler Bibliothek genutzt. Obwohl es über ein großes Dielentor verfügt, wurde es nachweislich nicht landwirtschaftlich genutzt.
Am nördlichen Rand des Stadtgebietes befindet sich die Alte Dorfmühle, die älteste Verler Mühle. In einer aus dem Jahre 1370 stammende Urkunde, welche im Staatsarchiv Münster verwahrt wird, ist bereits ein Hinweis auf molen to Verlo zu finden, was auf die Vorgängerin der heutigen Dorfmühle hindeutet. Der stattliche, mit einem Krüppelwalmdach versehene Fachwerkbau der soll im Kern auf das Jahr 1598 zurückgehen. Sein jetziges Erscheinungsbild verdankt er einer umfassenden Erneuerung von 1819.
In der näheren Umgebung finden sich noch einige Einzelhöfe, wie sie für diese Gegend typisch sind. In einer für heutige Zeiten seltener Geschlossenheit präsentiert sich der Hof Johannliemke, Mühlenstraße 1. Während das Haupthaus, ein mächtiger Vierständerbau, von 1822 stammt, entstand der Schafstall bereits 1595. Der Backspeicher wurde 1509 errichtet. Komplettiert wird die Hofanlage durch ein Bienenhaus, einige jüngere Scheunen und eine Prozessionskapelle von 1888. Auf dem Hof Kettelhoit in Verl-Bornholte befindet sich ein Fachwerkspeicher, der laut Inschrift 1747 errichtet wurde. Er gehört zu den wenigen noch erhaltenen Speicherbauten des Verler Landes, ist jedoch stark restaurierungsbedürftig. Neben dem Droste-Haus am Schillingsweg steht die Seppeler-Kapelle, eine barocke Feldkapelle, die 1661 erstmals erwähnt wird, im Innern eine Pietà aus der Zeit.

### Denkmäler

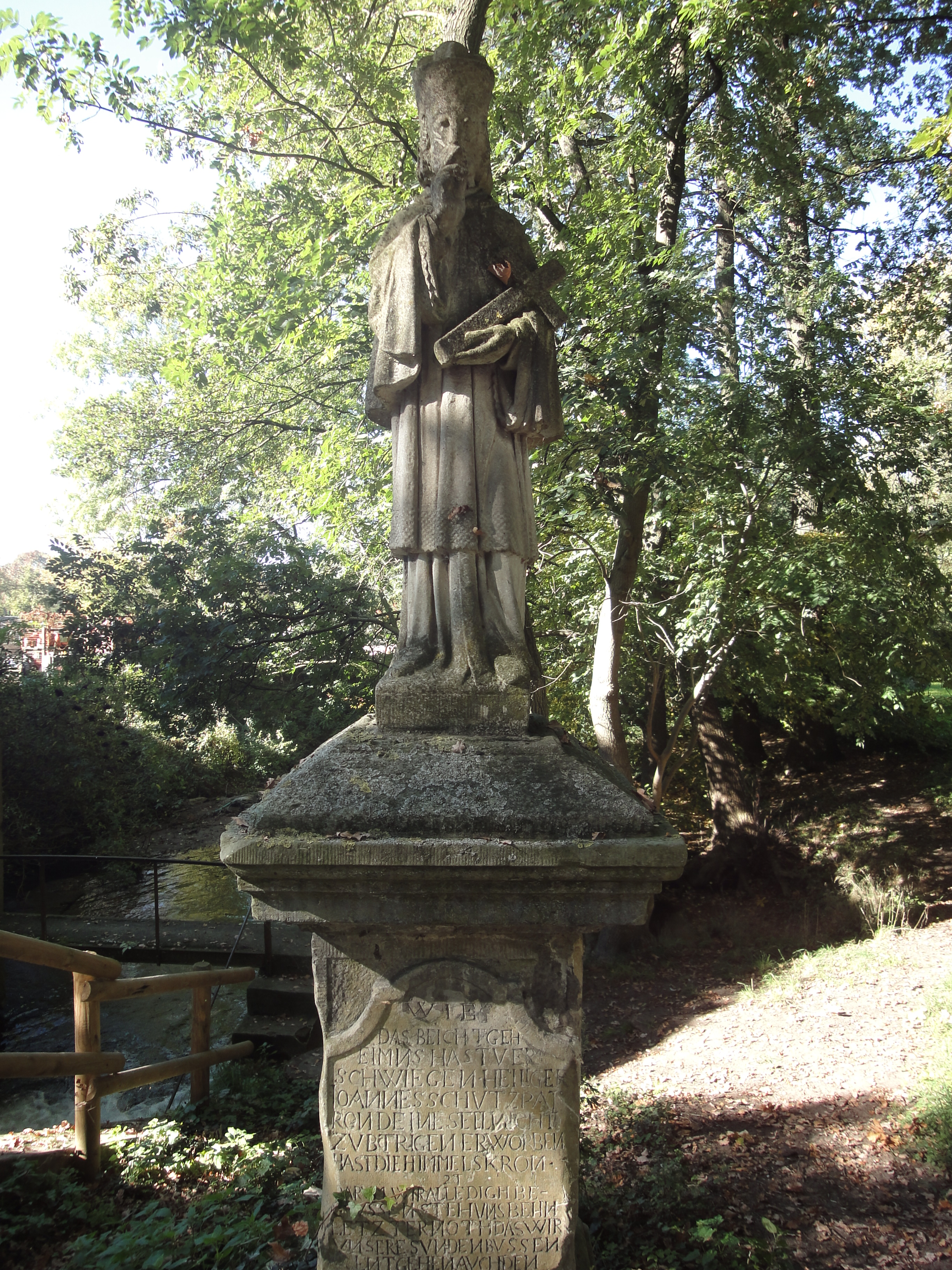
Nepomuk-Standbild an der Verler Dorfmühle

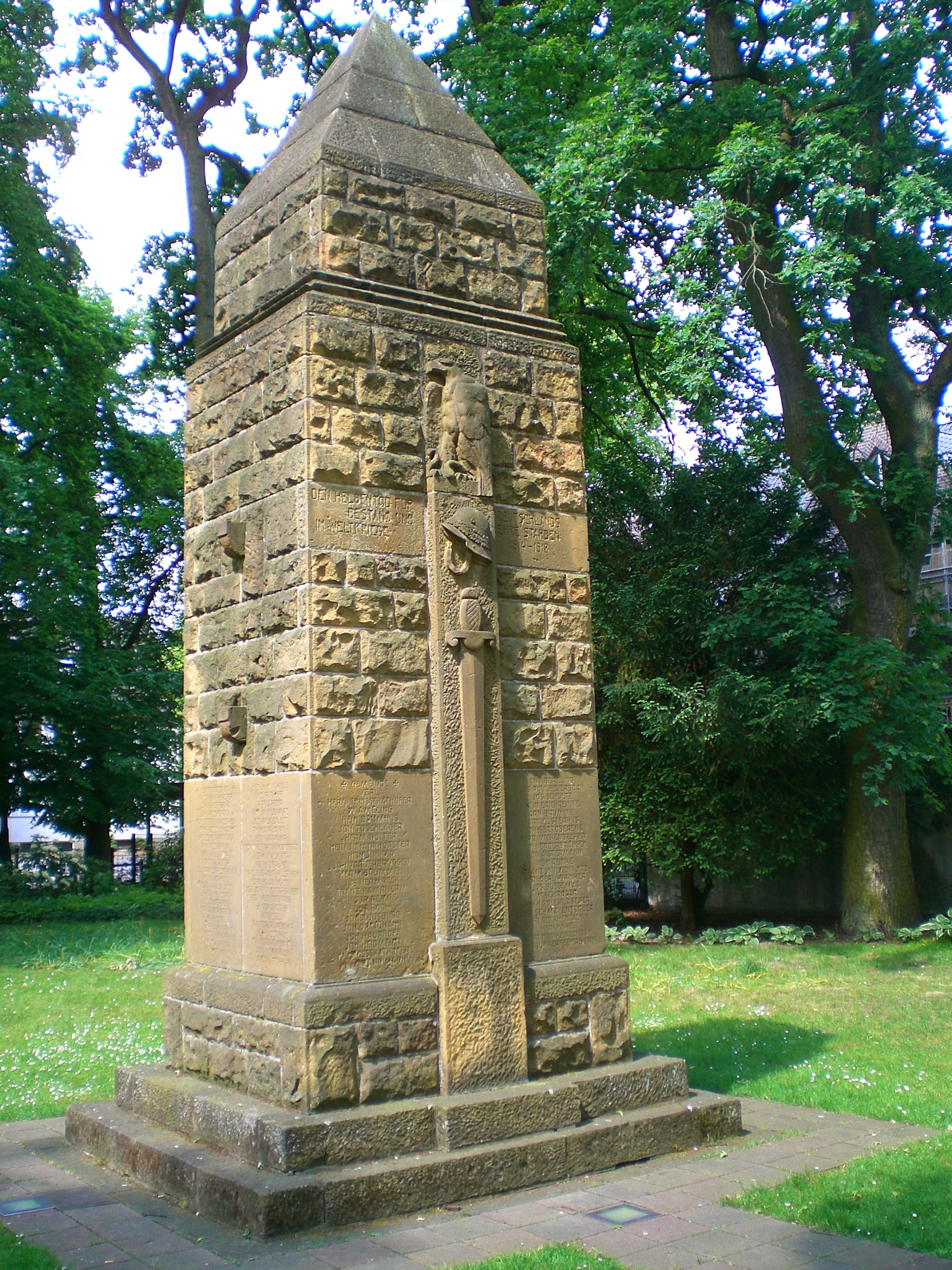
Das Ehrenmal für die Gefallenen des Ersten Weltkrieges

An der vor der Dorfmühle gelegenen Brücke über den Ölbach befindet sich ein Standbild des heiligen Johannes Nepomuk. Es handelt sich jedoch nicht mehr um die ursprüngliche Figur aus dem Jahr 1752 – so die Sockelinschrift –, sondern um eine jüngere Arbeit von Heinz Hollenhorst. Die ursprüngliche Entstehung verdankt die Statue den Grafen zu Rietberg-Kaunitz, die im 18. Jahrhundert Nepomuk zum Schutzpatron der Grafschaft Rietberg machten und an dieser Stelle eine Holzfigur erstellen ließen. Diese wurde jedoch 1920 zerstört und durch eine Steinfigur ersetzt, welche im Jahre 1976 ebenfalls zerstört wurde. In Anlehnung an die Steinfigur wurde die Nepomuk-Statue 1980 neu errichtet.
Im Ortsgebiet finden sich zahlreiche Bildstöcke und Hofkreuze unterschiedlichsten Alters. Während auch in der Gegenwart neue Bauwerke dieser Art errichtet werden, blicken andere auf eine bereits Jahrhunderte alte Geschichte zurück. Der älteste Bildstock Verls stammt aus dem Jahr 1706 und befindet sich am Lönsweg im Ortsteil Bornholte. Derzeit sind 19 Bildstöcke sowie acht Hofkreuze in die städtische Denkmalliste eingetragen.
Das Ehrenmal 1914–1918 befindet sich auf dem Denkmalplatz. 1923 wurde das Ehrenmal für die Gefallenen des Ersten Weltkrieges errichtet. Es hat die Form eines Obelisken und trägt die Inschrift „Den Heldentod für Deutschlands Bestand und Ehre starben im Welt-Krieg 1914–1918“. An der Seite sind die Namen der Gefallenen Kriegsteilnehmer aus Verl eingemeißelt. Durch die Verwitterung sind diese heute aber kaum noch lesbar. Ebenfalls auf dem Denkmalplatz befindet sich auch das Mahnmal 1939–1945. Am 16. November 1968 wurde das durch den Verler Bildhauer Heinz Hollenhorst gestaltete Mahnmal für die Gefallenen des Zweiten Weltkrieges errichtet. Das Mahnmal in Gestalt einer vielfältig gebrochenen und durchbrochenen Wand voller Kreuze trägt die Inschrift 1939–1945.
Am 4. Juli 1991 wurde der Gedenkstein für die jüdische Familie Hope an der Hauptstraße, in der Nachbarschaft der ehemaligen jüdischen Häuser, errichtet. Der Stein trägt die Inschrift: Den Familien Hope zum Gedenken. Auf Hebräisch wird ergänzt: Es werde Friede.
Am 1. April 1995 wurde an der Straße Zum Sennebach im Ortsteil Kaunitz eine Gedenktafel aus Bronze zur Befreiung der 800 jüdischen Zwangsarbeiterinnen enthüllt.
Auf dem Kühlmannplatz, dem Schulhof des Gymnasiums, wurde 1988 der Früchtetragende Lebensbaum aufgestellt. Dieser soll an das Wirken von Domkapitular Ferdinand Kühlmann erinnern, welcher über 50 Jahre lang als Priester in Verl tätig war. Geschaffen wurde die Plastik durch den Bildhauer Bruno Buschmann.

### Parks

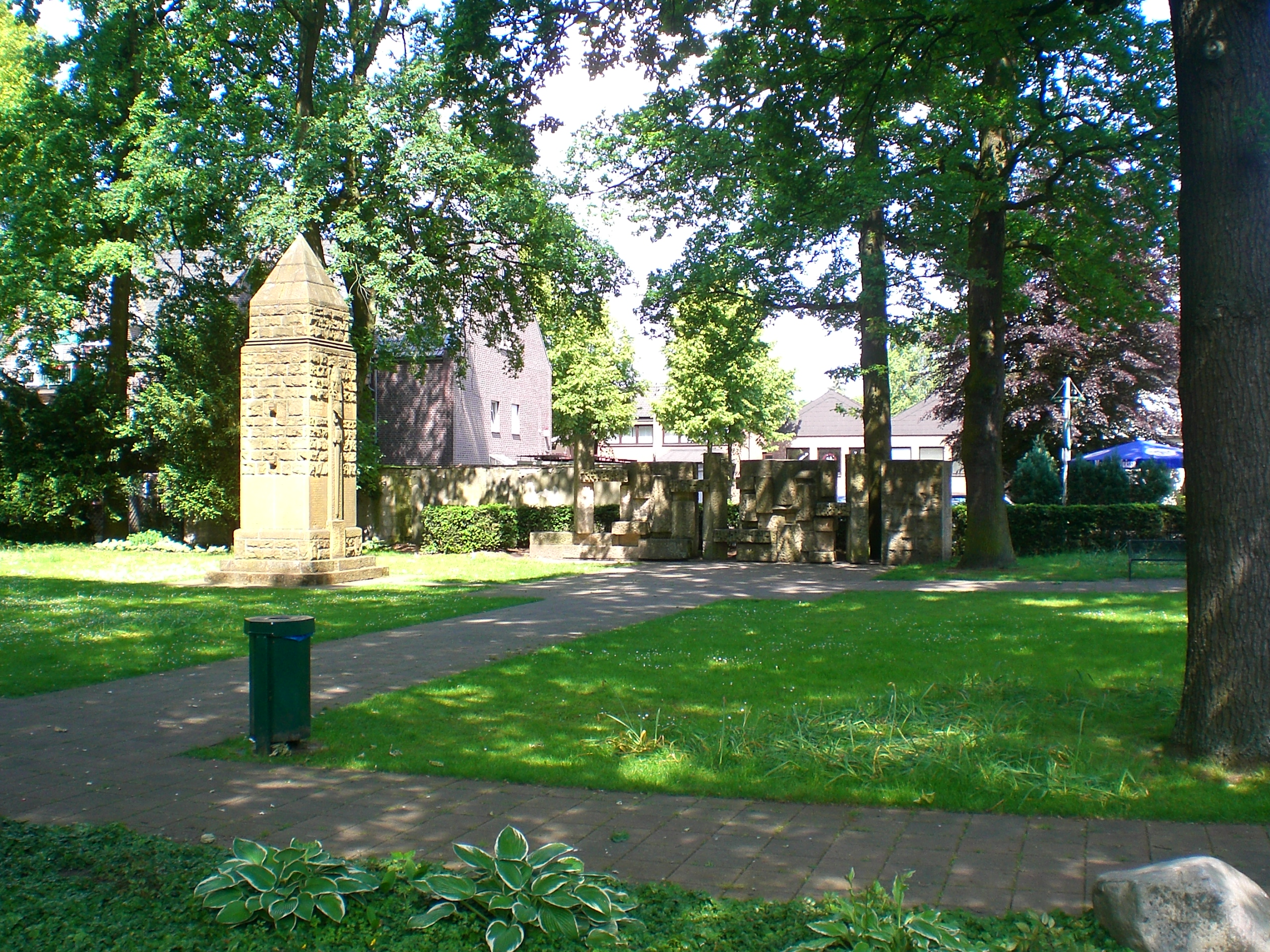
Denkmalplatz mit Ehrenmal für die Gefallenen des Ersten Weltkrieges und Mahnmal für die Opfer des Zweiten Weltkrieges (Bildmitte)

Eine kleine Grünanlage im Zentrum der Stadt ist der Denkmalplatz. Von 1770 bis 1873 befand sich hier der Dorffriedhof. 1923 wurde ein Ehrenmal für die Gefallenen des Ersten Weltkrieges in Form eines Obelisken errichtet. 1968 entstand das Mahnmal für die Opfer des Zweiten Weltkrieges. Im Jahr 2002 wurde der Platz neu gestaltet.
Die Rasenfläche am Konrad-Adenauer-Schulzentrum in der Ortsmitte sowie das kleine Waldstück Am Bühlbusch im Südosten der Stadt sind zudem parkähnlich angelegt.

### Friedhöfe
Seitdem der ehemalige Dorffriedhof am heutigen Denkmalplatz aufgegeben wurde, wird der kommunale Friedhof am Rande des Ortes für Bestattungen genutzt. Darüber hinaus gibt es einen Friedhof im Ortsteil Kaunitz sowie jeweils eine katholische und evangelische Begräbnisstätte im Ortsteil Sürenheide.
Die kleine jüdische Begräbnisstätte am Bükersweg wurde in der Zeit des Nationalsozialismus verwüstet und nach Ende des Krieges nicht wiederhergestellt. Das Grundstück wird seit dem nicht bewirtschaftet. Im November 2020 wurde das Areal durch Bäume und Findlinge zu einem „Hain der Erinnerung“ umgestaltet.

### Naturdenkmäler und Naturschutzgebiete

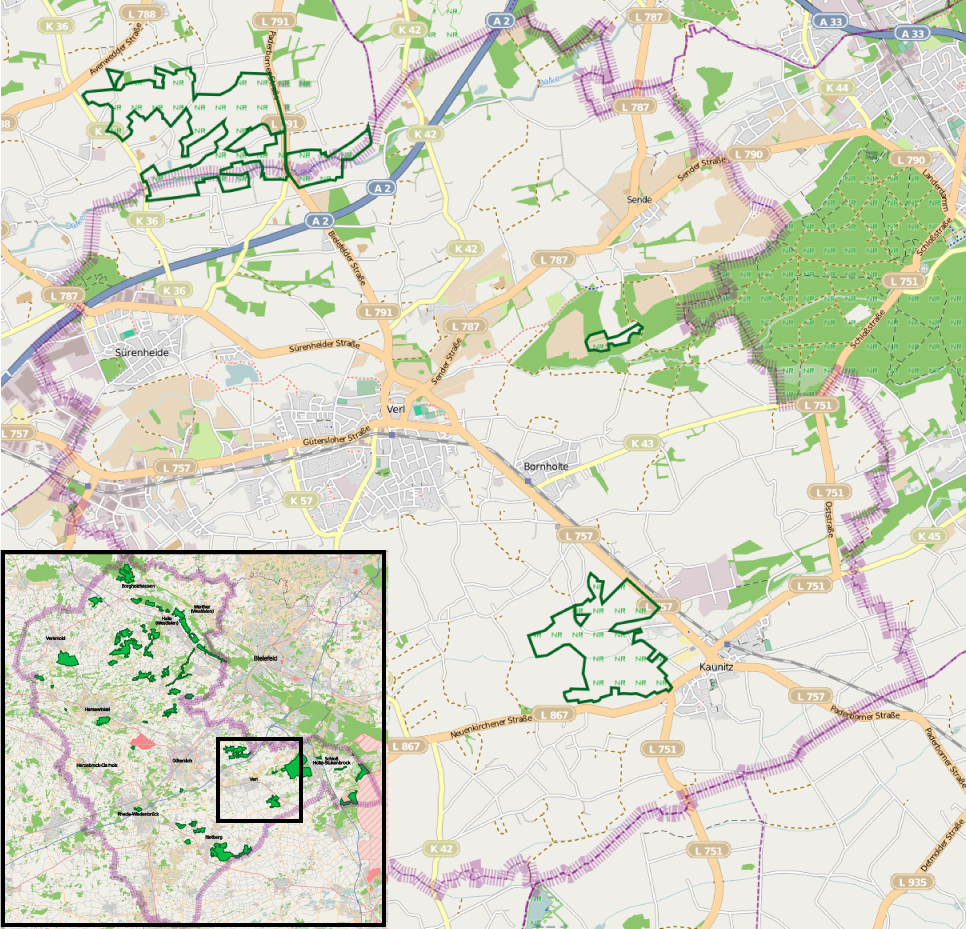
Übersichtskarte der Verler Naturschutzgebiete

Ein ausgewiesenes Naturdenkmal auf dem Stadtgebiet ist die sogenannte Friedenslinde. Diese befindet sich am Rande der Ortschaft Sende bei 51° 54′ 14,1″ N, 8° 33′ 3,8″ O.
In Verl befinden sich drei Naturschutzgebiete, davon zwei ausschließlich innerhalb des Stadtgebietes. Das mit 131 ha größte sind die Grasmeerwiesen. Sie sind gleichzeitig eines der größeren Feuchtwiesenschutzgebiete im Kreis Gütersloh. Das Gebiet wurde am 26. Januar 1989 ausgewiesen und liegt südwestlich des Ortsteils Kaunitz. Mit dem Naturschutzgebiet Fleckernheide befindet sich ein weiteres Naturschutzgebiet vollständig in Verl. Es ist 10,5 ha groß und wurde am 18. Juli 1989 unter Schutz gestellt. Außerdem liegt das 228 ha große Naturschutzgebiet Große Wiese zum Teil auf dem Gebiet der Stadt. Der weitaus größere Teil davon gehört zur Stadt Gütersloh. Es wurde am 28. Dezember 1994 ausgewiesen und liegt im Norden von Verl.

### Sport

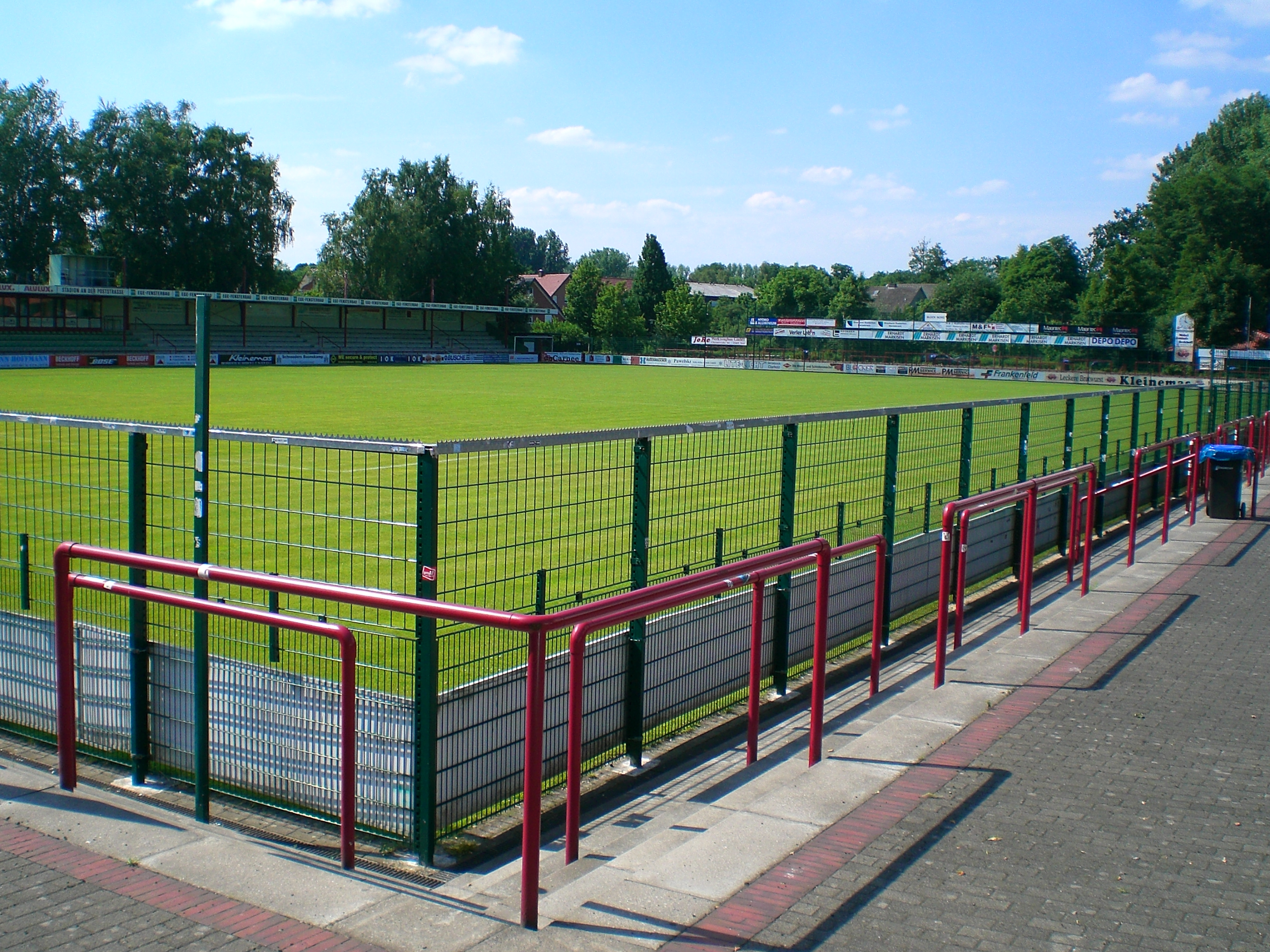
Sportclub Arena (2008)

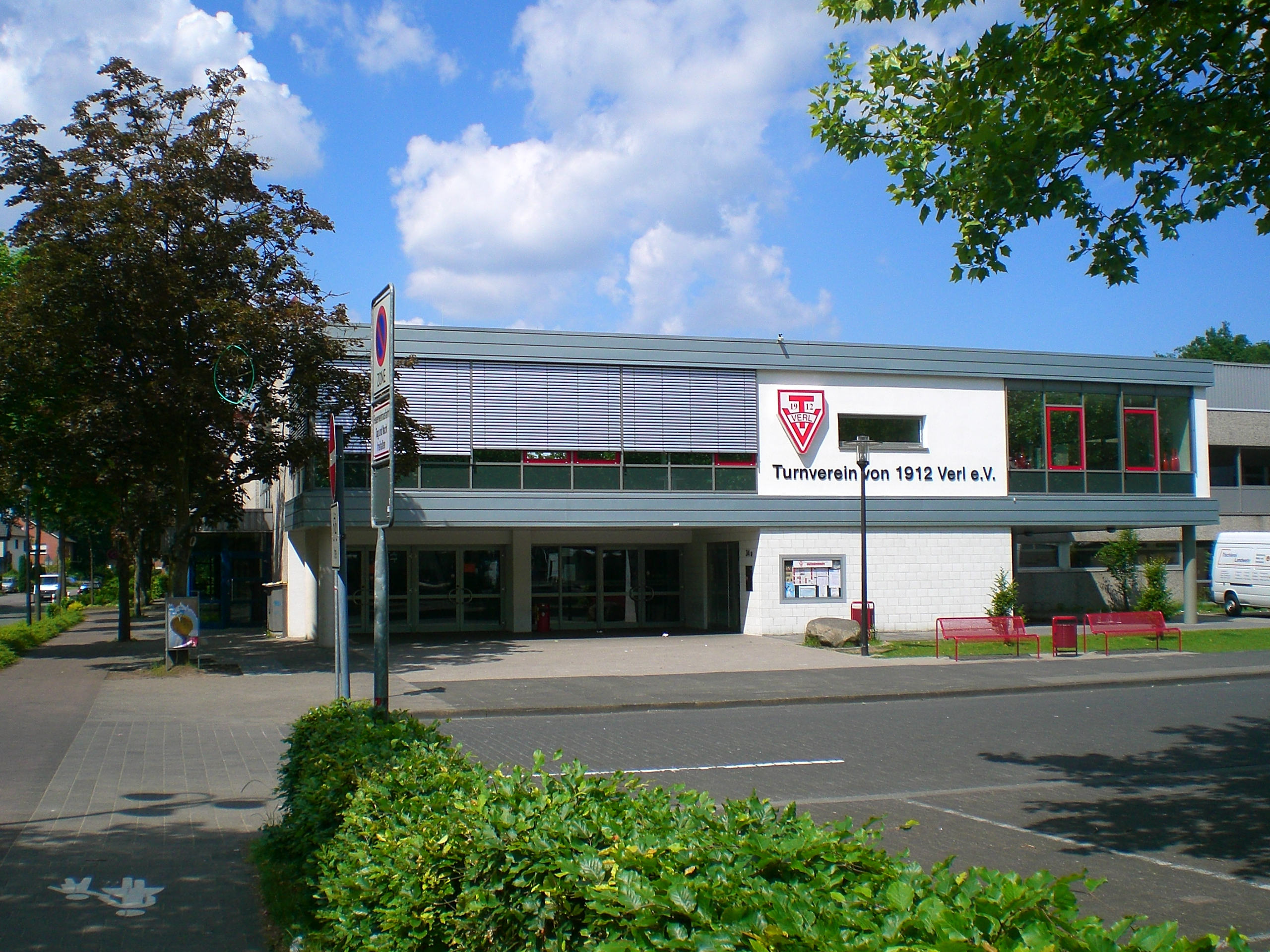
Mehrfachsporthalle am Konrad-Adenauer-Schulzentrum

Der SC Verl spielt seit der Saison 2020/21 in der dritten Fußball-Liga der Männer. Der Verein bestreitet seine Spiele im Verler Fußballstadion. Es fasst 5000 Besucher und trägt den Namen Sportclub Arena. Dort angeschlossen ist ein Sportzentrum mit Fußball-, Baseball- und Basketballplatz, einer Inline-Skating Anlage, einer Rad-Cross-Bahn sowie einer Finnenbahn. Die Tennisvereine betreiben verteilt über das Stadtgebiet drei Tennisplätze.
Der mitgliederstärkste Sportverein ist der TV Verl. Dieser spielt mit der Handball-Frauenmannschaft in der Oberliga (Westfalen) und mit der Männermannschaft in der Landesliga. Darüber hinaus bietet er unter anderem Aikido, Judo, Badminton, Rhythmische Sportgymnastik, Völkerball und Volleyball an. Der Baseballverein Verl/Gütersloh Yaks ist in der NRW-Liga vertreten.
Die Ortsgruppe der DLRG in Verl erhielt auf Bundesebene Preise für gute Jugendarbeit, unter anderem das „Grüne Band“, eine Auszeichnung für vorbildliche Talentförderung in Vereinen.
Die vier Schützenvereine der Stadt betreiben Schießsport. Zwölf verschiedene Brieftaubenzuchtvereine und drei Rassegeflügelzuchtvereine sind in Verl vertreten. Der Tractor Pulling Team Verl e. V. fährt erfolgreich im deutschen und europäischem Tractorpulling. In den verschiedenen Klassen war der Verein mehrfacher Deutscher Meister und 2003 auch Vize-Europameister. Ein weiterer Vertreter des Motorsports ist der Motor-Sport-Club Verl. Weitere Vereine der Stadt sind unter anderem der Reitverein RV Verl oder auch die Schachfreunde Verl.
Im Konrad-Adenauer-Schulzentrum befinden sich neben einem Schullehrschwimmbecken auch mehrere Mehrfachsporthallen, die nicht nur von den Schülern der ansässigen Schulen, sondern auch vom TV Verl und dessen Handballmannschaften genutzt werden. Eine der Hallen diente unter anderem der deutschen Frauen-Handballnationalmannschaft als Austragungsort eines Länderspieles gegen die Niederlande.
Außerdem verfügt die Stadt über weitere Turnhallen, ein Freibad und etwa 20 offene Fußballplätze, die über die Siedlungsgebiete verteilt sind.
Im Jahre 2021 bewarb sich die Stadt als Host Town für die Gestaltung eines viertägigen Programms für eine internationale Delegation der Special Olympics World Summer Games 2023 in Berlin. Im Jahre 2022 wurde sie als Gastgeberin für Special Olympics Honduras ausgewählt. Die Delegation bestand aus etwa 25 Personen. Damit wurde die Stadt Teil des größten kommunalen Inklusionsprojekts in der Geschichte der Bundesrepublik mit mehr als 200 Host Towns.

### Regelmäßige Veranstaltungen
Der Hobbymarkt besteht seit 1966 und ist einer der größten Tier- und Trödelmärkte Deutschlands. Der Markt findet an jedem ersten Samstag im Monat in und um die Ostwestfalenhalle im Ortsteil Kaunitz statt. Die Halle wird während des Marktes von Verkaufsständen zum Verkauf von Waren aller Art und Imbiss- und Getränkeständen umrahmt. In der Halle werden Kleintiere wie Vögel, Geflügel, Meerschweinchen und Kaninchen zum Verkauf angeboten. Auf dem Außengelände können Esel, Pferde und Ziegen gekauft werden.

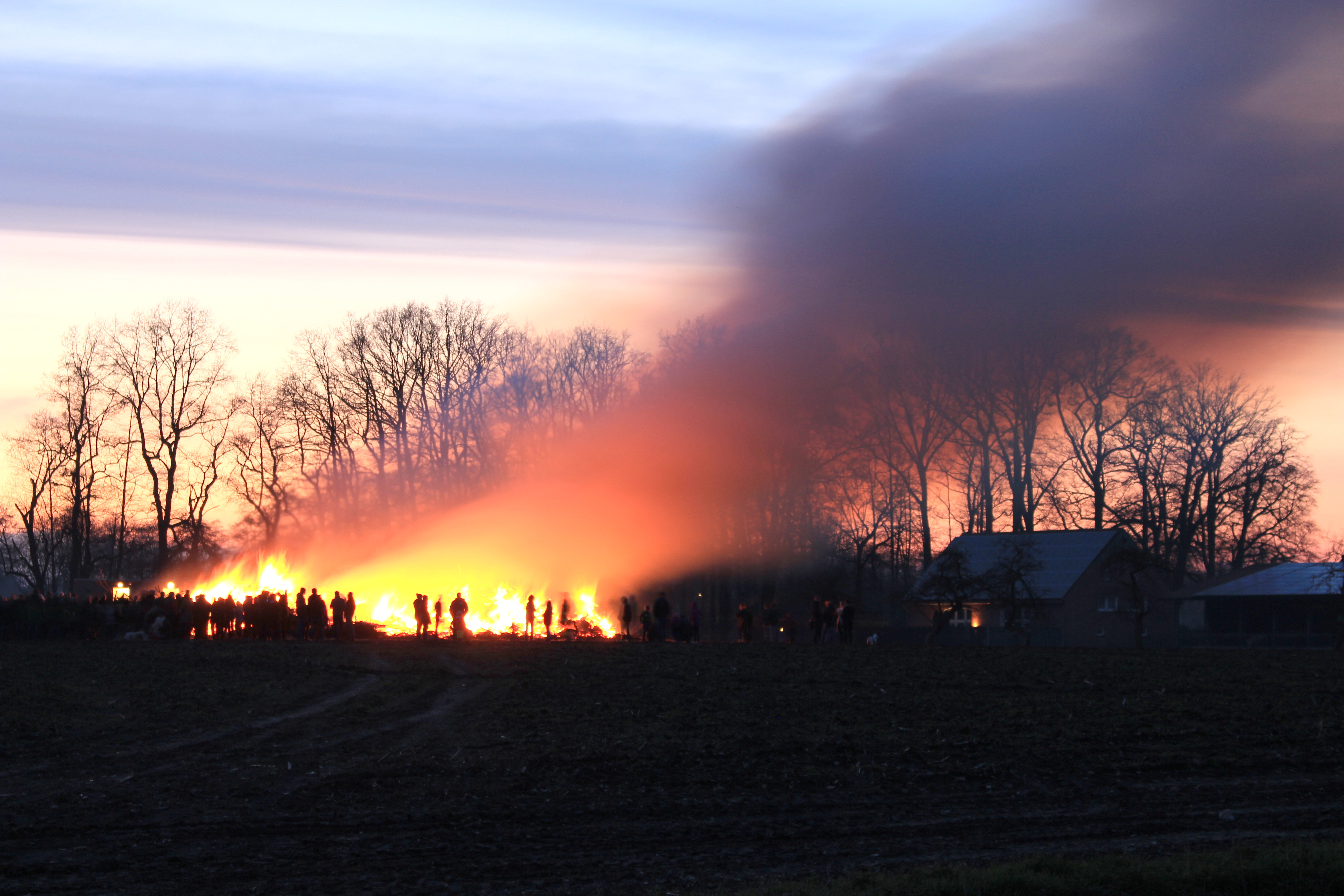
Verler Osterfeuer 2016

Im Januar findet das Jahreskonzert des Musikvereins Verl statt. Im Pädagogischen Zentrum der Gesamtschule Verl präsentieren die Blasorchester jährlich ein Programm aus Marschmusik, Polka, Samba sowie Film- und Musicalhits. Seit 1970 führt das Kolping Theater Verl jährlich ein Theaterstück auf. Immer im Frühjahr, wird für zwei Wochen die Aula der Gesamtschule so zu einem kleinen Theater. An Ostern wird auch in Verl die weitverbreitete Tradition des Entfachens von Osterfeuern gepflegt.
Jährlich im Sommer findet in und um die Ostwestfalenhalle der Trucker-Treff, ein Country-Festival, bei dem namhafte Musiker auftreten, statt.
Immer am ersten September-Wochenende findet mitten im Ortskern die traditionelle Kirmes Verler Leben statt. Offiziell beendet wird das Fest mit einem Feuerwerk am Sonntagabend.
In den Adventswochen findet an der Sankt-Anna-Kirche in der Ortsmitte ein Weihnachtsmarkt statt.

### Kulinarische Spezialitäten

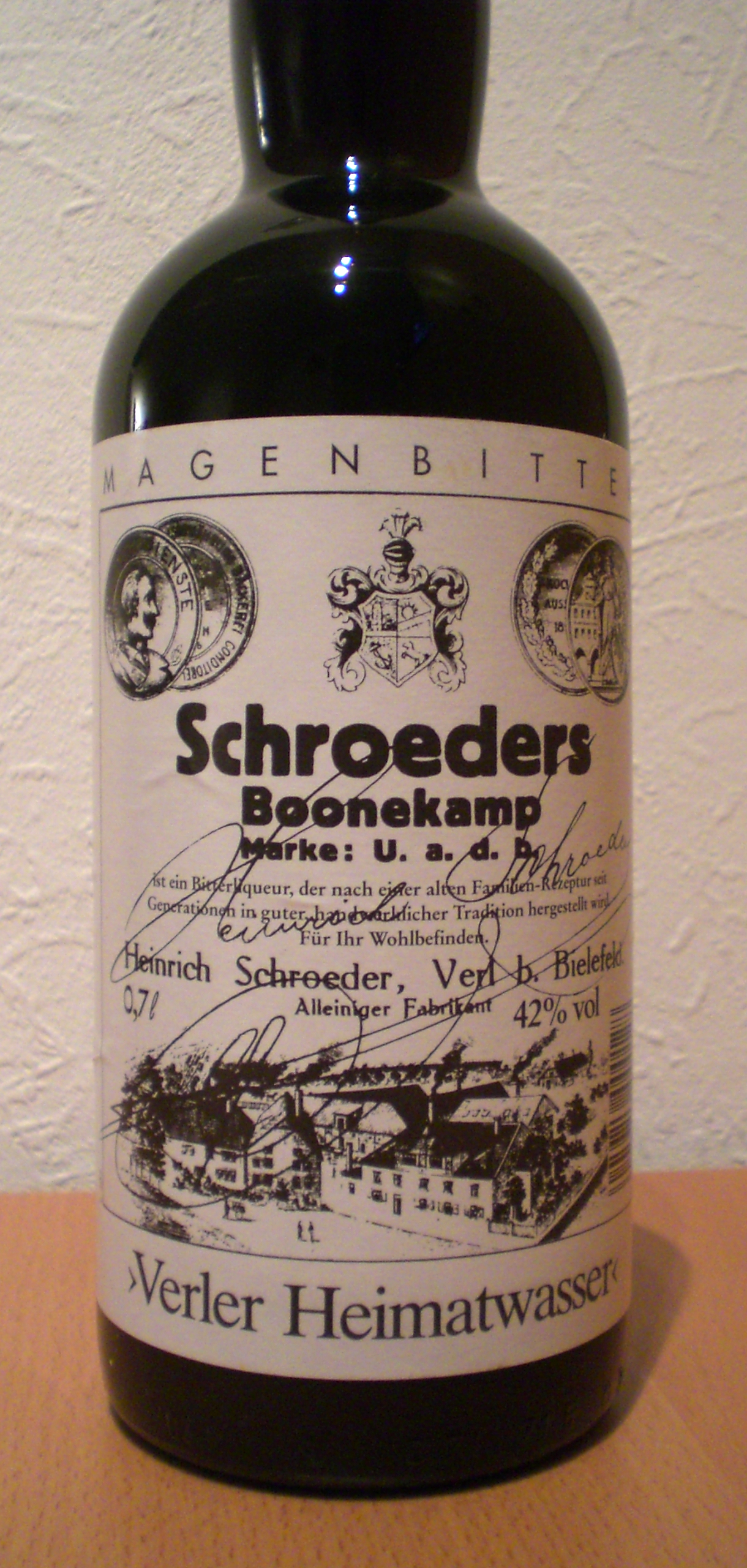
Die örtliche Spezialität: „Verler Heimatwasser“

In Verl ist traditionell die deftige Westfälische Küche anzutreffen. Außerdem ist der pfannkuchenartige Pickert weit verbreitet. Eine Getränkespezialität ist der Magenbitter Schroeders Boonekamp. Dieser ist so eng mit der Stadt verbunden, dass er den Namen „Verler Heimatwasser“ trägt.

## Wirtschaft und Infrastruktur
Das erste große Unternehmen des Verler Landes war die Holter Eisenhütte. Sie wurde vom Rittergutsbesitzer Friedrich Ludwig Tenge zu Niederbarkhausen gegründet und nahm 1842 ihren Betrieb auf. Bis zum Ende des 19. Jahrhunderts gab es daneben nur kleine Handwerksbetriebe, die hauptsächlich in der Holz- und Fleischverarbeitung tätige waren, und einige Ziegeleien.
Heute verdankt die Stadt ihre starke Wirtschaftskraft international agierenden Großunternehmen wie Nobilia, Beckhoff, Teckentrup und Heroal. Darüber hinaus verfügt die Verler Wirtschaft über einen starken Mittelstand. Dies spiegelt auch die Zahl der sozialversicherungspflichtig Beschäftigten wider. Verl hat mit einer Kaufkraftkennziffer von 104,30 die dritthöchste Kaufkraft im Kreis Gütersloh.

### Pendlerüberschuss
Die Wirtschaftskraft der Stadt zeigt sich auch an der Pendlerstatistik. Im Jahr 2022 pendeln mehr Personen in die Stadt herein (15.153 Einpendler) als aus der Stadt hinaus (8240 Auspendler). Im Jahr 2022 beträgt der Pendlerüberschuss daher 6913.
Die folgende Tabelle zeigt die tägliche Zahl der Aus- und Einpendler der fünf wichtigsten Städte der Umgebung (Stand 2022).
| Stadt                    | Einpendler | Auspendler | Pendlersaldo |
| ------------------------ | ---------- | ---------- | ------------ |
| Gütersloh                | 3500       | 3190       | 310          |
| Bielefeld                | 1980       | 1620       | 360          |
| Rietberg                 | 1280       | 690        | 590          |
| Rheda-Wiedenbrück        | 1010       | 850        | 160          |
| Schloß Holte-Stukenbrock | 960        | 660        | 330          |

### Arbeitsmarktdaten
Mit 574,5 pro 1000 Einwohner lag die Dichte der sozialversicherungspflichtig Beschäftigten im Jahr 2004 in Verl deutlich über dem Landesdurchschnitt von 472,9. Am 30. Juli 2008 waren in Verl insgesamt 11.011 Personen sozialversicherungspflichtig beschäftigt.
Mit 91,47 % aller Beschäftigten arbeitet der Großteil in den beiden Berufsbereichen Dienstleistung (46,39 %) und Fertigung (45,08 %). Weitere 6,27 % arbeiten in technischen Berufen, 1,65 % in der Land-, Tier-, Forstwirtschaft und im Gartenbau sowie 0,57 % in den übrigen Berufsbereichen.

### Verkehr

#### Straßenverkehr
Durch das Stadtgebiet verläuft die Bundesautobahn 2. Verl ist über die Anschlussstelle Gütersloh in etwa 6 km Entfernung an diese angeschlossen. An die Bundesautobahn 33 ist Verl mit den etwa 10 km entfernten Anschlussstellen in Bielefeld-Senne und Schloß Holte-Stukenbrock sowie mit der circa 18 km entfernten Anschlussstelle in Hövelhof angebunden.

#### Schienen- und Busverkehr

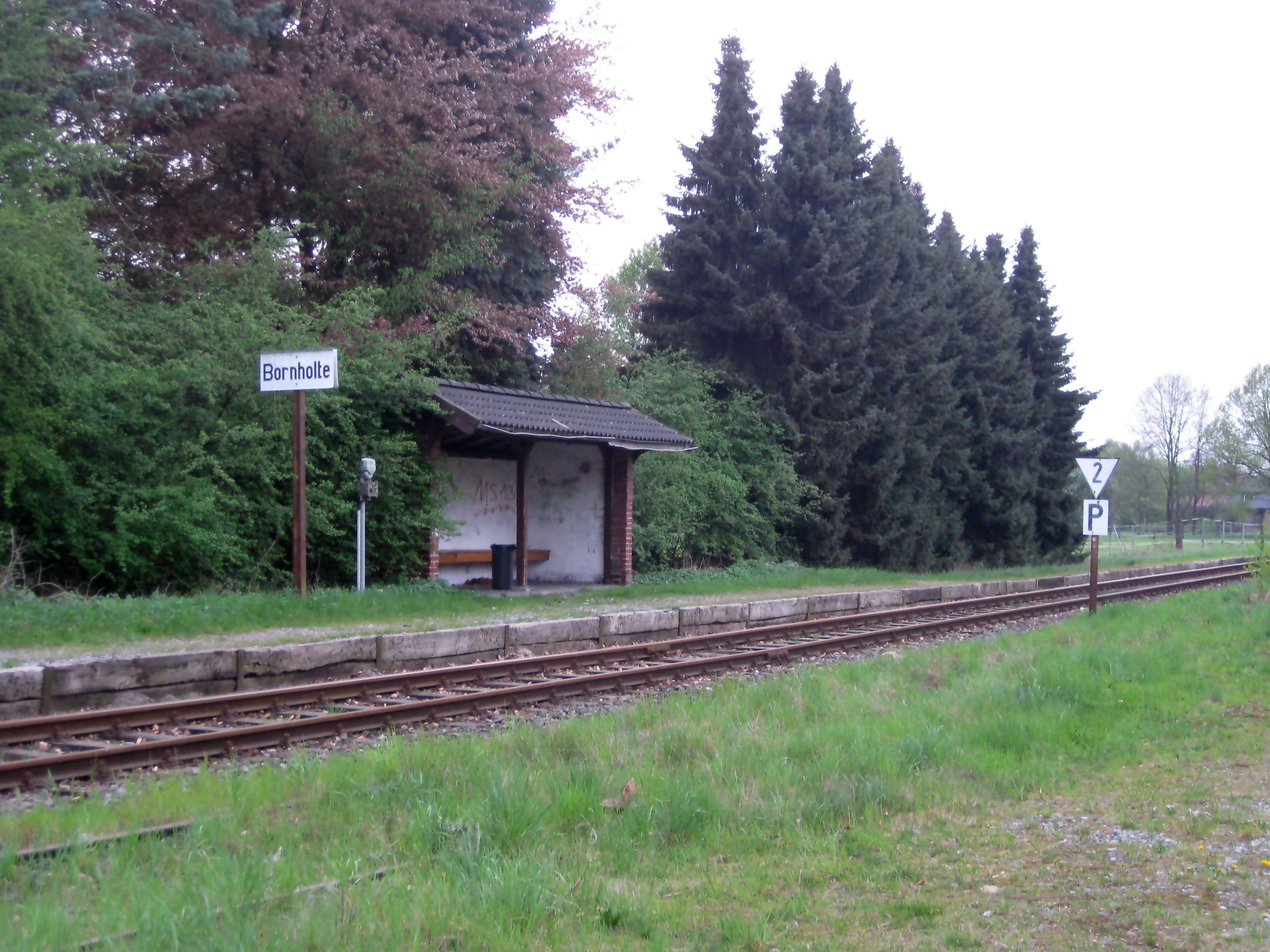
Nicht mehr benutzter Bahnhof in Bornholte

Die Stadt liegt an der Nebenbahnstrecke Gütersloh–Verl–Kaunitz–Hövelhof der Teutoburger-Wald-Eisenbahn-Gesellschaft (TWE). Diese Linie besteht seit 1903, wird aber seit 1978 nur noch für den Gütertransport und Museumsverkehr genutzt. Daher wurde bereits vor Jahren der Verler Bahnhof geschlossen und der gewerblichen Nutzung übergeben. Auch die anderen an der Bahnlinie gelegenen Bahnhöfe Varensell, Bornholte und Kaunitz werden nicht mehr für den Personentransport genutzt. Die nächstgelegenen Bahnhöfe befinden sich in Gütersloh in etwa 10 km und Bielefeld in etwa 20 km Entfernung.
Seit längerem wird über eine Wiederbelebung des Personenverkehrs auf der TWE nachgedacht. Eine finanzielle Beteiligung an den Betriebskosten seitens der Städte Gütersloh, Harsewinkel und Verl sowie des Kreises Gütersloh gilt bereits als sicher (es gibt entsprechende Rats- und Kreistagsbeschlüsse dazu). Die endgültige Entscheidung und eine Terminfestlegung (angestrebt war 2013 der Dezember 2016) für eine Wiederaufnahme des Personenverkehrs steht auf Landesebene jedoch noch aus.
Im Straßenpersonennahverkehr ist Verl über Regionalbusse mit den umliegenden Städten bzw. Gemeinden Gütersloh, Hövelhof, Schloß Holte und Bielefeld verbunden. Für den gesamten öffentlichen Personennahverkehr gelten regional die Tarife im Verkehrsverbund Westfalentarif und, außerhalb dessen Grenzen, im weiteren Nordrhein-Westfalen der NRW-Tarif.

#### Fuß- und Radverkehr
Der Europaradwanderweg R1, ein 3.500 Kilometer langer Radfernweg von Boulogne-sur-Mer in Frankreich nach Sankt Petersburg in Russland, führt von Gütersloh kommend in Richtung Schloß Holte-Stukenbrock quer durch das Stadtgebiet. Auch der 160 Kilometer lange Radfernweg BahnRadRoute Teuto-Senne von Osnabrück nach Paderborn führt durch die Stadt.
Darüber hinaus gibt es Radtouren in historische Bauerschaften, in die Senne und zu den Emsquellen sowie durch die historische Grafschaft Rietberg. Wanderungen führen zum Steinhorster Becken, entlang des Ölbachs oder durch den Ortsteil Sürenheide. Der Heimatverein bietet diese Touren auch mit Führung an.

#### Flugverkehr
Der nächstgelegene Flughafen ist der Flughafen Paderborn/Lippstadt. Dieser ist etwa 30 Kilometer entfernt und über die A33 zu erreichen. Über die A2 sind zudem die internationalen Flughäfen in Dortmund (etwa 95 km entfernt) und Hannover (etwa 130 km) zu erreichen.
Der am südlichen Stadtrand von Bielefeld gelegene Flugplatz Bielefeld wird vorwiegend für den Geschäftsreiseverkehr genutzt. Er befindet sich nur wenige Kilometer von Verl entfernt.

#### AuToRail OWL
Auf dem Gelände des ehemaligen Bahnhof in Kaunitz wird seit Januar 2024 eine Teststrecke für das Projekt AuToRail OWL – Automated Transport of Road and Rail Goods OWL erstellt. Es geht um ein Konzept für ein ressourcenschonendes Zweiwegefahrzeug zum Transport von Gütern auf Schiene und Straße. Perspektivisch sollen darüber auch Personen transportiert werden.
Das Projekt hat einen Umfang von 2,3 Millionen Euro und ist auf drei Jahre angelegt. Die Konsortialführerin ist die Universität Bielefeld. Beteiligt ist neben der Stadt Verl die Technische Hochschule Ostwestfalen und der Rail Campus OWL.

### Medien
In Verl sind drei Tageszeitungen vertreten. In alphabetischer Reihenfolge sind dies Die Glocke aus Oelde, die Neue Westfälische sowie das Westfalen-Blatt aus Bielefeld. Alle Zeitungen bieten in ihren Ausgaben auch Lokalteile für die Stadt. Das Westfalen-Blatt und die Neue Westfälische unterhalten zudem jeweils eine eigene Lokalredaktion im Ort. Außerdem erscheinen monatlich die beiden werbefinanzierten Magazine Verler Leben und Verler Magazin. Beide sind kostenlos und werden als Hauspost sowie über Auslagestellen im Einzelhandel verteilt.
Verl gehört zudem zum Berichtsgebiet des Regionalstudios Bielefeld des WDR. Weiterhin gehört die Stadt zum Sendegebiet von Radio Gütersloh, welches Verl in der Berichterstattung als Lokalradio mit abdeckt.

### Öffentliche Einrichtungen

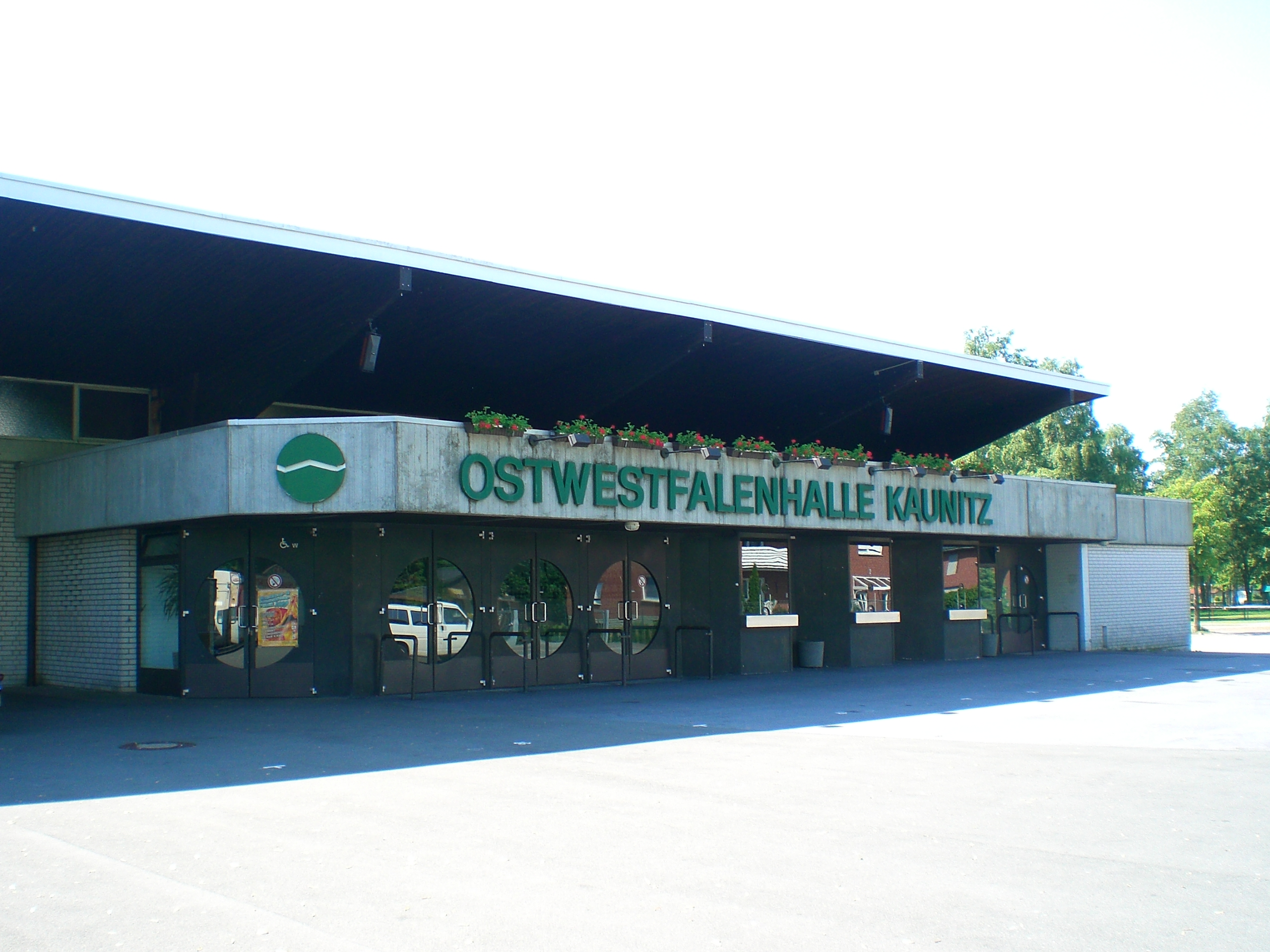
Haupteingang der Ostwestfalenhalle Kaunitz

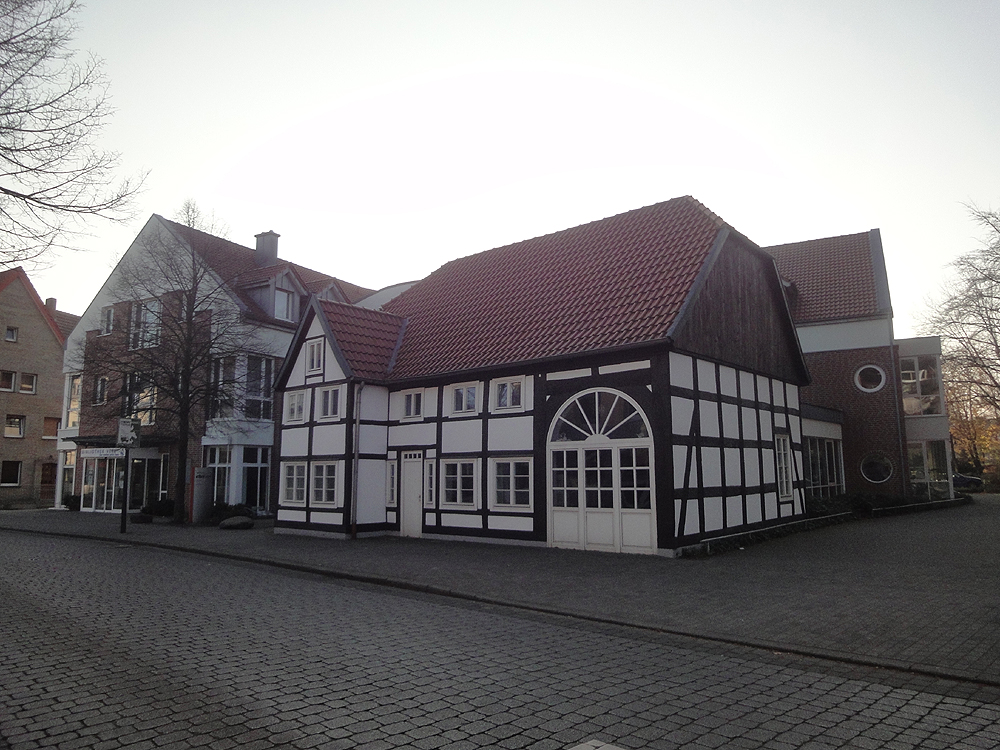
Bibliothek mit einbezogenem Querdielenhaus

Das im Jahr 2008, nach einjährigem Ausbau, wieder bezogene Rathaus an der Paderborner Straße ist neben dem Sitz des Bürgermeisters auch die zentrale Anlaufstelle für alle Bürger der Stadt. Seit Juli 2008 ist dort auch eine Kraftfahrzeug-Zulassungsstelle eingerichtet.
Die Freiwillige Feuerwehr Verl ist für den Brandschutz und die allgemeine Hilfe im Stadtgebiet zuständig und verfügt über zwei Löschzüge, davon einer in Verl und ein zweiter im Ortsteil Kaunitz. Der Löschzug Kaunitz wurde am 8. August 1910 gegründet und besteht heute aus 52 Feuerwehrangehörigen. Am 6. Juli 1913 wurde der Löschzug Verl gegründet und zählt heute 74 Feuerwehrleute. Im Ortsteil Sürenheide ist im Jahr 2014 eine eigene Löschgruppe des Verler Löschzuges entstanden. Dort und im Industriegebiet Verl-West wird die Freiwillige Feuerwehr Verl durch den Löschzug Spexard der Freiwilligen Feuerwehr Gütersloh unterstützt. Hierfür wurde im Jahr 2011 ein öffentlich-rechtlicher Kooperationsvertrag zwischen den Städten Verl und Gütersloh geschlossen. Auf Grund der geographischen Lage der Feuerwehrhäuser kann der Spexarder Löschzug den Verler Ortsteil sowie das Industriegebiet schneller erreichen als die örtliche Feuerwehr. In Gruppenstärke (9 Einsatzkräfte) und mit einem Fahrzeug werden Erstmaßnahmen innerhalb der Hilfsfrist eingeleitet. Mittelfristig ist die Gründung eines Löschzuges in Sürenheide geplant.
Die Bibliothek Verl hat 1999 ihre Türen geöffnet und ist seitdem eine feste Säule im Bildungs-, Kultur- und Freizeitbereich der Stadt Verl. Die Bibliothek bietet eine Öffnungszeit von 34 Wochenstunden und einen Medienbestand von über 40.000 Medien unterschiedlicher Art (Stand 1. Januar 2019). Dazu kommen Online-Angebote. Mit jährlich rd. 82.000 Besuchern und einer Ausleihzahl von über 260.000 Medien wird die Bibliothek gut angenommen. 2019 und 2020 erfolgen Planungen für eine Neuausrichtung mit Einführung einer Open Library.
Das Freibad Verl bietet neben einem 50 m Schwimmbecken, einem Strömungskanal und 10 m Sprungturm auch Freiflächen sowie Beach-Volleyball- und Beach-Handball-Felder. Auch das Hallenschwimmbad im Schulzentrum zählt zu den öffentlichen Einrichtungen der Stadt und steht der Bevölkerung zur Verfügung.
Im Heimathaus, das vom Heimatverein Verl betrieben wird, finden regelmäßig kulturelle Veranstaltungen aller Art statt. Neben Seminaren, Lesungen und kleinen Konzerten können auch Ausstellungen besucht werden.
Die 1966 eingeweihte Ostwestfalenhalle im Ortsteil Kaunitz gehört ebenfalls zu den öffentlichen Einrichtungen der Stadt. Sie wurde bis 1976 vom Zweckverband „Großmarkt Kaunitz“ betrieben. Ursprünglich diente sie als Großmarkthalle für Eier und Geflügel. Daher ist sie im Volksmund auch als „Eierhalle“ bekannt. Heute finden neben dem Hobbymarkt weitere Veranstaltungen das ganze Jahr über statt.
Das Gemeinschaftsklärwerk Verl-Sende betreibt die Stadt zusammen mit den daran angeschlossenen Kommunen Oerlinghausen, Bielefeld und Schloß Holte-Stukenbrock. Es hat eine Reinigungsleistung von etwa 1.000.000 m³ pro Jahr. Darüber hinaus betreibt die Stadt noch die Kläranlage Verl-West, die im Jahr 2007 eine Reinigungsleistung von 2.165.151 m³ hatte.

### Bildung

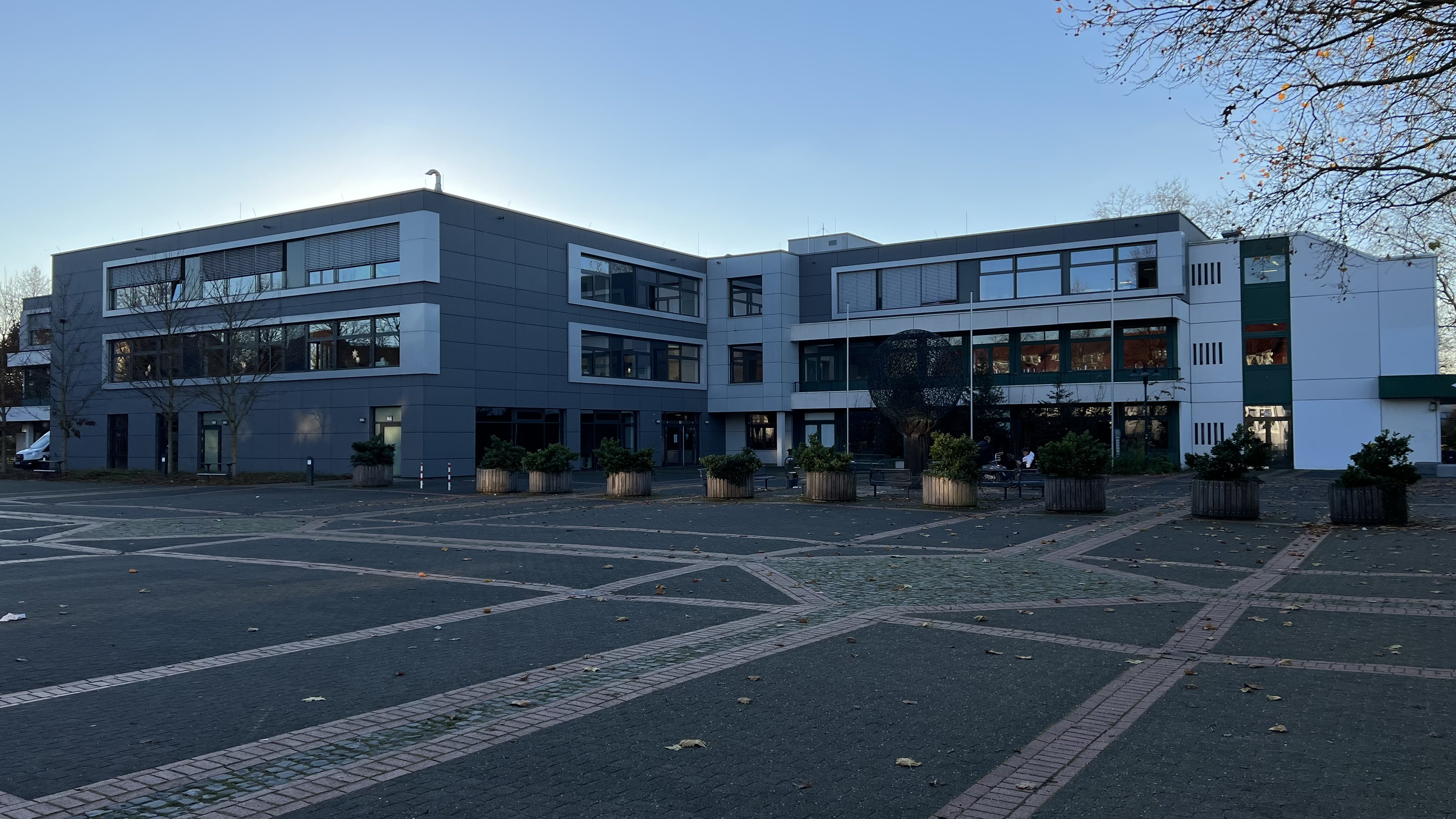
Das Gymnasium Verl im Jahr 2021

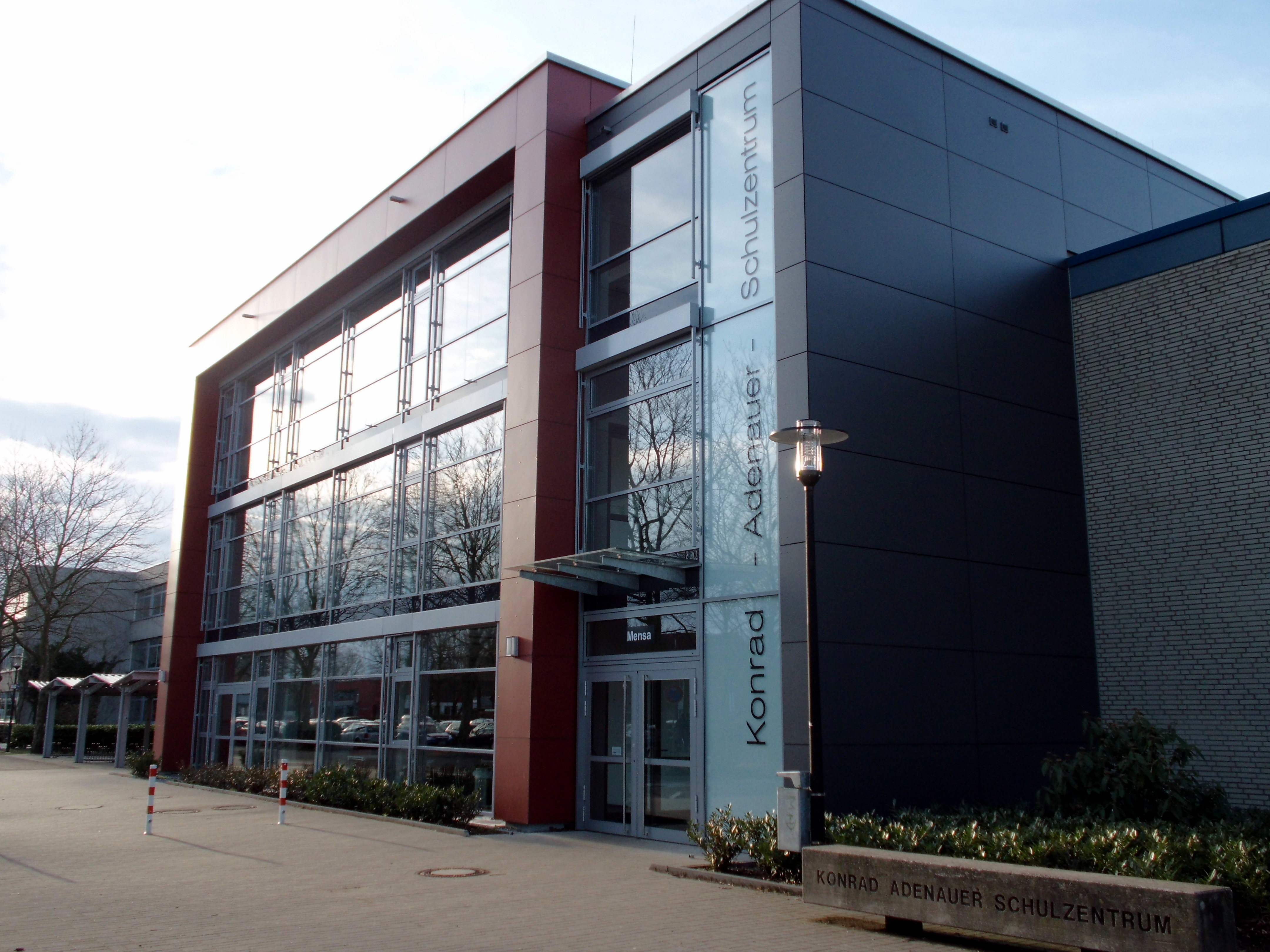
Mensa im Konrad-Adenauer-Schulzentrum im Jahr 2013

#### Weiterführende Schulen
1966 bezog die bereits 1964 gegründete Realschule erstmals ihr neues Schulgebäude. Diese bildete den ersten Baustein für das im Zentrum der Stadt liegende Schulzentrum. Anlässlich der Einweihung der Hauptschule 1973 wurde das Schulzentrum nach Konrad Adenauer benannt. Mit dem Bezug des Gymnasiums 1977 war das Konrad-Adenauer-Schulzentrum fertiggestellt.
Ab dem Schuljahr 1977/1978 begann der Unterricht im neuerrichteten Gymnasium Verl. Die Schule hat seit 2017 den Status einer „mitarbeitenden Schule“ im Zertifizierungsprozess zur UNESCO-Projektschule.
Seit November 2009 gehört zum Schulzentrum auch eine Mensa.
Zum Schuljahr 2013/2014 nahmen Haupt- und Realschule aufgrund der Einrichtung der Gesamtschule keine neuen Schüler mehr auf und liefen im Jahr 2018 aus.
Die zwei weiterführenden Schulen werden im Schuljahr 2019/2020 von 2001 Schülern besucht (Gymnasium: 1022, Gesamtschule: 979).
Im Jahr 2023 wurde das Gebäude der Realschule im Rahmen des Neubaus der Gesamtschule und des Hallenbades abgerissen.

#### Grundschulen

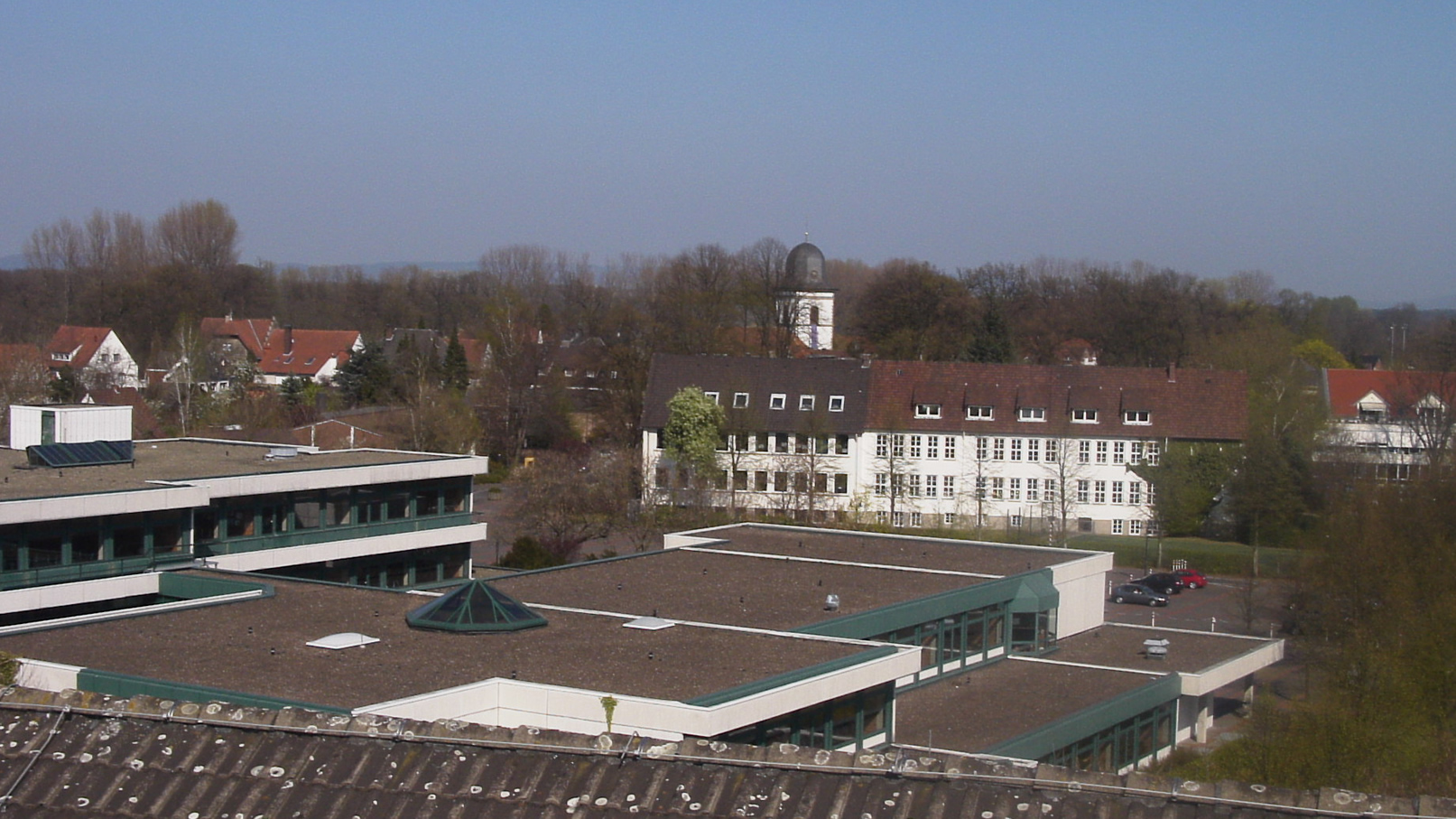
Blick auf das Gymnasium (vorne) und die Marienschulen sowie die St.-Anna-Kirche im Jahr 2003

Dem Konrad-Adenauer-Schulzentrum gehört auch die Grundschule „Marienschule“ an.
Des Weiteren verfügt die Stadt über fünf Grundschulen die im Schuljahr 2019/2020 zusammen von 975 Schülern besucht werden. Im Ortsteil Verl liegen die Grundschule Am Bühlbusch mit 329 sowie die katholische Marienschule mit 241 Schülern. In Kaunitz und Bornholte befindet sich der Grundschulverbund Grundschule Kaunitz-Bornholte mit insgesamt 236 Schülern. Davon besuchen 87 Schüler den Teilstandort Bornholte. Im Ortsteil Sürenheide wird die katholische St.-Georg-Schule von 169 Schülern besucht.

### Wasserversorgung
Zur Versorgung betreibt die Wasserversorgung Verl GmbH das Wasserwerk Mühlgrund im 1100 m² großen Wasserschutzgebiet Verl-Mühlgrund, welches im Holter Wald liegt. Dort werden bis zu 1,7 Mio. m³ Grundwasser im Jahr gefördert. Das Wasserwerk versorgt teilweise auch die Nachbarstädte Rheda-Wiedenbrück und Rietberg mit Wasser.
Seit 2021 betreibt die Stadt die Wasserversorgung Verl GmbH und ist mit 51 % daran beteiligt. Die anderen 49 % gehören der Vereinigte Gas- und Wasserversorgung GmbH (VWG), einem Tochterunternehmen der Gelsenwasser AG.

### Ansässige Unternehmen
Mit der Firma Nobilia hat der europäische Marktführer für Küchenmöbel seinen Sitz in der Stadt. Das Unternehmen beschäftigt etwa 4500 Mitarbeiter und produziert an vier deutschen Produktionsstätten nach eigenen Angaben 8,5 Millionen Schränke im Jahr. Mit den Werken in Verl-Kaunitz und -Sürenheide ist Nobilia ein großer Arbeitgeber in Verl.
Die in Verl ansässige Beckhoff Unternehmensgruppe betreibt in den drei familiär verbundenen Unternehmen einen Elektrofachhandel (Beckhoff Technik und Design GmbH), ein Unternehmen für Elektroinstallation im Gebäude (Elektro Beckhoff) sowie ein Technologieunternehmen der Automatisierungstechnik (Beckhoff Automation).
Einer der größten europäischen Hersteller von Türen und Toren aus Metall ist die Firma Teckentrup. Sie betreibt 15 Niederlassungen in Deutschland und beschäftigt weltweit mehr als 850 Mitarbeiter. Ihre Hauptverwaltung ist in Verl-Sürenheide.
Die Firma Heroal ist ein Hersteller von Aluminium–Profilsysteme und hat seinen Sitz in Verl. Sie beschäftigt rund 900 Mitarbeiter und hat Standorte in Verl und Hövelhof.
Ein weiterer Verarbeiter von Aluminium ist die Firma Alulux. Sie beschäftigt rund 280 Mitarbeiter und hat ihren Sitz ebenfalls in der Stadt. Seit April 2012 ist Alulux Teil der irischen CRH.
Mit der Firma Kleinemas ist in Verl ein bekannter Hersteller von Fleisch- und Wurstwaren ansässig. Er beschäftigt etwa 250 Mitarbeiter.
Mit dem Familien-Unternehmen Nüßing ist ein weiteres großes Unternehmen in Verl ansässig. Nüßing ist ein führendes Unternehmen in der Baubeschlag-Sparte und betreibt deutschlandweit zehn Standorte.
Das Verler Unternehmen Hermann Bock ist ein Hersteller von Pflegehilfsmitteln. Der Schwerpunkt liegt hierbei auf der Entwicklung und Herstellung von Gesundheitsbetten und präventiven Liegeflächensystemen. Im Jahr 2014 beschäftigte das Unternehmen nach Angabe des ABC der deutschen Wirtschaft 120 Mitarbeiter und erzielte einen Umsatz von 22 Millionen Euro.
Mit der Landmaschinenfabrik Köckerling hat zudem ein auf pfluglose Bodenbearbeitung spezialisierter Landtechnik-Hersteller seinen Sitz in der Stadt.
Die deutsche Tochtergesellschaft des spanischen Telefonkonzerns Telefónica betrieb in Verl einen wichtigen Standort. Trotz des Einzugs in einen im Frühjahr 2010 fertiggestellten Neubau wurde dieser Standort im September 2011 wieder geschlossen.
Mit Riverty betreibt der weltweit tätige Medienkonzern Bertelsmann einen Standort in der Stadt. Viele Einwohner Verls arbeiten auch für andere Zweige des Konzerns, der seine Hauptverwaltung in Gütersloh, in unmittelbarer Nähe zur Stadt, hat.

## Persönlichkeiten

### Söhne und Töchter der Stadt

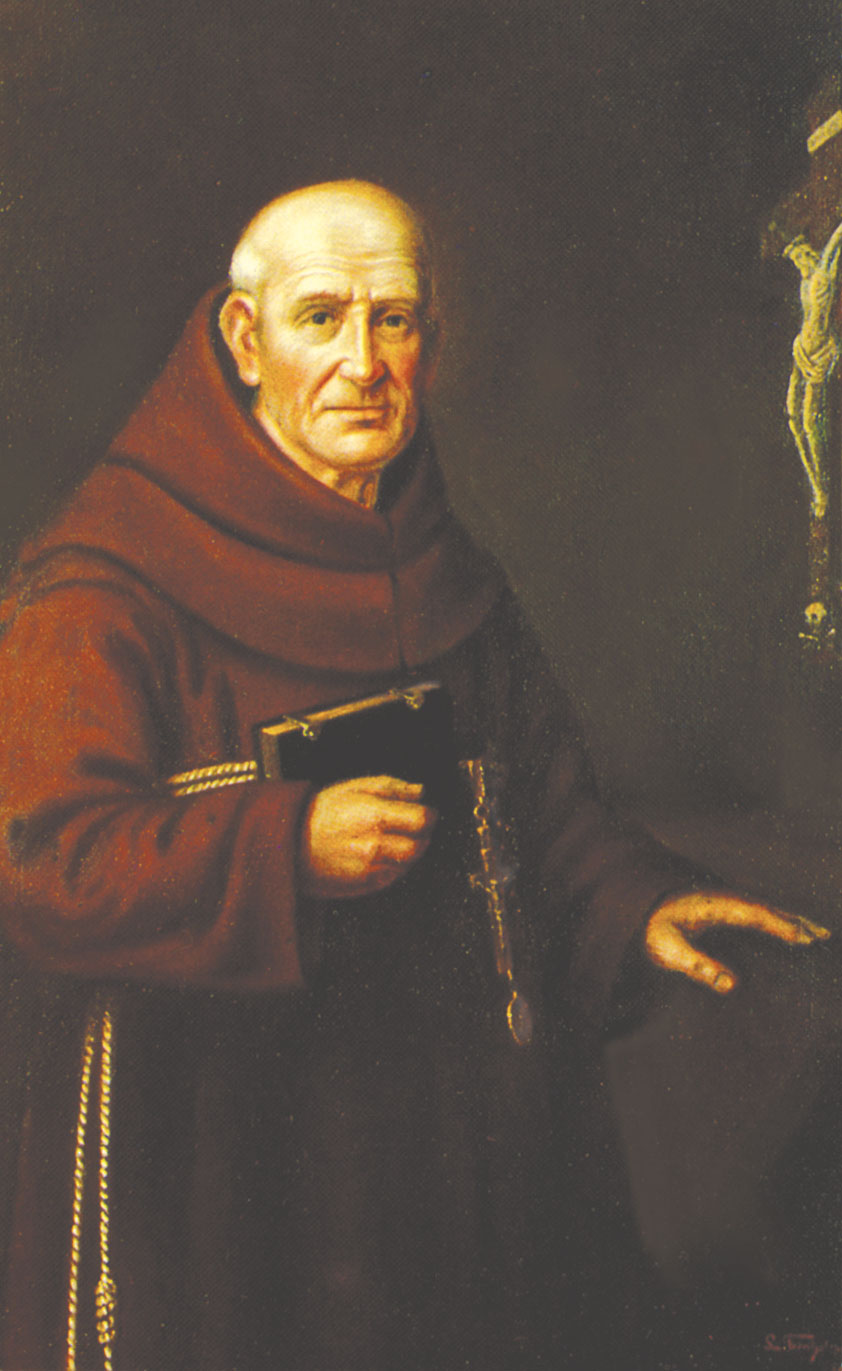
Johann Christoph Bernsmeyer

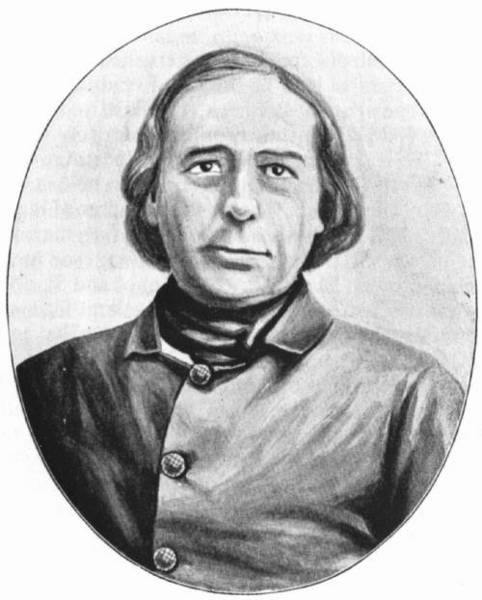
Johannes Otto Bredeick, Gründer der Stadt Delphos in Ohio (USA)

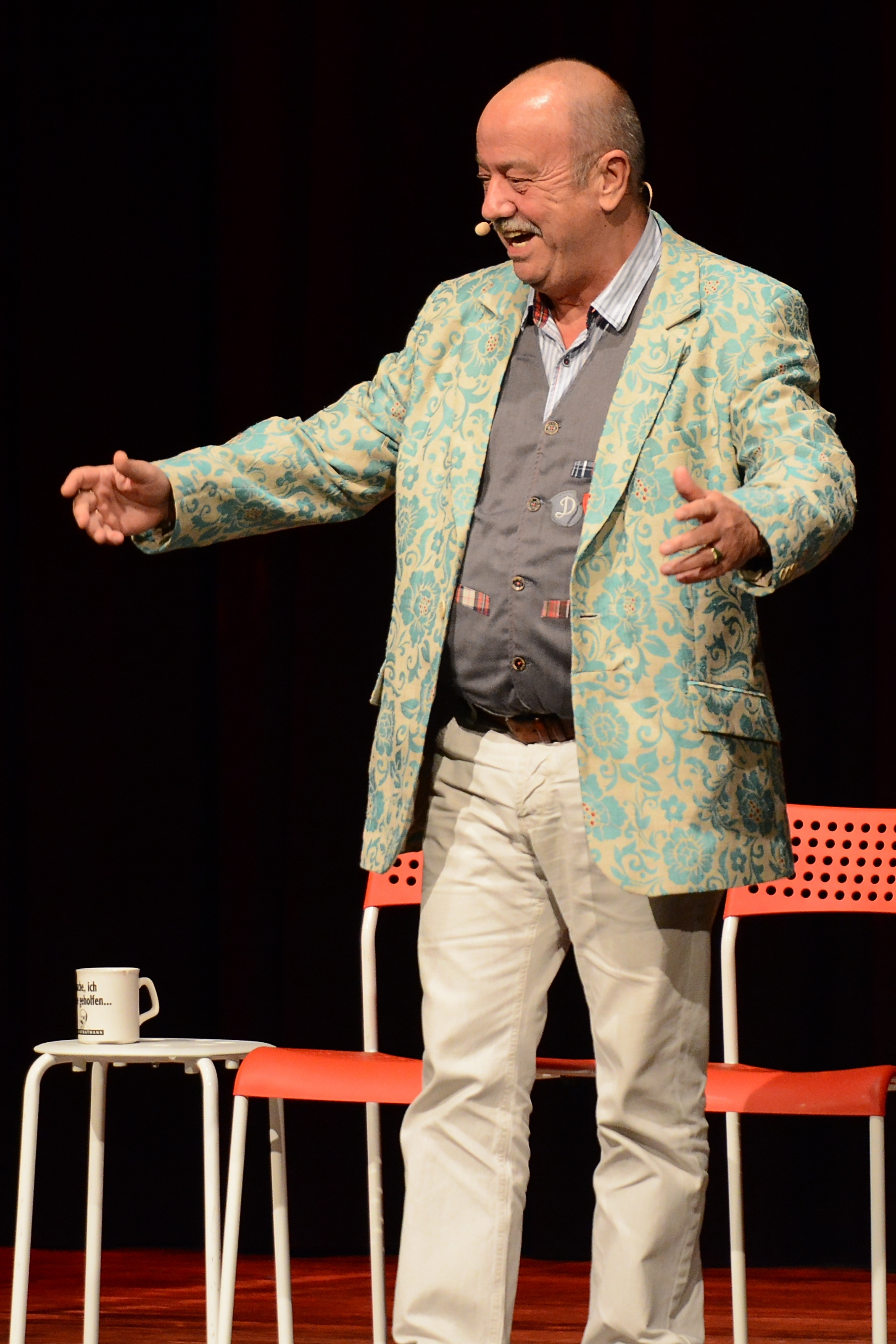
Ludger Stratmann (2014)

Am 15. Mai 1777 wurde Johann Christoph Bernsmeyer in Verl geboren. Der Pater der Franziskaner (OFM) war Gründer der Kongregation der Krankenschwestern nach der 3. Regel des hl. Franziskus zu Münster. Er starb am 2. Juni 1858 in Telgte.
Johannes Otto Bredeick, der Gründer der Stadt Delphos in Ohio (USA), die seit 1999 Partnerstadt Verls ist, wurde am 22. Januar 1789 in Verl-Bornholte geboren. Als Pastor organisierte er zusammen mit seinem Bruder Ferdinand eine Auswandererbewegung in die USA. Er gründete auch die Stadt Ottoville, eine benachbarte Stadt von Delphos.
Der deutsche Schriftsteller Norbert Johannimloh wurde am 21. Januar 1930 in Verl geboren. Bekanntestes Werk ist der autobiografisch geprägter Roman Appelbaumchaussee, der die westfälische Kindheit in den Dreißiger- und Vierzigerjahren des 20. Jahrhunderts schildert.
Joachim Milberg ist Ingenieur und Manager und wurde am 10. April 1943 in Verl geboren. Nach dem Studium der Fertigungstechnik folgte 1971 die Promotion zum Doktor-Ingenieur (Dr.-Ing.). Milberg war Professor an der Technischen Universität München und Universität Duisburg-Essen. Er war Vorstandsvorsitzender der Bayerischen Motorenwerke AG und ist aktuell im Kuratorium der BMW Stiftung Herbert Quandt.
Am 14. Mai 1946 wurde Elmar Brok in Verl geboren. Der Politiker (CDU) studierte ohne Abschluss Rechtswissenschaft und Politikwissenschaft und war danach als Journalist tätig. Er war von 1999 bis 2007 sowie seit 2012 Vorsitzender des Ausschusses für Auswärtige Angelegenheiten des Europäischen Parlaments und er war bis 2011 Senior Vice President Media Development der Bertelsmann AG.
Wilhelm Steckling, am 23. April 1947 in Verl geborener Ordensgeistlicher, war von 1998 bis 2010 Generaloberer der Hünfelder Oblaten. Seit 2014 ist er Bischof von Ciudad del Este.
Der Arzt und Kabarettist Ludger Stratmann wurde am 23. Juli 1948 in Verl geboren. Er studierte Humanmedizin, promovierte 1985 und ließ sich in Bottrop mit einer Praxis für Allgemeinmedizin nieder. Stratmann wurde unter anderem mit dem Kulturpreis der Stadt Bottrop ausgezeichnet und starb 2021 in Bottrop.
Der Bluesmusiker und Songschreiber Roland Berens wurde am 12. Juli 1949 in Verl geboren. Er erwarb das Diplom im Ingenieurstudiengang Informationsverarbeitung und studierte 1992 bis 1997 Hispanistik, Literaturwissenschaft und Wirtschaftswissenschaften; Promotion 2001.
Hubert Berenbrinker ist emeritierter Weihbischof im Erzbistum Paderborn und wurde am 7. Juni 1950 in Verl geboren. Er studierte am Paderborner Priesterseminar. Am 19. April 2008 ernannte ihn Papst Benedikt XVI. zum Titularbischof von Panatoria und bestellte ihn zum Weihbischof im Erzbistum Paderborn. Sein erstes Pontifikalamt feierte er am 7. Juli 2008 in der Verler St.-Anna-Kirche.
Christian Stratmann ist Prinzipal am Mondpalast und dem RevuePalast Ruhr und wurde am 18. Februar 1951 in Verl geboren. Stratmann ist Träger des Bundesverdienstkreuzes und Bürger des Ruhrgebiets.

### Persönlichkeiten, die vor Ort gewirkt haben
Die folgenden Persönlichkeiten sind keine gebürtigen Verler, wirken oder wirkten aber hier.
- Wenzel Anton von Kaunitz-Rietberg (1711–1794), österreichischer Staatsmann und Diplomat, war u. a. Erbauer der St.-Anna-Kirche in Verl
- Vicarius Ferdinand Kühlmann (* 15. November 1842 in Westerwiehe – 24. Januar 1929), war Domkapitular in Paderborn, errichtete das Verler Krankenhaus, die Straße zwischen St.-Anna-Kirche und Krankenhaus wurde nach ihm benannt
- Ernst Meurin (1885–1970), Autor und Kreisheimatpfleger von Wiedenbrück, Lehrer in Bornholte, Mitbegründern des Heimatvereins, die Ernst-Meurin-Straße trägt seinen Namen
- Peter Venne SVD (1913–2009), Pater seit 1939, Dozent, Dr. Phil., 1952–1962 Professor an der Universität Steyler-Nanzen in Nagoya, Japan, 1962–1987 Professor an der Universität Fu Yen in Taipeh
- Gert Richter (1929–2017), deutscher Schauspieldramaturg, Schriftsteller, Verlagsredakteur und Herausgeber, lebte lange in Verl
- Der Franz-Josef Balke (* 1939), CDU, 1975 bis 1992 im Verler Gemeinderat, seit 1973 Kreistagsmitglied in Gütersloh, 1983 bis 1988 stellvertretender Landrat des Kreises Gütersloh, danach bis 1994 Landrat und dann bis 1997 erneut Stellvertreter.

## Sonstiges

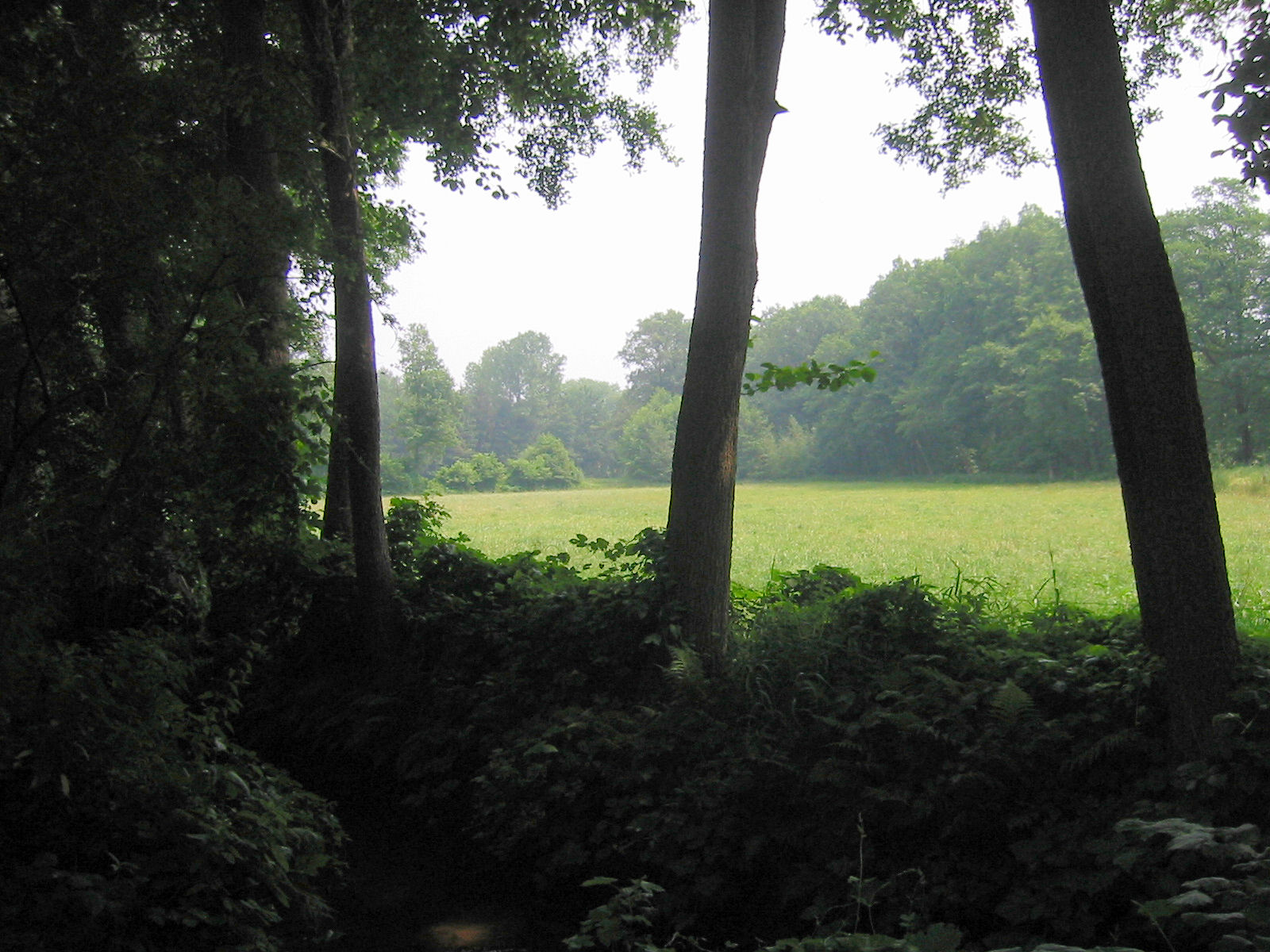
Am Ölbach

Auf Verls bekanntesten Bach, den Ölbach, geht der von vielen Einheimischen für Verl verwendete Begriff Ölbachgemeinde zurück. Auch ein Musikstück bezieht sich mit der Textzeile „Verl am Ölbach (…)“ direkt auf die Verbundenheit der Stadt zu diesem Gewässer. Besonders auf den zahlreichen Schützenfesten im Stadtgebiet ist dieses Lied des Öfteren zu hören.